# Liste der Biografien/Bie
Liste der Biografien |
Portal Biografien |
Personensuche
# |
A |
B |
C |
D |
E |
F |
G |
H |
I |
J |
K |
L |
M |
N |
O |
P |
Q |
R |
S |
T |
U |
V |
W |
X |
Y |
Z |
?
 
Ba |
Be |
Bd |
Bg |
Bh |
Bi |
Bj |
Bl |
Bm |
Bn |
Bo |
Br |
Bs |
Bu |
Bw |
By |
Bz
 
Bia–Bid |
Bie |
Bif–Bim |
Bin |
Bio |
Bip |
Bir |
Bis |
Bit |
Biu |
Biv |
Biw |
Bix |
Biy |
Biz
Die Liste der Biografien führt alle Personen auf, die in der deutschsprachigen Wikipedia einen Artikel haben. Dieses ist eine Teilliste mit 1084 Einträgen von Personen, deren Namen mit den Buchstaben „Bie“ beginnt.

## Bie
- Bie Lorentzen, Henriette (1911–2001), norwegische Humanistin, Friedensaktivistin, Feministin und Widerstandskämpferin gegen den Nationalsozialismus
- Bie, Amadeus de (1844–1920), Generalabt des Zisterzienserordens
- Bie, Cornelis de (* 1627), flämischer Redner, Dichter, Jurist und Lokalpolitiker
- Bie, Ferdinand (1888–1961), norwegischer Leichtathlet
- Bie, Ge (* 1992), chinesischer Sprinter
- Bie, Jesper (* 1920), dänischer Badmintonspieler
- Bie, Oscar (1864–1938), deutscher Musikschriftsteller, Kunsthistoriker und Publizist
- Bie, Peter de (1950–2025), niederländischer Radiomoderator und Hörfunkredakteur

### Bieb
- Biebach, Erich (* 1907), deutscher Leichtathlet
- Bieback, Karl-Jürgen (* 1944), deutscher Rechtswissenschaftler und Hochschullehrer
- Biebel, Otmar (* 1963), deutscher Physiker und Hochschullehrer
- Biebendt, Anna (* 1848), deutsche Schriftstellerin
- Bieber, Alain (* 1978), deutsch-französischer Kurator und Autor
- Bieber, Andreas (* 1966), deutscher Schauspieler und MusicaldarstellerAndreas Bieber (* 1966)

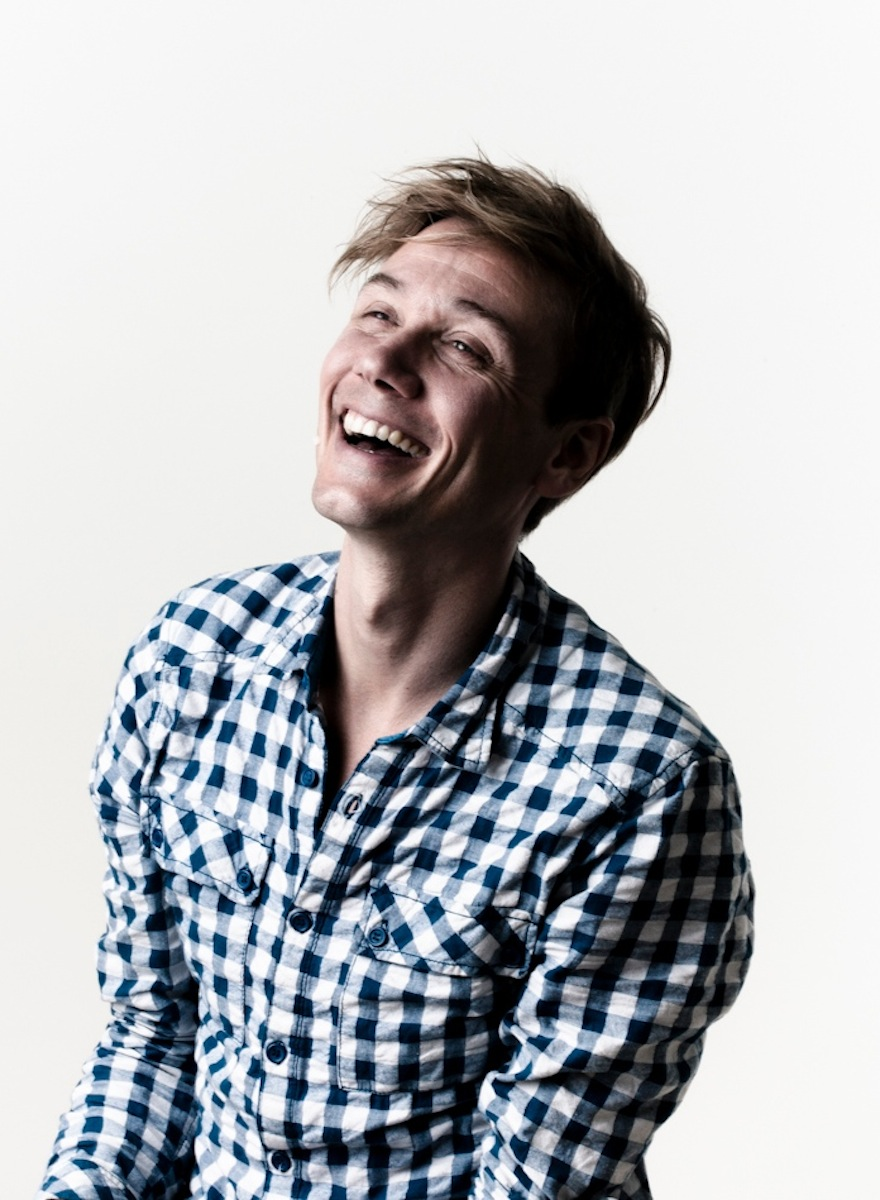
Andreas Bieber (* 1966)

- Bieber, Benjamin (* 1981), deutscher Schauspieler
- Bieber, Christoph (* 1970), deutscher Politikwissenschaftler
- Bieber, Christopher (* 1989), deutscher Fußballspieler
- Bieber, Clemens (* 1956), deutscher Opernsänger (Tenor)
- Bieber, Clemens (* 1957), deutscher Pfarrer
- Bieber, Dietrich (* 1935), deutscher Kunsthistoriker und Museumspädagoge
- Bieber, Eberhard, deutscher Sänger und Gitarrist
- Bieber, Emil (1878–1962), deutscher Porträtfotograf mit Atelier in Hamburg
- Bieber, Emilie (1810–1884), deutsche Berufsfotografin
- Bieber, Ernst (1845–1888), deutscher Diplomat und Generalkonsul
- Bieber, Florian (* 1973), österreichischer Politologe und Zeithistoriker
- Bieber, Franz (1892–1980), deutscher Motorradrennfahrer, Motorsportfunktionär und Unternehmer
- Bieber, Friedrich Julius (1873–1924), österreichischer Afrikaforscher
- Bieber, Hailey (* 1996), US-amerikanisches Model und UnternehmerinHailey Bieber (* 1996)

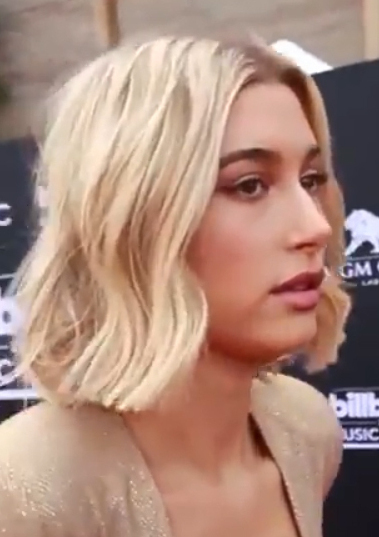
Hailey Bieber (* 1996)

- Bieber, Hans-Joachim (* 1940), deutscher Historiker
- Bieber, Henry (1811–1882), deutscher Gutsbesitzer und Politiker
- Bieber, Horst (1942–2020), deutscher Schriftsteller und Journalist
- Bieber, Hugo (1883–1950), deutscher Literaturwissenschaftler
- Bieber, Jakob (* 1986), deutscher Schauspieler
- Bieber, Jodi (* 1966), südafrikanische Fotografin
- Bieber, Johann Diedrich (1796–1875), deutscher Apotheker und Fabrikant
- Bieber, Justin (* 1994), kanadischer SängerJustin Bieber (* 1994)

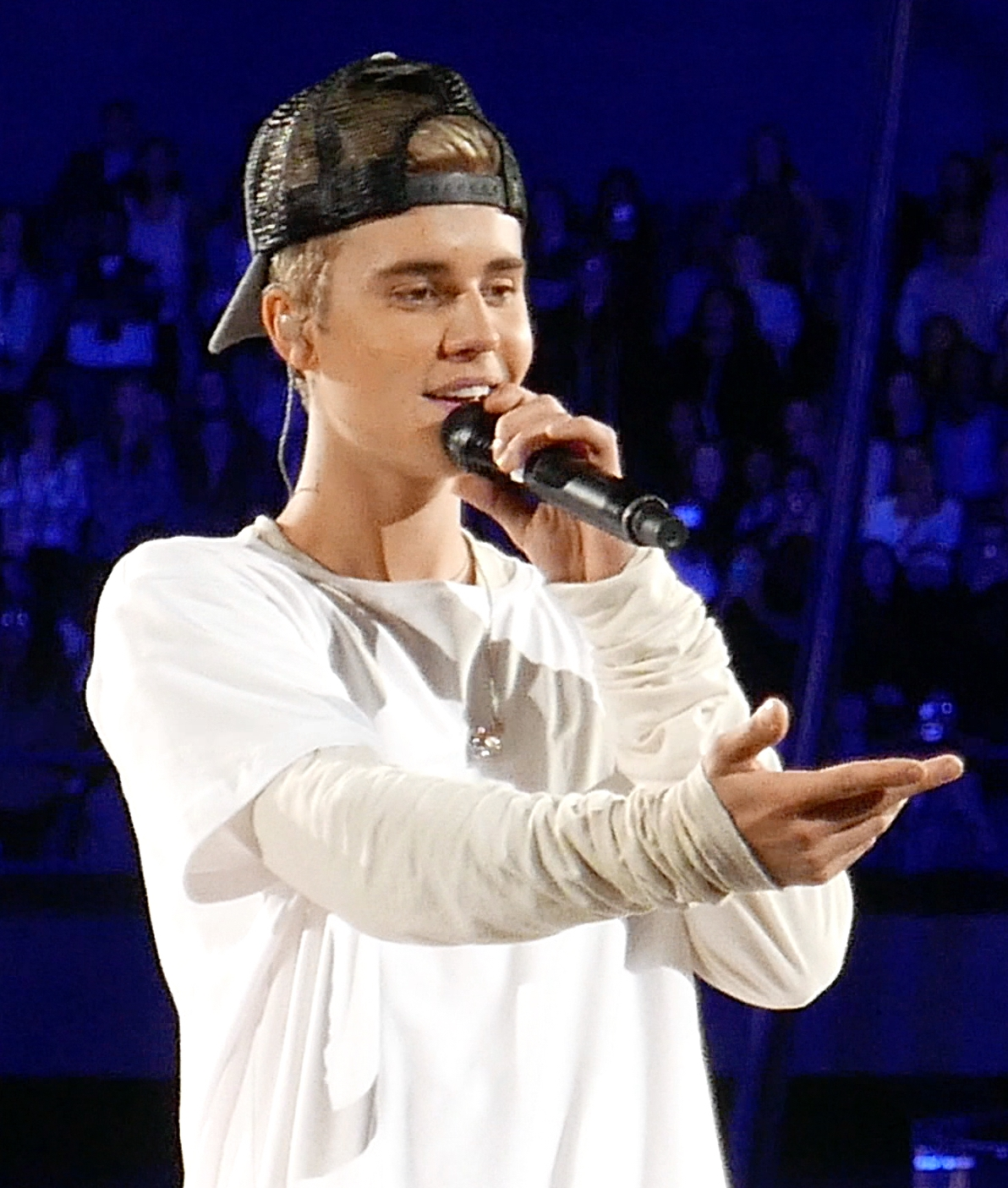
Justin Bieber (* 1994)

- Bieber, Karlheinz (1926–2014), deutscher Filmregisseur, Theaterregisseur, Drehbuchautor und Schriftsteller
- Bieber, Konrad Ferdinand (1916–2006), deutsch-amerikanischer Romanist
- Bieber, Leo (1904–1981), deutscher Bühnen-, Film- und Fernsehschauspieler
- Bieber, Margarete (1879–1978), deutsche Klassische Archäologin, erste Professorin für Klassische Archäologie in Deutschland
- Bieber, Marianus (* 1958), deutscher Ordensgeistlicher und Benediktinerabt
- Bieber, Matthias (* 1986), Schweizer Eishockeyspieler
- Bieber, Nita (1926–2019), US-amerikanische Schauspielerin und Tänzerin
- Bieber, Oswald (1874–1955), deutscher Architekt
- Bieber, Paul (* 1983), deutscher Extremschwimmer
- Bieber, Peter (1905–1992), elsässischer Jurist und Publizist
- Bieber, Roland (* 1942), deutscher Rechtswissenschaftler und Hochschullehrer
- Bieber, Rudolf (1900–1941), deutscher Fliegerkapitän, Politiker (NSDAP) und Unternehmer
- Bieber, Shane (* 1995), amerikanischer Baseballspieler
- Bieber, Siegfried (1873–1960), deutscher Bankier und Kunstsammler
- Bieber, Siegmar (* 1968), deutscher Fußballspieler
- Bieber, Thomas (* 1985), Schweizer Unihockey-Spieler
- Bieber, Vinzenz (1851–1909), österreichischer Paläontologe
- Bieber, Walter (1948–2017), deutscher Politiker (SPD), MdL
- Bieber-Böhm, Hanna (1851–1910), deutsche Frauenrechtlerin
- Bieberbach, Ludwig (1886–1982), deutscher Mathematiker und NSDAP-AktivistLudwig Bieberbach (1886–1982)

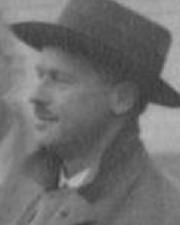
Ludwig Bieberbach (1886–1982)

- Bieberbach, Thomas (* 1966), deutscher Motorradsportler und Enduroweltmeister
- Bieberkraut, James (1879–1975), deutsch-türkischer Maler, Radierer, Restaurator und Wissenschaftler
- Bieberle, Josef (1929–2018), tschechischer Historiker
- Bieberstedt, Andreas (* 1969), deutscher Germanist
- Bieberstein, Arno (1883–1918), deutscher Schwimmer
- Bieberstein, Frauke von (* 1974), deutsche Wirtschaftswissenschaftlerin
- Bieberstein, Klaus (* 1955), deutscher römisch-katholischer Theologe
- Bieberstein, Sabine (* 1962), römisch-katholische Theologin
- Bieberstein-Pilchowsky, Joseph Albrecht Christoph von (1730–1815), preußischer Generalmajor, Chef des Dragonerregiments Nr. 12
- Biebighäuser, Carl (1842–1900), deutscher Räuberhauptmann
- Biebl, Elisabeth (1915–1989), deutsche Operettensängerin (Soubrette, Sopran) und Schauspielerin
- Biebl, Elisabeth (1928–2019), deutsche Politikerin (CSU), MdL
- Biebl, Elmar (* 1947), deutscher Journalist, Autor, und Juror
- Biebl, Franz (1906–2001), deutscher Komponist
- Biebl, Gregor (* 1968), deutscher Ministerialbeamter im bayerischen Staatsdienst
- Biebl, Heidi (1941–2022), deutsche Skirennläuferin und OlympiasiegerinHeidi Biebl (1941–2022)

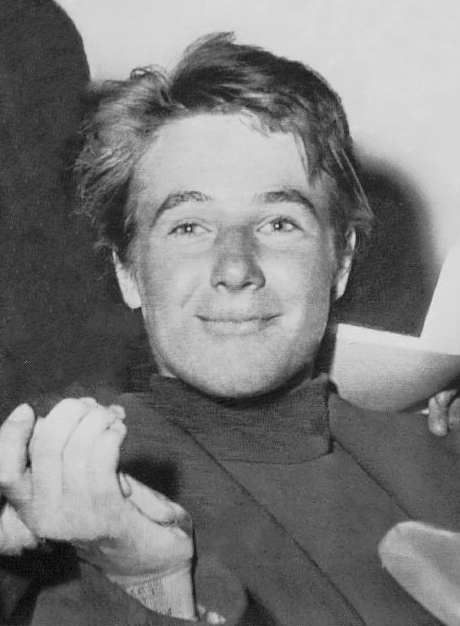
Heidi Biebl (1941–2022)

- Biebl, Johannes (* 1945), deutscher Rockmusiker und Sänger
- Biebl, Josef (* 1959), deutscher Jurist, Richter am Bundesarbeitsgericht
- Biebl, Konstantin (1898–1951), tschechischer Dichter
- Biebl, Max (1893–1968), deutscher Chirurg
- Biebl, Peter (1937–2006), deutscher CSU-Kommunalpolitiker
- Biebl, Richard (1908–1974), österreichischer Botaniker und Pflanzenphysiologe
- Biebl, Rolf (* 1951), deutscher Bildhauer und Maler
- Biebl, Rudolf (1820–1895), österreichischer Politiker, Landtagsabgeordneter, Bürgermeister der Stadt Salzburg
- Biebl, Sepp (* 1936), deutscher Eisschnellläufer
- Biebl, Stefan, deutscher Kameramann
- Biebow, Hans (1902–1947), deutscher Kaufmann und Kriegsverbrecher
- Biebrach, Ines (* 1973), deutsche Rechtsanwältin und Politikerin (BSW)
- Biebrach, Rudolf (1866–1938), deutscher Schauspieler und Regisseur
- Biebricher, Andreas (* 1968), deutscher Politiker (CDU), MdL
- Biebricher, August (1878–1932), deutscher Architekt
- Biebricher, Christof (1941–2009), deutscher Naturwissenschaftler und Hochschullehrer
- Biebricher, Thomas (* 1974), deutscher Politikwissenschaftler und AutorThomas Biebricher (* 1974)

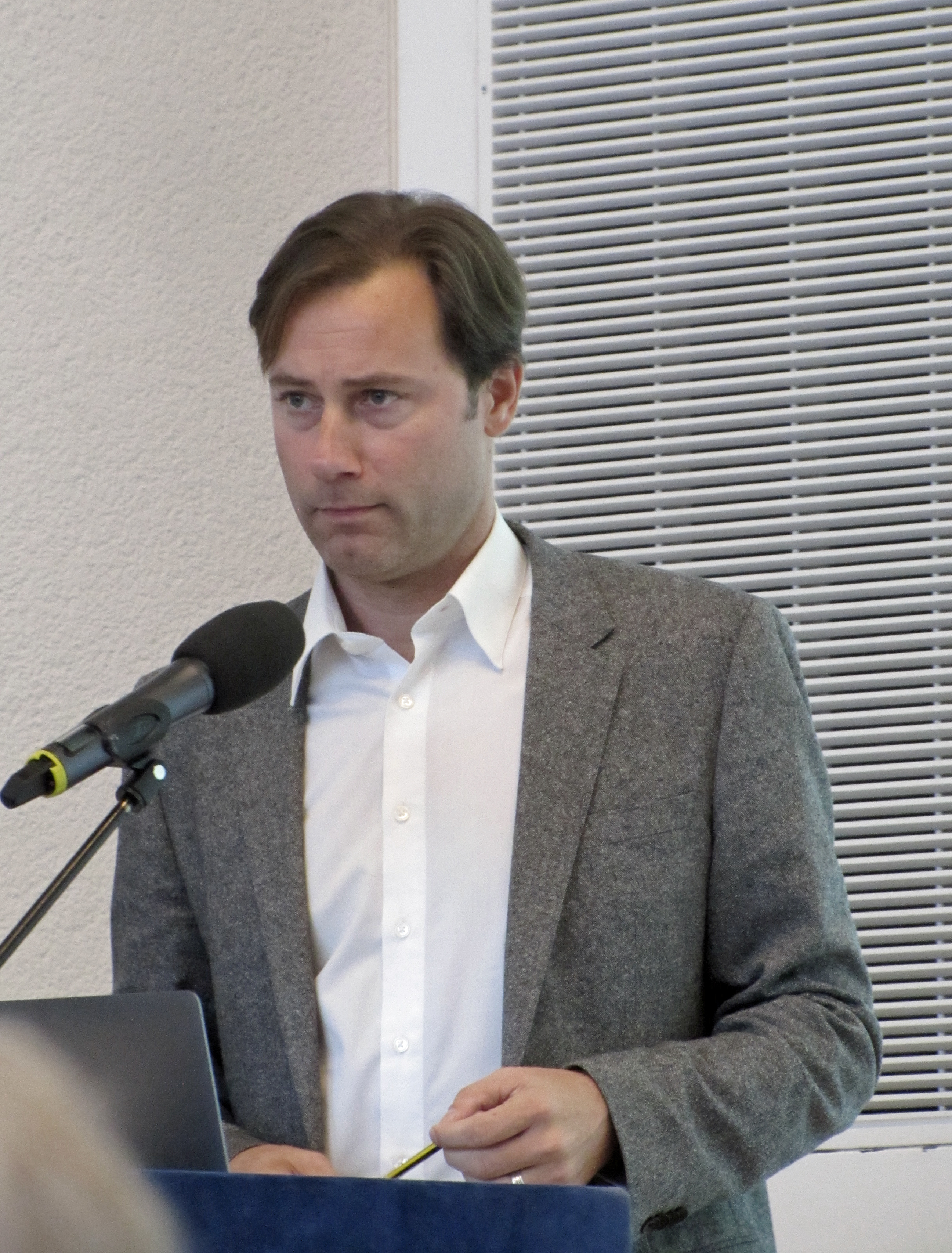
Thomas Biebricher (* 1974)

### Biec
- Biec, José Antonio (* 1977), spanischer Eishockeyspieler
- Biechelberger, Hieronymus († 1508), siebter Abt der Reichsabtei Ochsenhausen
- Biechele, Hermann (1918–1999), deutscher Pädagoge und Politiker (CDU), MdB
- Biechele, Johann Nepomuk (1762–1829), Stadtpfarrer in Karlsruhe und Freiburg
- Biechele, Karl (1892–1978), deutscher Chemiker, Apotheker und DAV-Funktionär
- Biechele, Max (1839–1922), deutscher Apotheker, Pharmakologe und Autor
- Biechl, Annemarie (* 1949), deutsche Politikerin (CSU), MdL
- Biechl, Anni (* 1940), deutsche Leichtathletin
- Biechl, Daniela (* 1984), österreichische Biathletin und Skilangläuferin
- Biechteler, Hannes (* 1956), deutscher Kommentator und Moderator
- Biechteler, Matthias Sigismund (1670–1743), Salzburger Komponist und Hofkapellmeister
- Biecker, Karl (* 1859), deutscher Architekt und Baubeamter

### Bied
- Bied, Jules (1864–1924), französischer Erfinder
- Bied, Peter Anton (1828–1889), Bürgermeister von Höchst am Main
- Bied-Charreton, Jean (1911–2003), französischer Flottillenadmiral
- Bieda, Halina (* 1962), polnische Lehrerin, Museumsleiterin und Politikerin der Bürgerplattform
- Bieda, Jarosława (* 1937), polnische Hochspringerin
- Biedefeld, Susann (* 1964), deutsche Politikerin (SPD), MdL
- Biedel, Matt (* 1975), US-amerikanischer Schauspieler
- Biedenbach, Raymund (1910–1944), deutscher römisch-katholischer Bankbeamter und Märtyrer
- Biedenfeld, Ernst von (1793–1849), badischer Offizier und Kommandant in der Revolutionsarmee
- Biedenfeld, Ferdinand Friedrich von (1764–1834), badischer Generalmajor
- Biedenfeld, Ferdinand von (1788–1862), deutscher Dichter, Dramaturg und Publizist
- Biedenharn, Lawrence (1922–1996), US-amerikanischer Physiker
- Biedenkapp, Marc (* 1980), deutscher American-Football-Spieler
- Biedenkopf, Ingrid (* 1931), deutsche Gattin des vormaligen sächsischen Ministerpräsidenten
- Biedenkopf, Kurt (1930–2021), deutscher Jurist, Hochschullehrer und Politiker der CDUKurt Biedenkopf (1930–2021)

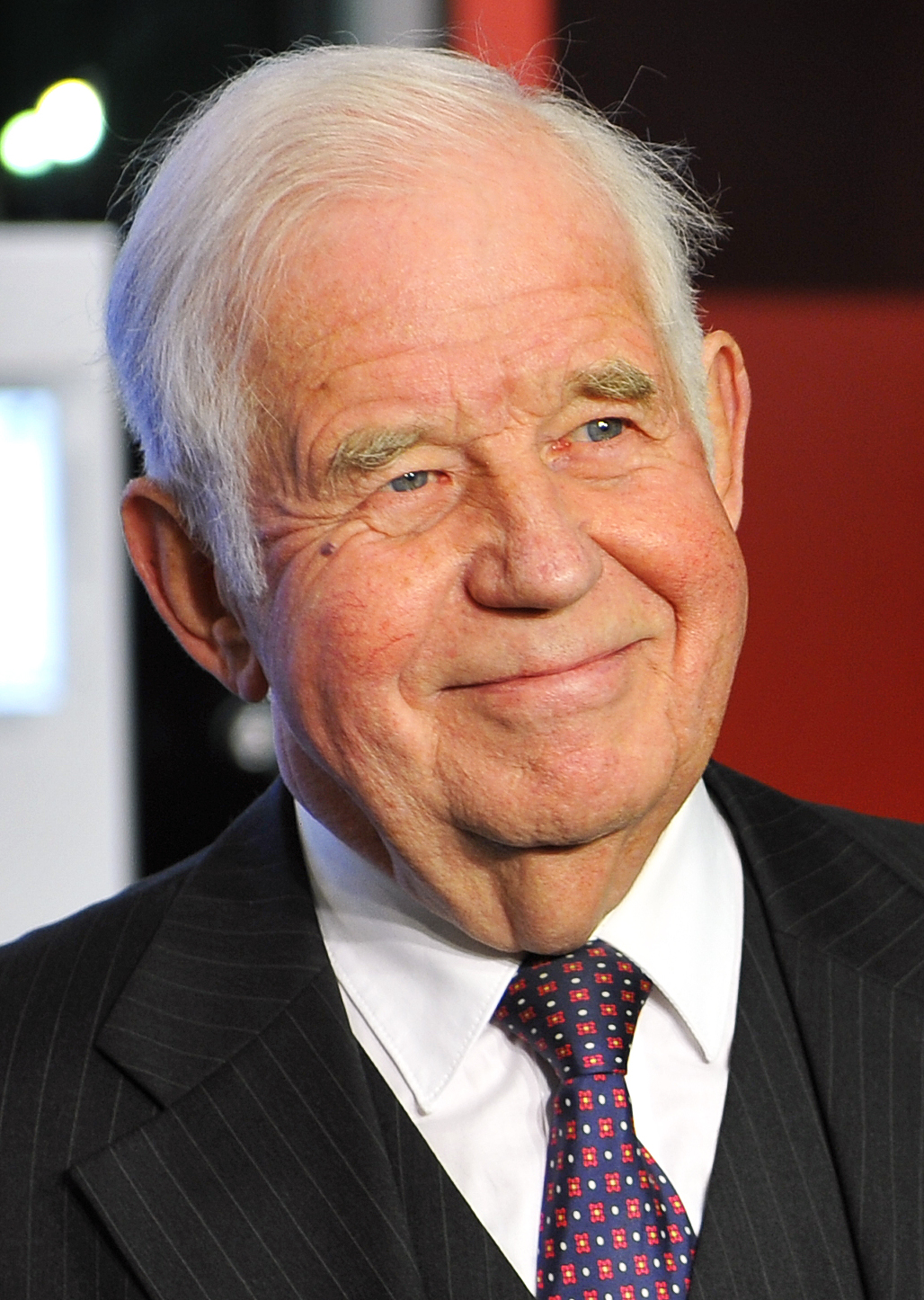
Kurt Biedenkopf (1930–2021)

- Biedenkopf, Wilhelm (* 1900), deutscher Chemie-Ingenieur und Manager in der Chemischen Industrie
- Biedenweg, Heinrich (1811–1880), deutscher Jurist und Politiker
- Biedenweg, Karl Ludwig von (1864–1940), preußischer Verwaltungsjurist und Staatsminister im Fürstentum Lippe (1913–1918)
- Bieder, Daniel (1825–1910), Schweizer Politiker und Richter
- Bieder, Hermann (* 1941), österreichischer Slawist und Hochschullehrer
- Bieder, Leopold (1921–1987), österreichischer Politiker (SPÖ), Landtagsabgeordneter
- Bieder, Marcus (* 1976), deutscher Jurist und Hochschullehrer
- Bieder, Werner (1911–1999), Schweizer evangelischer Geistlicher und Hochschullehrer
- Biederbeck, Bertram (1924–2006), deutscher Politiker (CDU)
- Biederbeck, Erich Heinrich (1914–2000), deutscher Verwaltungsjurist
- Biederbick, Andreas (1909–1990), deutscher Polizeibeamter und SS-Führer
- Biederbick, Christa (* 1940), deutsche Grafikerin und Bildhauerin
- Biederbick, Christian Friedrich (1819–1895), Landtagsabgeordneter Waldeck
- Biederbick, Jürgen (1947–2001), deutscher Ingenieur und Landespolitiker (FDP), MdA
- Biederbick, Karl-Heinz (* 1920), deutscher Ministerialbeamter
- Biederbick, Karlheinz (* 1934), deutscher Bildhauer
- Biederbick, Klaus-Günther (* 1944), deutscher Staatssekretär im Bundesministerium der Verteidigung
- Biederer, Georg (1900–1967), deutscher Politiker (NSDAP), MdR
- Biederer, Jacques (* 1887), französischer Fotograf
- Biederich, Paul Hugo (1907–1968), deutscher Jurist, Polizeibeamter und politischer Aktivist
- Biederlack, Christoph (1773–1854), deutscher Kaufmann und Politiker
- Biederlack, Sebastian (* 1981), deutscher Hockeyspieler
- Biederman, Charles (1906–2004), US-amerikanischer Maler
- Biederman, James (* 1947), US-amerikanischer Maler, Bildhauer und Zeichner
- Biedermann, Adolf (1881–1933), deutscher Politiker (SPD), MdHB, MdR
- Biedermann, Alfons, deutscher Drehbuchautor und Regisseur
- Biedermann, Alois Emanuel (1819–1885), Schweizer reformierter Theologe
- Biedermann, Bernd (1942–2023), deutscher Diplomat der DDR
- Biedermann, Berthold von (1851–1933), deutscher Offizier und Schriftsteller
- Biedermann, Bruno (1904–1953), deutscher Politiker (NSDAP), MdR und SA-Führer
- Biedermann, Carl (1824–1894), Schweizer Kaufmann und Mundartschriftsteller
- Biedermann, Christa (* 1953), österreichische Performancekünstlerin
- Biedermann, Christoph (* 1987), liechtensteinischer Fussballspieler
- Biedermann, David (1869–1929), Leipziger Rauchwarenhändler (Pelzhandel)
- Biedermann, Detlev von (1823–1896), deutscher Publizist
- Biedermann, Erich von (1874–1931), Geheimer Legationsrat und Rittmeister
- Biedermann, Ernst (1868–1928), deutscher Maler, Architekt und Erfinder
- Biedermann, Ernst (1902–1997), Schweizer Parteiführer (Nationale Front)
- Biedermann, Flodoard von (1858–1934), deutscher Literaturhistoriker
- Biedermann, Franz (* 1946), Liechtensteiner Zehnkämpfer
- Biedermann, Friedrich (* 1975), österreichischer Künstler
- Biedermann, Gábor (* 1979), deutscher Schauspieler
- Biedermann, Gisela (* 1948), liechtensteinische Politikerin (Vaterländische Union) und Fachärztin
- Biedermann, Gustav (1815–1890), philosophischer Schriftsteller
- Biedermann, Gustav Heinrich von (1789–1862), deutscher Rittergutsbesitzer und Politiker, Abgeordneter des Sächsischen Landtags
- Biedermann, Hannah (* 1982), deutsche Theaterregisseurin, Dramaturgin, Theaterpädagogin und Schauspielerin
- Biedermann, Helmut (1913–1984), deutscher Funktionär und Politiker (LDPD), MdV
- Biedermann, Hermenegild Maria (1911–1994), deutscher Ordensgeistlicher, katholischer Theologe, Hochschullehrer und Augustiner-Eremit
- Biedermann, Holger (* 1952), deutscher Gitarrist, Komponist, Autor und Journalist
- Biedermann, Hubert (* 1953), österreichischer Ingenieur und Hochschullehrer
- Biedermann, Jeanette (* 1980), deutsche Popsängerin, Schauspielerin, Synchronsprecherin und FernsehmoderatorinJeanette Biedermann (* 1980)

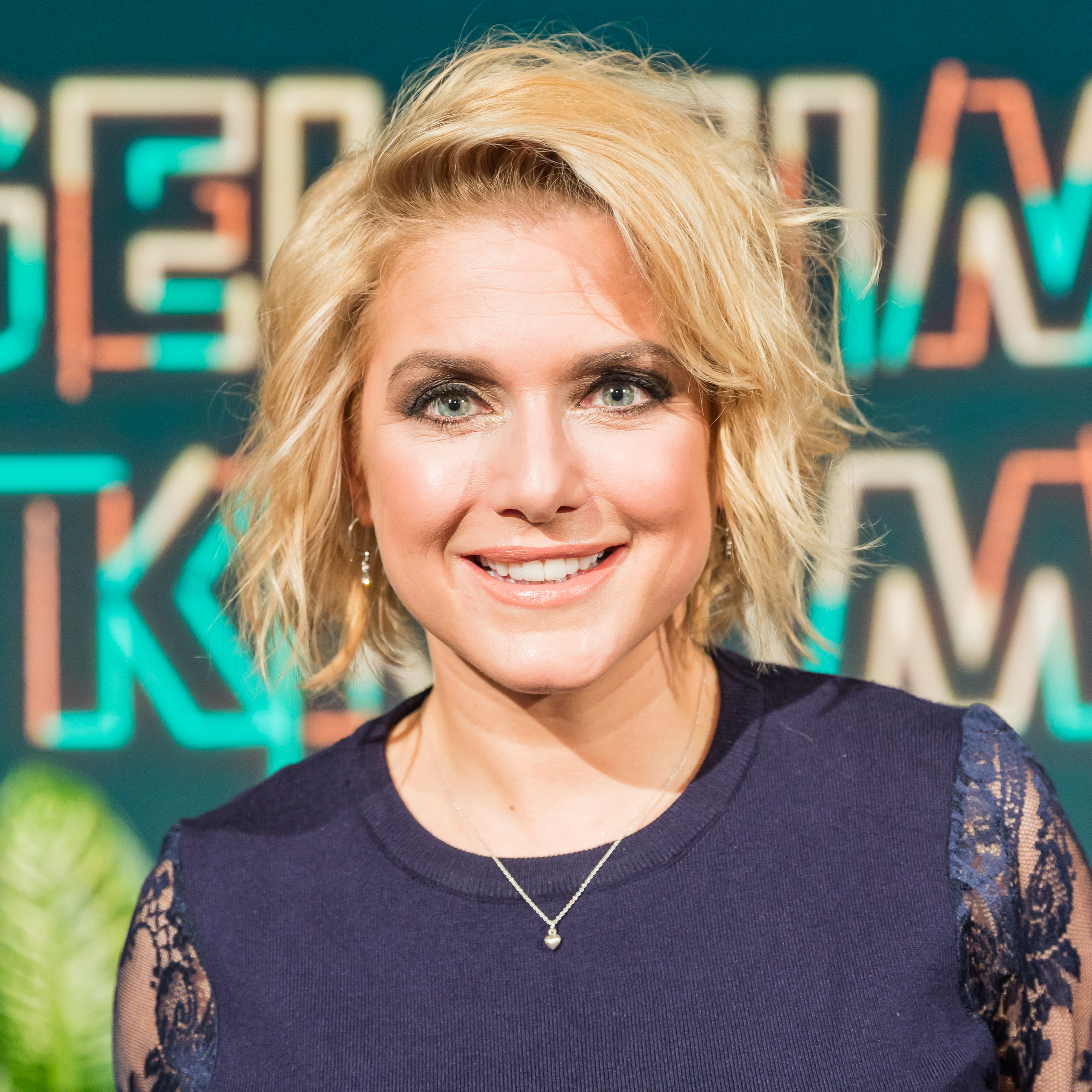
Jeanette Biedermann (* 1980)

- Biedermann, Johann Baptist (1844–1923), österreichischer Mundartdichter, Schrunser Wirt, Händler und Bauernadvokat
- Biedermann, Johann Gottfried (1705–1766), deutscher Genealoge für den fränkischen Raum
- Biedermann, Johann Jakob (1763–1830), Schweizer Maler, Grafiker und Radierer
- Biedermann, Josef (1929–2002), Schweizer Offizier (Divisionär)
- Biedermann, Josef (* 1944), liechtensteinischer Politiker
- Biedermann, Jost (1922–2008), deutscher Politiker (CDU), MdV
- Biedermann, Josy (* 1941), liechtensteinische Politikerin
- Biedermann, Julia (* 1967), deutsche Schauspielerin und Synchronsprecherin
- Biedermann, Karl (1812–1901), deutscher Politiker, MdR, Publizist und Professor für Philosophie
- Biedermann, Karl (1890–1945), österreichischer Widerstandskämpfer, Heimwehrkommandant
- Biedermann, Karl (* 1947), deutscher Bildhauer und Künstler
- Biedermann, Klaus (* 1950), deutscher Autor, Coach und Dozent
- Biedermann, Manuela (* 1965), Schweizer Schauspielerin
- Biedermann, Matthias (* 1983), deutscher Skeletonpilot
- Biedermann, Michael (* 1979), liechtensteinischer Poolbillardspieler
- Biedermann, Michael (* 1996), liechtensteinischer Skilangläufer
- Biedermann, Michael Lazar (1769–1843), kaiserlich-österreichischer Großhändler, K.k. Hofjuwelier, Bankier und Fabrikant
- Biedermann, Moritz von (1818–1899), sächsischer Generalmajor
- Biedermann, Otto (* 1914), deutscher Schriftleiter und Funktionär der Hitler-Jugend
- Biedermann, Paul (* 1986), deutscher SchwimmerPaul Biedermann (* 1986)

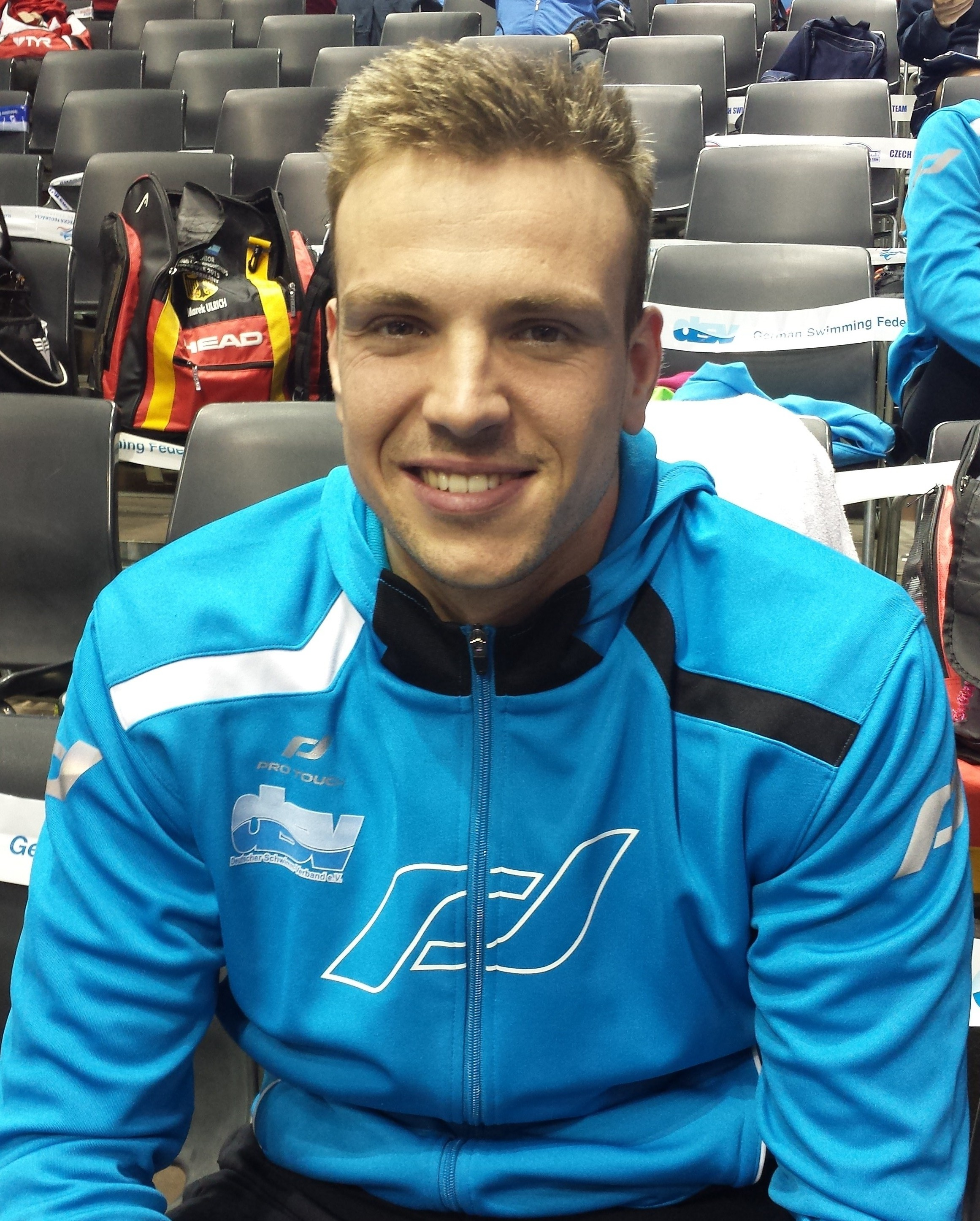
Paul Biedermann (* 1986)

- Biedermann, Richard (1843–1880), deutscher Agrikulturchemiker
- Biedermann, Therese (1863–1942), österreichische Sängerin
- Biedermann, Traugott Andreas von (1743–1814), deutscher Politiker und Rechtswissenschaftler
- Biedermann, Werner (* 1925), deutscher Politiker (CDU)
- Biedermann, Werner (* 1953), deutscher Autor und Regisseur
- Biedermann, Wilhelm (1852–1929), deutscher Mediziner und Physiologe
- Biedermann, Woldemar von (1817–1903), deutscher Jurist und Literaturhistoriker
- Biedermann, Wolf von (1890–1964), deutscher Generalmajor im Zweiten Weltkrieg
- Biedermann, Wolfgang E. (1940–2008), deutscher Maler und Grafiker
- Biedermann-Arendts, Hermine (1855–1916), deutsche Tiermalerin
- Biedermann-Imhoof, Richard (1865–1926), deutscher Privatgelehrter, Ornithologe und Zoologe
- Biederstaedt, Claus (1928–2020), deutscher Schauspieler und SynchronsprecherClaus Biederstaedt (1928–2020)

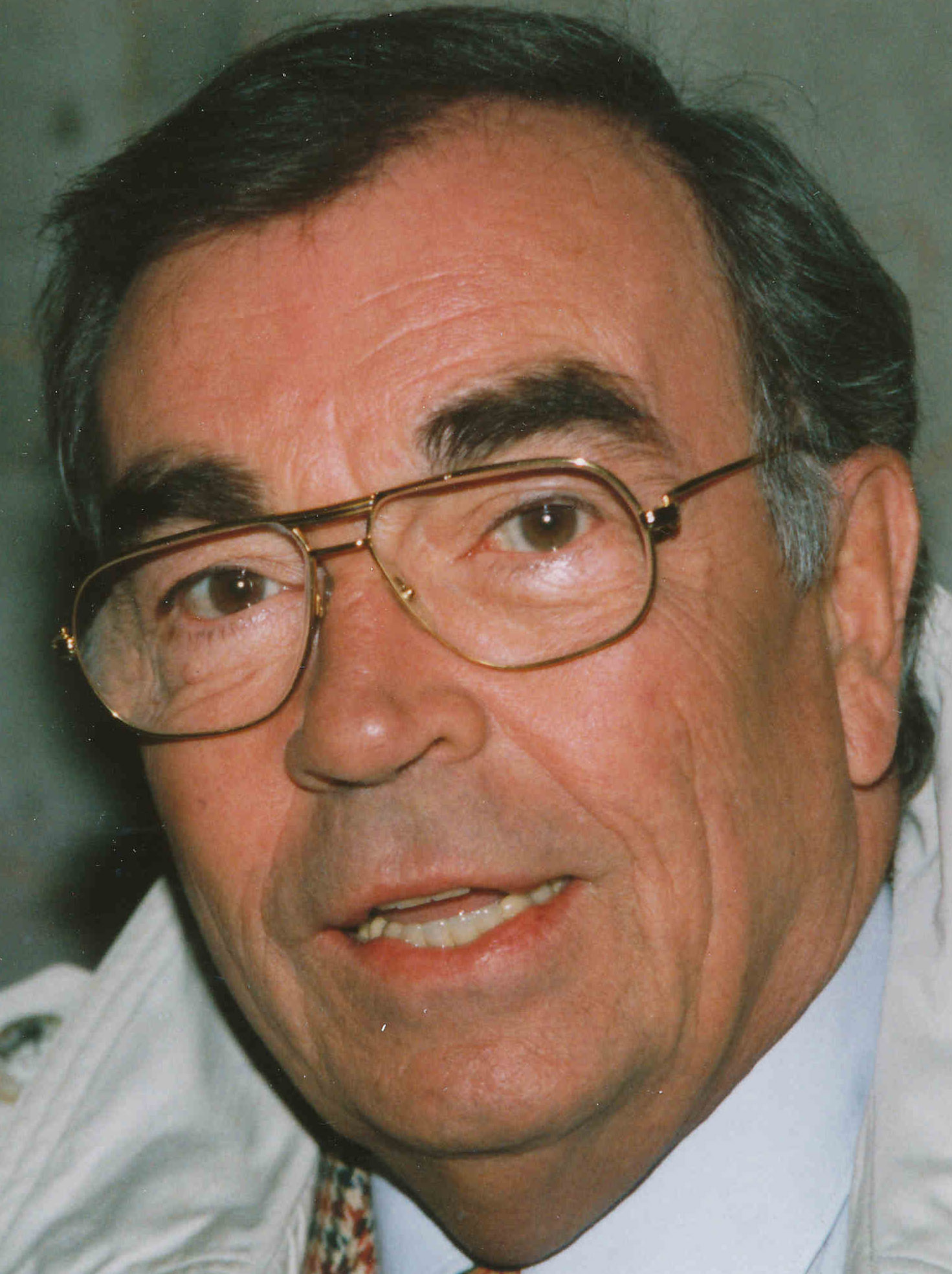
Claus Biederstaedt (1928–2020)

- Biederstedt, Diedrich Hermann (1762–1824), deutscher Theologe, königlich-schwedischer Konsistorialrat und Historiker
- Biederstedt, Rudolf (1920–1996), deutscher Archivar und Historiker, Leiter des Stadtarchivs Greifswald
- Biedert, Philipp (1847–1916), deutscher Kinderarzt und Hochschullehrer
- Biedl, Albrecht (1938–2023), österreichischer Informatiker
- Biedl, Artur (1869–1933), österreichischer Pathologe, Physiologe und Endokrinologe
- Biedl, Artur (1904–1950), österreichischer Klassischer Philologe
- Biedlingmaier, Benjamin (* 1986), deutscher Koch
- Biedma Recalde, Antonio María (1897–1974), argentinischer Journalist und Luftfahrthistoriker
- Biedma, Jaime Gil de (1929–1990), spanischer Dichter und Essayist
- Biedriņš, Andris (* 1986), lettischer Basketballspieler
- Biedroń, Robert (* 1976), polnischer Politiker und Abgeordneter des Sejm
- Biedron, Wolfgang (* 1951), schwedischer Judoka
- Biedrzynski, Effi (1910–2004), deutsche Lektorin, Goethe-Forscherin und Publizistin
- Biedrzynski, Richard (1901–1969), deutscher Journalist und Schriftsteller

### Bief
- Biefang, Anastasia (* 1974), deutsche OffizierinAnastasia Biefang (* 1974)

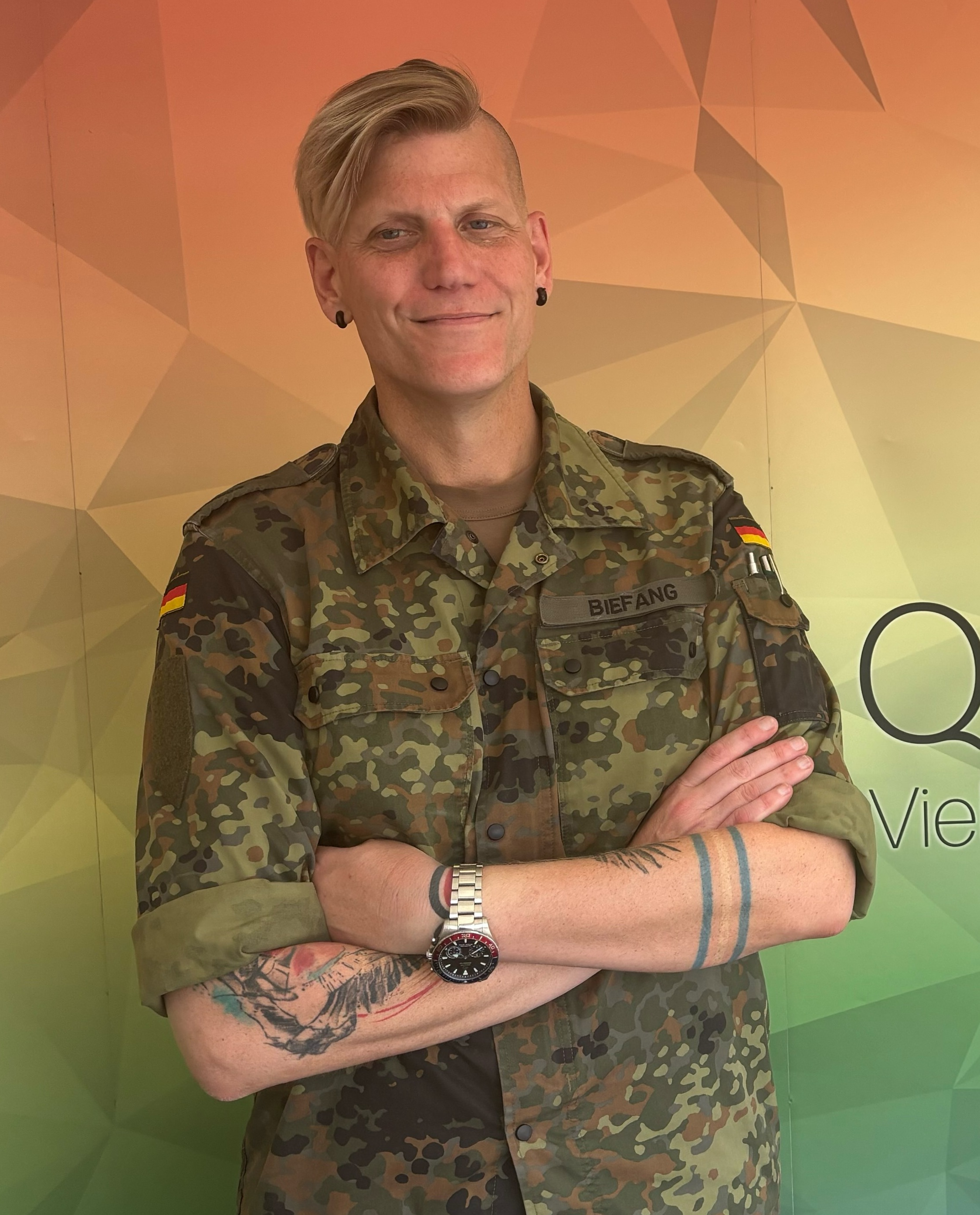
Anastasia Biefang (* 1974)

- Biefang, Andreas (* 1962), deutscher Historiker
- Biefang, Gerhard, deutscher Feldhandballspieler
- Biefang, Johann (1893–1937), deutscher Politiker (KPD) und Gewerkschafter
- Biefeld, Paul Alfred (1867–1943), deutscher Astronom und Physiker
- Biefer, Charles (* 1896), Schweizer Wasserballspieler
- Biefer, Friedrich Wilhelm Adolph (1706–1779), deutscher Geistlicher

### Bieg
- Bieg, Heinrich (1912–1987), deutscher Funktionär der Hitlerjugend im Deutschen Reich und in der Schweiz
- Bieg, Lutz (* 1943), deutscher Sinologe
- Biega, Alex (* 1988), kanadischer Eishockeyspieler
- Biega, Danny (* 1991), kanadischer Eishockeyspieler
- Biega, Maciej (* 1989), polnischer Eisschnellläufer
- Biegai, Christian (* 1974), deutscher Filmkomponist, Saxophonist und Sound-Designer
- Biegalski, Andrzej (1953–2017), polnischer Boxer
- Bieganowski, Anna Maria (1906–1986), deutsche Politikerin (DP), MdB
- Bieganski, Guillaume (1932–2016), französischer Fußballspieler
- Biegański, Piotr (1905–1986), polnischer Architekt
- Biegański, Wiktor (1892–1974), polnischer Schauspieler, Regisseur und Drehbuchautor
- Biege, Florian (* 1983), deutscher Illustrator
- Biege, Holger (1952–2018), deutscher Komponist, Sänger, Pianist, Arrangeur und Texter
- Biege, Paul (* 1953), deutscher Fußballspieler
- Biegel, Erwin (1896–1954), deutscher Schauspieler, Regisseur und Synchronsprecher
- Biegel, Gerd (* 1947), deutscher Museumsdirektor
- Biegel, Paul (1925–2006), niederländischer Kinderbuchautor
- Biegel, Vince (* 1993), US-amerikanischer American-Football-Spieler
- Biegelbauer, Peter (* 1966), österreichischer Politikwissenschaftler
- Biegeleben, Arnold von (1822–1892), Diplomat Landtagsabgeordneter Großherzogtum Hessen
- Biegeleben, Arnold von (1883–1940), deutscher Generalleutnant im Zweiten Weltkrieg
- Biegeleben, Kaspar Josef von (1766–1842), Jurist und Beamter, Politiker (im Dienste des kurkölnischen Staates und Hessen-Darmstadt)
- Biegeleben, Ludwig Maximilian von (1849–1921), preußischer Generalmajor
- Biegeleben, Ludwig von (1812–1872), hessisch-österreichischer Diplomat
- Biegeleben, Maximilian von (1813–1899), deutscher Politiker, MdR
- Biegeleben, Maximilian von (1859–1945), deutscher Ministerialbeamter und Gesandter
- Biegeleben, Rüdiger von (1847–1912), österreichisch-ungarischer Diplomat
- Biegelmeier, Gottfried (1924–2007), österreichischer Physiker
- Biegemann, Korl (1854–1937), deutscher Mundartdichter
- Biegenwald, Richard Fran (1940–2008), US-amerikanischer Serienmörder
- Bieger, Andrea (* 1959), deutsche Kunstturnerin
- Bieger, Jana (* 1989), deutsche Kunstturnerin
- Bieger, Laura (* 1971), deutsche Triathletin
- Bieger, Lukas (* 1996), deutscher Unihockeyspieler
- Bieger, Norbert (* 1938), deutscher Fußballspieler und -trainer
- Bieger, Thomas (* 1961), Schweizer Betriebswirtschafter
- Biegert, Claus (* 1947), deutscher Journalist und Autor
- Biegert, Marvin (* 1996), deutscher American-Football-Spieler
- Biegert, Robert (* 1962), deutscher Moderator
- Biegger, Franz Xaver (1801–1839), deutscher Jurist und Mitglied der Württembergischen Landstände
- Biegi, Jakob (1886–1955), deutscher Politiker (SPD), MdL Volksstaat Hessen
- Bieglein-Kreußler, Johann Wolfgang († 1780), Fechtmeister in Jena
- Biegler, Chris (* 1965), kanadischer Basketballspieler
- Biegler, Curt (1911–2000), deutscher Theologe und Politiker (SPD), MdB
- Biegler, Michael (* 1961), deutscher Handballspieler und -trainerMichael Biegler (* 1961)

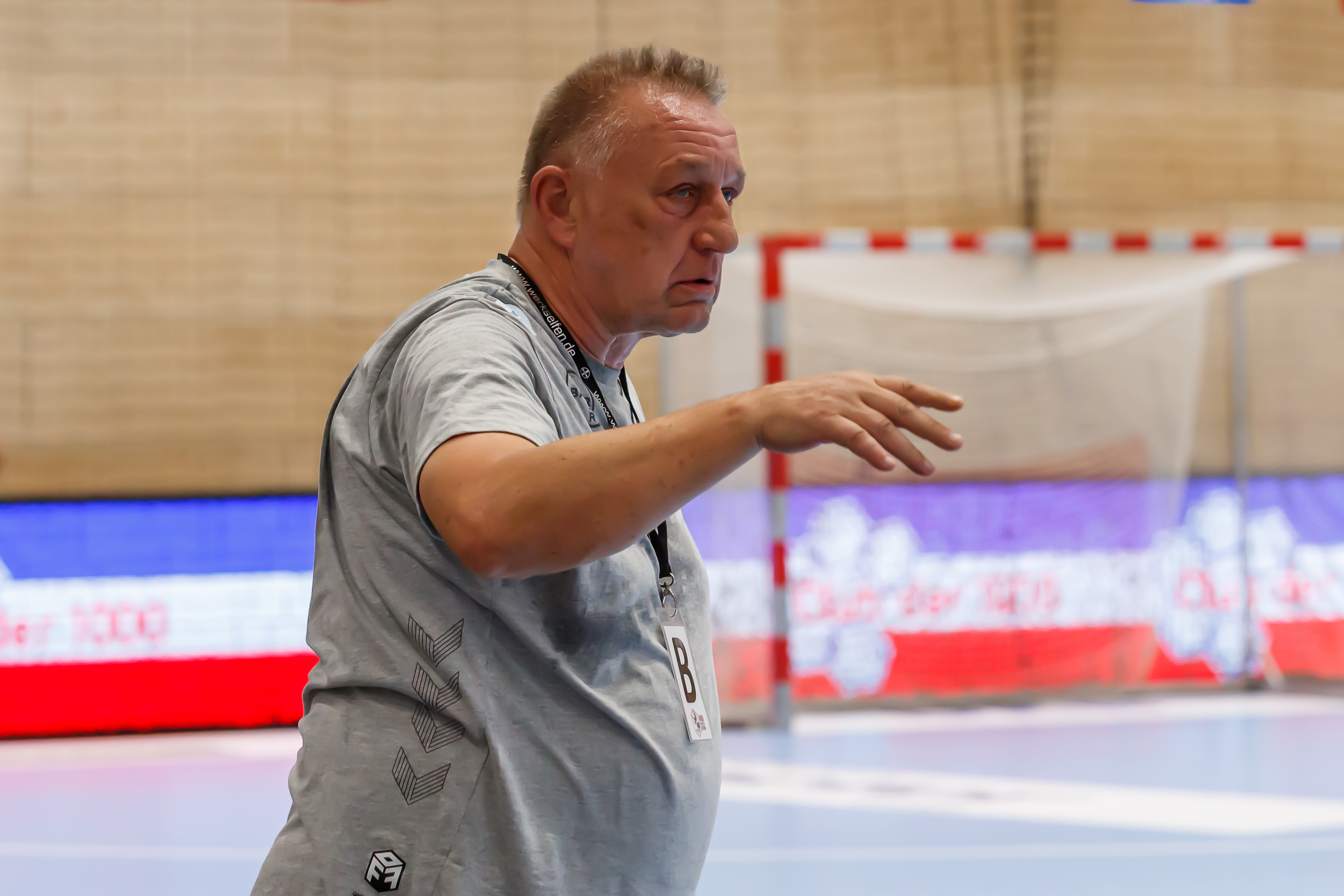
Michael Biegler (* 1961)

- Biegler, Monika (* 1968), österreichische Bühnen- und Kostümbildnerin
- Biegler, Steven (* 1959), US-amerikanischer Geistlicher und römisch-katholischer Bischof von Cheyenne
- Biegler-König, Friedrich (* 1954), deutscher Mathematiker
- Biegon von Czudnochowski, Samuel Friedrich (1789–1864), deutscher Politiker
- Biegun, Krzysztof (* 1994), polnischer Skispringer
- Biegun, Stefania (1935–2016), polnische Skilangläuferin
- Biegun, Stephen (* 1963), US-amerikanischer Diplomat, Vizeaußenminister der USA (2017–2021)

### Bieh
- Biehayn, Kurt (1885–1967), deutscher Vermesser
- Biehl, Anton (1788–1835), Freiheitskämpfer das Landes Wursten
- Biehl, Christina (* 1986), deutsche Fußballschiedsrichterin
- Biehl, Dorothea (1731–1788), dänische Schriftstellerin und Übersetzerin
- Biehl, Georg (1845–1895), deutscher Bildhauer, Stuckateur und Politiker, MdR
- Biehl, George (* 1963), chilenischer Fußballspieler und Leichtathlet
- Biehl, Gerd (1939–2021), deutscher Orthopäde und Hochschullehrer
- Biehl, Harald (* 1952), deutscher Fußballspieler
- Biehl, Heiko (* 1971), deutscher Militärsoziologe
- Biehl, Janet (* 1953), amerikanische, ehemals anarchistische Theoretikerin des Öko-Anarchismus und des sozialen Ökofeminismus
- Biehl, Otto (1895–1974), deutscher Widerstandskämpfer gegen den Nationalsozialismus
- Biehl, Peter (1931–2006), evangelischer Theologe
- Biehl, Walther (1882–1963), deutscher Kunsthistoriker
- Biehle, Alfred (1926–2014), deutscher Politiker (NSDAP, CSU), MdB
- Biehle, Erich (1941–2024), Schweizer Textildesigner
- Biehle, Herbert (1901–1968), deutscher Musikwissenschaftler
- Biehle, Johannes (1870–1941), deutscher Physiker, Glocken- und Orgelbauer
- Biehle, Jürgen, Journalist und Moderator
- Biehler, Alfred (* 1863), deutscher Theaterschauspieler
- Biehler, Armin (* 1963), Schweizer Filmschaffender
- Biehler, Bruno (1884–1966), deutscher Skisportler und Architekt
- Biehler, Christine (* 1964), deutsche Künstlerin und Kunstvermittlerin
- Biehler, Ernst (1903–1997), deutscher Offizier, zuletzt Generalmajor im Zweiten Weltkrieg
- Biehler, Eugen (1902–1942), kommunistischer Widerstandskämpfer im Nationalsozialismus
- Biehler, Franz (1895–1974), deutscher Militärbeamter, zuletzt Generalintendant der Wehrmacht
- Biehler, Hans Alexis von (1818–1886), preußischer General der Infanterie sowie Generalinspektor der preußischen Festungen
- Biehler, Oliver (* 1969), deutscher Komponist
- Biehler, Otto (1884–1956), deutscher Bibliothekar, Gymnasiallehrer und Philologe
- Biehler, Sepp (1907–1973), deutscher Maler
- Biehlig, Karl (1920–1998), deutscher Hornist und Musikpädagoge
- Biehn, Benjamin (* 1979), deutscher Drehbuchautor
- Biehn, Heinz (1908–1975), deutscher Kunsthistoriker und Museumsdirektor
- Biehn, Michael (* 1956), US-amerikanischer FilmschauspielerMichael Biehn (* 1956)

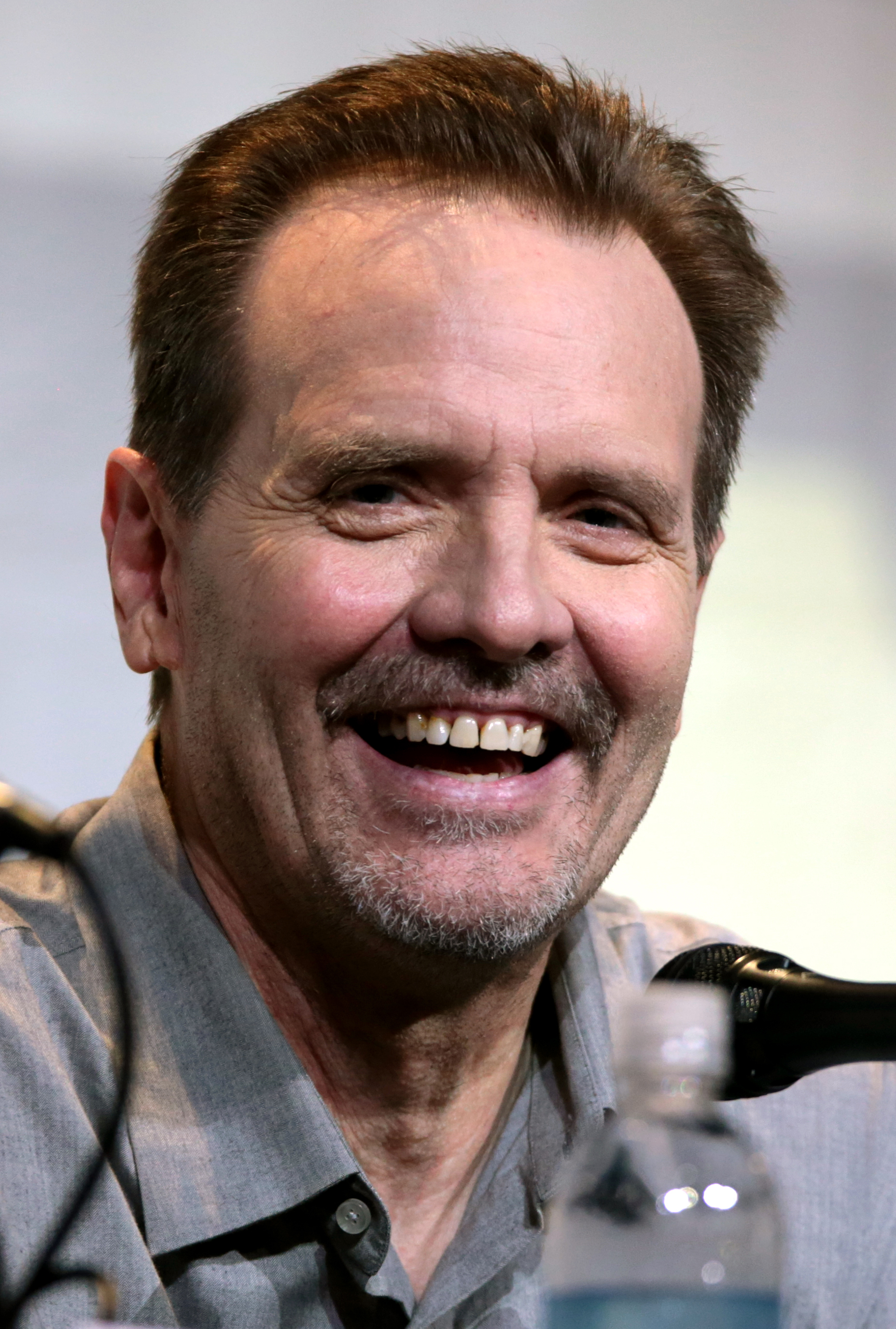
Michael Biehn (* 1956)

- Biehne, Claudia (* 1974), deutsche Künstlerin

### Biei
- Bieito, Calixto (* 1963), spanischer Opernregisseur

### Biek
- Biek, Samuel (* 1997), deutscher Fußballspieler
- Bieker, Gerd (1937–2022), deutscher Schriftsteller
- Bieker, Stephan (* 1968), deutscher Theater- und Fernsehschauspieler
- Biekert, Ernst (1924–2013), deutscher Chemiker
- Bieksa, Kevin (* 1981), kanadischer Eishockeyspieler

### Biel
- Biel, Antonie (1830–1880), deutsche Malerin
- Biel, Christian Andreas von (1740–1805), deutscher Jurist und mecklenburgischer Gutsherr
- Biel, Gabriel († 1495), deutscher scholastischer Philosoph
- Biel, Gottlieb von (1792–1831), mecklenburgischer Gutsherr und Pferdezüchter
- Biel, Jessica (* 1982), US-amerikanische Schauspielerin und ModelJessica Biel (* 1982)

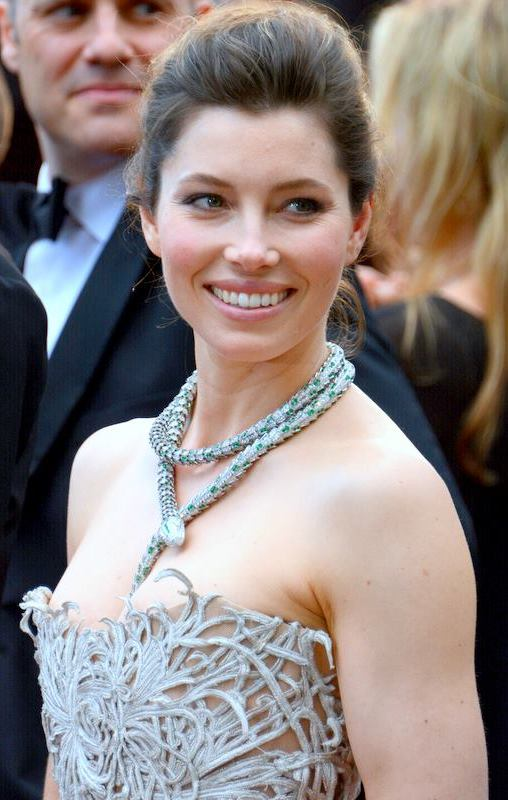
Jessica Biel (* 1982)

- Biel, Johann Christian (1687–1745), deutscher lutherischer Theologe und Geistlicher
- Biel, Jörg (1943–2015), deutscher Archäologe
- Biel, Jörn (* 1949), deutscher Politiker (CDU), Landesminister in Schleswig-Holstein
- Biel, Julia (* 1976), britische Jazzmusikerin (Gesang, Klavier, Gitarre)
- Biel, Jutta von (1909–1965), deutsche Nachrichtenagentin
- Biel, Karl Emil (1838–1915), portugiesischer Unternehmer, Fotograf und Herausgeber sächsischer Herkunft
- Biel, Michael (* 1980), deutscher Politiker (SPD), MdA und Staatssekretär
- Biel, Michael von (* 1937), deutscher Komponist und Cellist
- Biel, Michel (* 1993), französischer Schauspieler
- Biel, Robert (* 1965), polnischer römisch-katholischer Priester und Pastoraltheologe
- Biel, Thomson von (1827–1905), deutscher Gutsbesitzer und Mäzen
- Biel, Tito, Rebellenführer im Südsudan
- Biel, Ulrich (1907–1996), deutscher Jurist und Politiker (CDU), MdA
- Biel, Ulrich (* 1947), deutscher Politiker (SPD), MdL
- Biel, Walter (1933–2024), Schweizer Ökonom, Politiker (LdU) und Journalist
- Biel, Werner (1927–2006), deutscher Ruderer
- Biel, Wilhelm von (1789–1876), mecklenburgischer Gutsherr und Pferdezüchter
- Biela, Carl Friedrich von (1732–1803), deutscher k.u.k. Feldmarschall
- Biela, Emil (1939–2021), polnischer Schriftsteller und Literaturkritiker
- Biela, Frank (* 1964), deutscher AutomobilrennfahrerFrank Biela (* 1964)

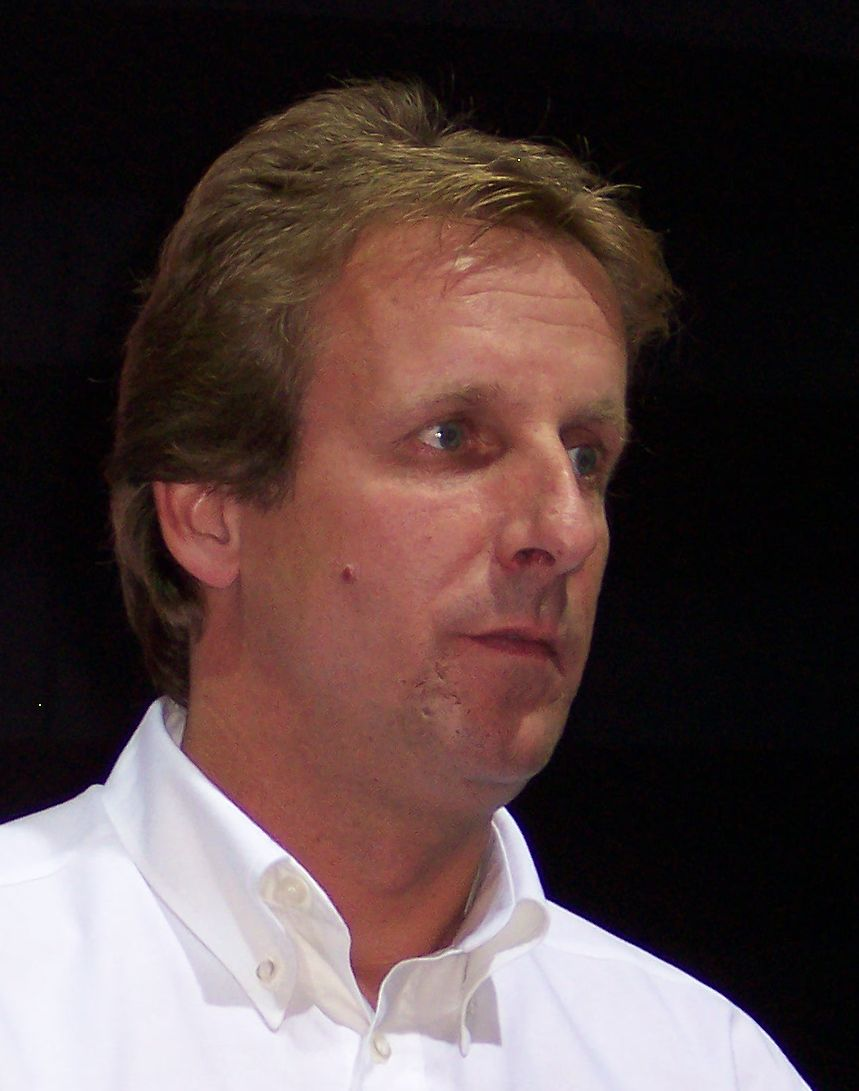
Frank Biela (* 1964)

- Biela, Philipp Wilhelm von († 1773), kaiserlicher Generalmajor im Dienste des Hauses Österreich
- Biela, Stanisław (* 1994), polnischer Skispringer
- Biela, Wilhelm von (1782–1856), deutsch-österreichischer Offizier und Astronom
- Bielak, Franciszek (1892–1973), polnischer Literaturhistoriker und Hochschullehrer
- Bielak-Jomaa, Edyta (* 1972), polnische Datenschutzbeauftragte und Hochschullehrerin
- Bielan, Adam (* 1974), polnischer Politiker, Mitglied des Sejm, MdEP
- Bielański, Adam (1912–2016), polnischer Chemiker und Professor an der Jagiellonen-Universität
- Bielansky, Helene (* 1931), österreichische Hürdenläuferin und Sprinterin
- Bielas, Rolf (* 1950), deutscher Eishockeyspieler
- Bielaski, A. Bruce (1883–1964), US-amerikanischer Regierungsbeamter
- Bielatowicz, Jan (1913–1965), polnischer Schriftsteller, Journalist, Literaturkritiker und Bibliograf
- Bielau, Andreas (* 1958), deutscher Fußballspieler
- Bielau, Laura (* 1981), deutsche Künstlerin und Fotografin
- Bielau, Rolf (1948–2022), deutscher Pflanzenzüchter und Heimatforscher
- Bielawska, Karolina (* 1999), polnisches ModelKarolina Bielawska (* 1999)

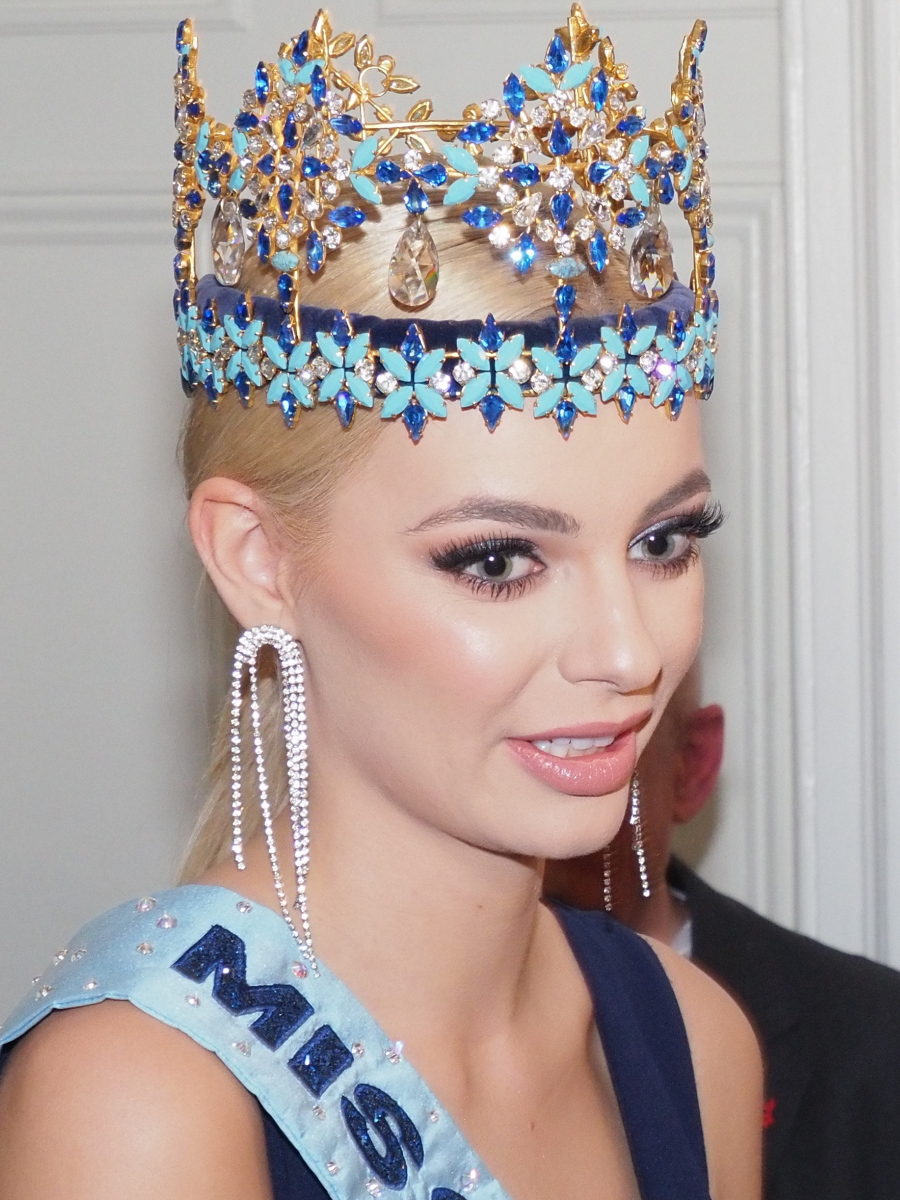
Karolina Bielawska (* 1999)

- Bielawski, Józef (1739–1809), polnischer Schriftsteller und Dichter
- Bielawski, Józef (1910–1997), polnischer Arabist und Islamwissenschaftler
- Bielby, William T., US-amerikanischer Soziologe
- Bielčik, Marián (* 1973), slowakischer Skispringer
- Bielcke, Johann (1643–1706), deutscher Verleger, Buchdrucker, Politiker und Richter
- Bielcke, Johann Achatius Felix (1716–1802), deutscher Theologe und Geistlicher
- Bielcke, Johann Felix († 1745), deutscher Buchdrucker, Buchhändler und Verleger
- Bielcke, Tobias (1726–1801), deutscher Totengräber und Chronist in Weimar
- Bielczizky, Wenzel (1818–1865), österreichischer Tenor und Theaterdirektor
- Bielczyk, Zofia (* 1958), polnische Sprinterin und Hürdenläuferin
- Bieldt, Taylon (* 1998), südafrikanische Hürdenläuferin
- Biele, Hartmut (1951–2022), höherer Beamter des Freistaats Sachsen
- Biele, Peter (1931–2021), deutscher Schauspieler, Schriftsteller, Hörspielautor und -sprecher
- Bielecki, Adam (1910–2003), polnischer Mathematiker
- Bielecki, Adam (* 1983), polnischer BergsteigerAdam Bielecki (* 1983)

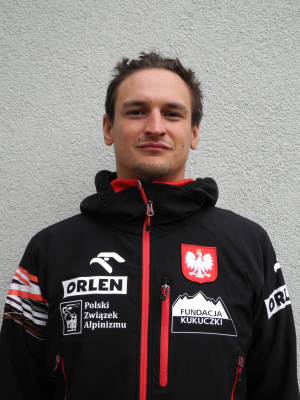
Adam Bielecki (* 1983)

- Bielecki, Andrzej (1907–1959), polnischer Opernsänger in der Stimmlage Tenor
- Bielecki, Jan Krzysztof (* 1951), polnischer Politiker und Ministerpräsident, Mitglied des Sejm
- Bielecki, Jerzy (1921–2011), polnischer Auschwitzüberlebender und Autor
- Bielecki, Jerzy (* 1969), polnischer Politiker, Mitglied des Sejm
- Bielecki, Karol (* 1982), polnischer Handballspieler
- Bielecki, Maciej (* 1987), polnischer Bahnradsportler
- Bielecki, Ron (* 1998), deutscher YouTuber, Influencer und Musiker
- Bielefeld, Bruno (1879–1973), deutscher Maler, Radierer und Lithograf
- Bielefeld, Erwin (1907–1975), deutscher Klassischer Archäologe
- Bielefeld, Franz (1880–1949), deutscher Maurermeister, Bauunternehmer und Politiker (Zentrum), MdR, MdL
- Bielefeld, Franz (1907–1989), deutscher Politiker (NSDAP), MdR
- Bielefeld, Hanns-Heinz (1918–2018), deutscher Politiker (FDP), MdL
- Bielefeld, Julius (1905–1970), deutscher NSDAP-Funktionär, Kreisleiter in Coesfeld und Lüdinghausen
- Bielefeld, Kai-Uwe (* 1954), deutscher Verwaltungsbeamter und Politiker (parteilos)
- Bielefeld, Knud (* 1967), deutscher Hobby-Namenforscher
- Bielefeld, Marc (* 1966), deutscher Journalist und Autor
- Bielefeld, Ulrich (* 1951), deutscher Soziologe
- Bielefeld, Wilhelm (1899–1979), deutscher kommunistischer Widerstandskämpfer
- Bielefeldt, Alwin (1857–1942), deutscher Verwaltungsjurist, Kleingarten-Pionier
- Bielefeldt, Dirk (* 1957), deutscher Schauspieler und KabarettistDirk Bielefeldt (* 1957)

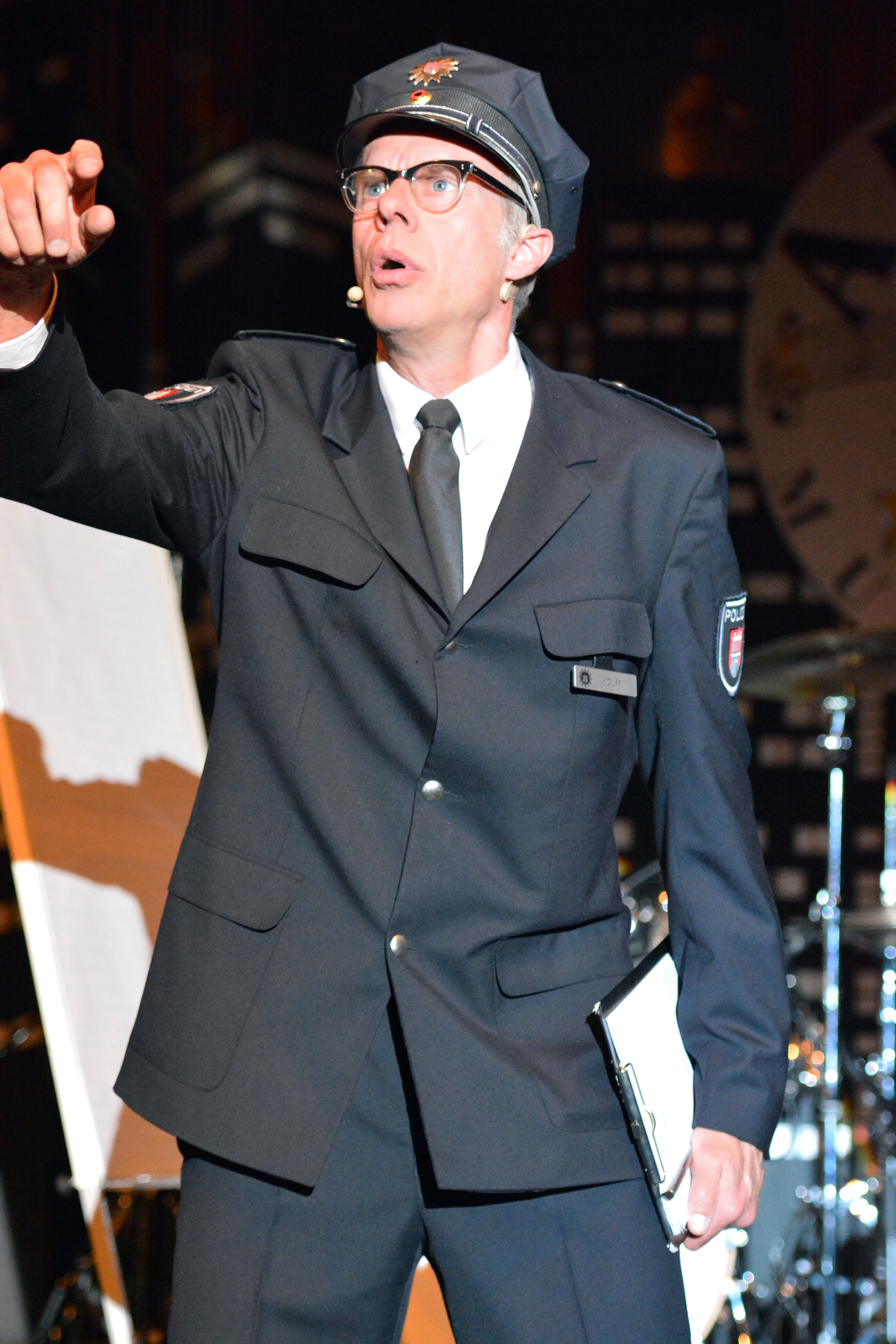
Dirk Bielefeldt (* 1957)

- Bielefeldt, Heiner (* 1958), deutscher Theologe, Philosoph und Historiker
- Bielefeldt, Max (1854–1927), deutscher Sprengstoffchemiker und Industrieller
- Bielefeldt, Regine (* 1974), deutsche Drehbuchautorin
- Bielek, József (1934–2008), ungarischer kommunistischer Politiker
- Bieleke, Rainer (* 1954), deutscher Fußballspieler
- Bielen, Friedrich Barthol von (1653–1708), gräflich-schwarzburgischer Gemeinschaftsberghauptmann, auch Rat und Amtmann zu Leutenberg und zuletzt schwarzburg-rudolstädtischer Kammerdirektor
- Bielen, Otto (1900–1964), österreichischer Theaterschauspieler, Dramaturg, Schriftsteller und Drehbuchautor
- Bieleń-Żarska, Anna (* 1979), polnische Tennisspielerin
- Bielenberg, Christabel (1909–2003), englisch-deutsche Schriftstellerin
- Bielenberg, Hans (1883–1970), deutscher Verwaltungsjurist und Kommunalbeamter
- Bielenberg, John (* 2003), deutscher Boxsportler
- Bielenberg, Maren-Inken (* 1944), deutsche Kinderdarstellerin
- Bielenberg, Marie Minna (1897–1983), deutsche Malerin und Töpferin
- Bielenberg, Muriel (* 1994), deutsche Schauspielerin, Synchronsprecherin und Hörspielsprecherin
- Bielenberg, Peter (1911–2001), deutsch-irischer Landwirt, Jurist und Widerstandskämpfer gegen den Nationalsozialismus
- Bielenberg, Richard (1871–1929), deutscher Architekt
- Bielenberg, Udo (* 1938), deutscher Bauingenieur und niederdeutscher Autor
- Bielenberg, Walter (1928–2014), deutscher Verwaltungsjurist und Beamter
- Bielenberg, Willy (1892–1949), deutscher Chemiker und Hochschullehrer
- Bielendorfer, Bastian (* 1984), deutscher Autor und ComedianBastian Bielendorfer (* 1984)

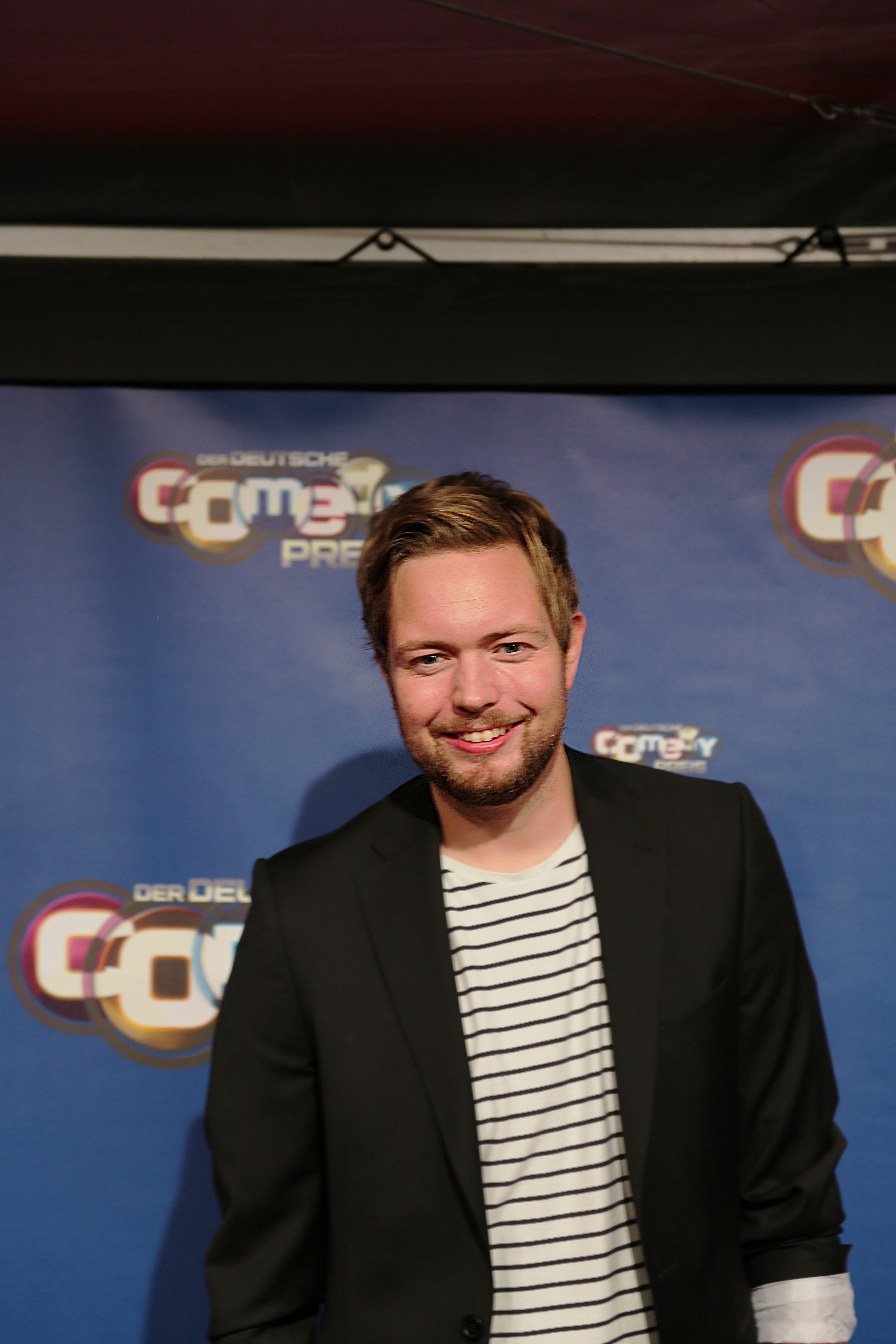
Bastian Bielendorfer (* 1984)

- Bielenia, Bartosz (* 1992), polnischer Film- und Theaterschauspieler
- Bieleninik, Andrzej (* 1956), polnischer Eishockeyspieler
- Bielenstein, August Johann Gottfried (1826–1907), deutsch-baltischer Theologe, Volkskundler, Linguist
- Bielenstein, Bernhard (1877–1959), deutschbaltischer Architekt
- Bielenstein, Daniel (* 1967), deutscher Journalist und Schriftsteller
- Bielenstein, Hans (1863–1919), deutsch-baltischer Geistlicher und Schriftsteller
- Bielenstein, Hans (1920–2015), US-amerikanischer Sinologe schwedischer Herkunft
- Bielenstein, Martha (1861–1938), deutschbaltische Grafikerin und Autorin
- Bielenstein, Monica, deutsche Schauspielerin und Synchronsprecherin
- Bielenstein, Siegfried (1869–1949), deutsch-baltischer Maler und Grafiker
- Biéler, André (1914–2006), Schweizer evangelischer Geistlicher und Hochschullehrer
- Bieler, Andrea (* 1963), deutsche evangelische Theologin
- Bieler, Andreas (* 1967), deutscher Politikwissenschaftler
- Bieler, Arthur (1921–2002), österreichisch-amerikanischer Romanist
- Bieler, Bruno (1888–1966), deutscher General der Infanterie im Zweiten Weltkrieg
- Bieler, Charly (* 1948), Schweizer Journalist, Kolumnist, Sachbuchautor und Werbetexter
- Bieler, Christoph (* 1977), österreichischer Nordischer Kombinierer
- Bieler, Dominik (* 2001), Schweizer Radsportler
- Biéler, Ernest (1863–1948), Schweizer Maler
- Bieler, Erni (1925–2002), österreichische Jazz- und Schlagersängerin
- Bieler, Franco (* 1950), italienischer Skirennläufer
- Bieler, Fredy (1923–2013), Schweizer Eishockeyspieler
- Bieler, Heinrich (1919–1992), deutscher Holzbildhauer
- Bieler, Heinrich von (1877–1945), deutscher Verwaltungsjurist, Landrat in Ostpreußen
- Bieler, Helmut (1940–2019), deutscher Komponist, Pianist und Musikpädagoge
- Bieler, Helmut (* 1952), österreichischer Politiker (SPÖ), Landesrat im Burgenland, Mitglied des Bundesrates
- Bieler, Hugo (1843–1912), deutscher Jurist und Politiker, MdR
- Bieler, Ida (* 1950), US-amerikanische Violinistin und Violinpädagogin
- Bieler, Johannes (1935–2014), deutscher Geistlicher, Apostolischer Visitator
- Bieler, Klaus-Dieter (* 1949), deutscher Leichtathlet
- Bieler, Larissa (* 1978), Schweizer Journalistin
- Bieler, Livio (* 1993), Schweizer Skilangläufer
- Bieler, Ludwig (1906–1981), österreichisch-irischer Philologe
- Bieler, Manfred (1934–2002), deutscher Schriftsteller
- Bieler, Margot, deutsche Theaterschauspielerin und Hörspielsprecherin
- Bieler, Pascal (* 1986), deutscher FußballspielerPascal Bieler (* 1986)

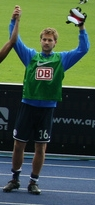
Pascal Bieler (* 1986)

- Bieler, Rudolf (* 1953), deutscher Künstler und Musiker
- Bieler, Stefan (* 1963), deutscher Wirtschaftswissenschaftler und Hochschullehrer
- Bieler, Viktor (1881–1952), Schweizer Geistlicher und Bischof von Sitten
- Bieler, Wanda (* 1959), italienische Skirennläuferin
- Bieler-Wendt, Helmut (* 1956), deutscher Komponist, Musiker
- Bieletzke, Stefan (* 1965), deutscher Wirtschaftswissenschaftler
- Bielfeld, Harald (1863–1933), deutscher Politiker (DDP)
- Bielfeld, Harald (1895–1980), deutscher Diplomat
- Bielfeld, Horst (1931–2012), deutscher Naturfotograf und Autor
- Bielfeld, Jakob Friedrich von (1717–1770), deutscher Freimaurer und Schriftsteller politischer und belletristischer Literatur
- Bielfeldt, Erasmus (1682–1753), deutscher Orgelbauer
- Bielfeldt, Hans Holm (1907–1987), deutscher Philologe, Slawist und Germanist
- Bielfeldt, Johann (1886–1981), deutscher evangelisch-lutherischer Pastor und Propst
- Bielfeldt, Rainer (* 1964), deutscher Sänger und KomponistRainer Bielfeldt (* 1964)

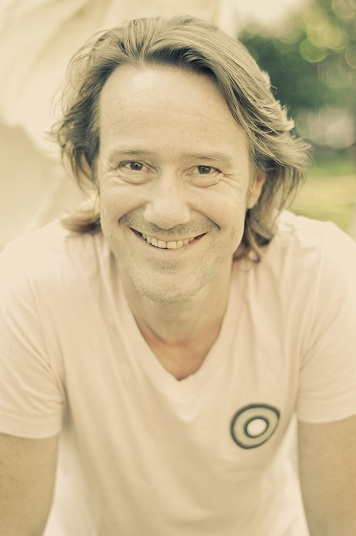
Rainer Bielfeldt (* 1964)

- Bielfeldt, Ruth (* 1971), deutsche Klassische Archäologin
- Bieli, Rainer (* 1979), Schweizer Fussballspieler
- Bielicka, Hanka (1915–2006), polnische Sängerin, Schauspielerin und Kabarettistin
- Bielicka, Maria (1909–1989), polnische Sängerin, Theaterschauspielerin und Holocaustüberlebende
- Bielicke, Willy F. (1881–1945), deutscher Unternehmer
- Bielicki, Carlos (1940–2024), argentinischer Schachmeister
- Bielicki, Marian Leon (1920–1972), polnischer Schriftsteller, Journalist und Übersetzer
- Bielicki, Włodzimierz (1932–2012), polnischer Bühnenbildner, Drehbuchautor, Theaterregisseur und Schauspieler
- Bielický, Michael (* 1954), tschechisch-deutscher Medienkünstler
- Bielig, Hans-Joachim (1912–1987), deutscher Chemiker und Hochschullehrer
- Bielig, Karl (1898–1991), deutscher Politiker (SPD), MdB
- Bieligk, Bruno (1889–1969), deutscher Politiker (SPD), MdA
- Bieligk, Fritz (1893–1967), deutscher Journalist und Politiker (SPD)
- Bieligk, Otto (1897–1964), deutscher Ingenieur und Hochschullehrer
- Bielik, Július (* 1962), slowakischer Fußballspieler
- Bielik, Krystian (* 1998), polnischer Fußballspieler
- Bielik, Paľo (1910–1983), slowakischer Schauspieler und Regisseur
- Bielik-Robson, Agata (* 1966), polnische Philosophin und Publizistin
- Bieling, Claudia (* 1973), deutsche Forst- und Landschaftswissenschaftlerin
- Bieling, Friedrich Wilhelm Conrad (1801–1885), deutscher Kaufmann
- Bieling, Günter (1921–2008), deutscher Maler, Theatermaler und Grafiker
- Bieling, Hans-Jürgen (* 1967), deutscher Politikwissenschaftler
- Bieling, John H. (1869–1948), US-amerikanischer Sänger (Tenor)
- Bieling, Raban (* 1993), deutscher Schauspieler
- Bieling, Rainer (* 1950), deutscher Journalist und Medienentwickler
- Bieling, Richard (1888–1967), deutscher Mediziner
- Bieling, Roberta (* 1975), deutsche Journalistin und FernsehmoderatorinRoberta Bieling (* 1975)

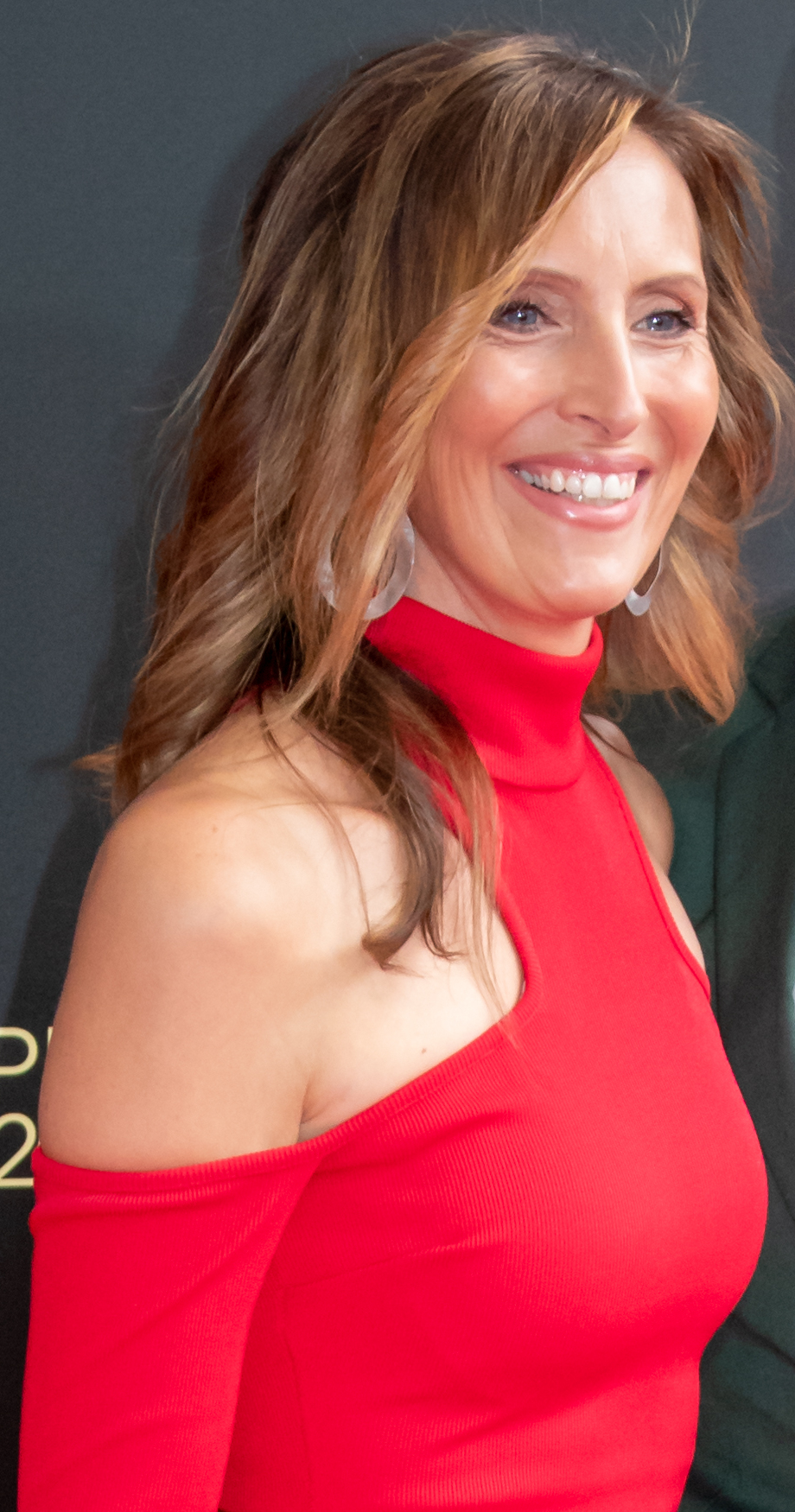
Roberta Bieling (* 1975)

- Bielinis, Jurgis (1846–1918), litauischer Bücherschmuggler und Verleger
- Bielinska, Maria Magdalena (1685–1730), Mätresse von August dem Starken
- Bieliński, Franciszek (1683–1766), polnischer Adeliger und Politiker
- Bieliński, Paweł (* 1994), polnischer E-Sportler
- Bielinsky, Fabián (1959–2006), argentinischer Regisseur
- Bielitz, Elsa, deutsche Theaterschauspielerin
- Bielitz, Friedrich (1813–1877), deutscher Rittergutsbesitzer, Verwaltungsjurist und Parlamentarier
- Bielitz, Gustav (1801–1858), deutscher Kaufmann und Politiker, MdL
- Bielitz, Gustav Alexander (1769–1841), deutscher Jurist
- Bielitz, Johann Alexander (1735–1782), kursächsischer Kammerkommissionsrat und Justizamtmann
- Bielitz, Johann Christoph († 1765), kursächsischer Amtmann
- Bieliūnas, Egidijus (* 1950), litauischer Strafrechtler, Kriminologe, Richter und Diplomat
- Bieliūnė, Simona (* 1985), litauische Politikerin
- Bielka, Erich (1908–1992), österreichischer Diplomat, Bundesminister für Auswärtige Angelegenheiten
- Bielka, Frank (* 1947), deutscher Politiker (SPD), Vorstandsvorsitzender der DeGeWo
- Bielka, Heinz (1929–2020), deutscher Molekular- und Zellbiologe
- Bielka, Rudolf (1916–1998), deutscher Agrarwissenschaftler und Hochschullehrer
- Bielke, Carl Gustaf (1683–1754), schwedischer Generalmajor und Diplomat
- Bielke, Detlef (1952–2025), deutscher Fusionmusiker
- Bielke, Dominik (* 1990), deutscher Eishockeyspieler
- Bielke, Gunilla (1568–1597), schwedische Königin (1585–1592)
- Bielke, Nils (1644–1716), schwedischer General
- Bielke, Nils (1706–1765), schwedischer Graf
- Bielke, Nils Turesson (1569–1639), schwedischer Staatsmann, Mitglied des Reichsrat
- Bielke, René (* 1962), deutscher Eishockeytorwart und -trainer
- Bielke, Sten Carl (1709–1753), schwedischer Freiherr und Mitbegründer der Königlich Schwedischen Akademie der Wissenschaften
- Bielke, Sten Nilsson (1624–1684), schwedischer Staatsmann
- Bielke, Sten Svantesson (1598–1638), schwedischer Politiker, Generalgouverneur in Schwedisch-Pommern
- Bielke, Ture Johan (1742–1792), schwedischer Jurist und Mitglied der Adelsfamilie Bielke
- Bielkiewicz, Diego (* 1991), argentinischer Fußballspieler
- Bielle, Roger (1928–2014), französischer Ringer
- Bielle-Biarrey, Louis (* 2003), französischer Rugby-Union-Spieler
- Bielli, Luigi (* 1964), italienischer Radrennfahrer
- Biellier, Harold V. (1921–2011), US-amerikanischer Geflügelforscher
- Biellmann, Denise (* 1962), Schweizer EiskunstläuferinDenise Biellmann (* 1962)

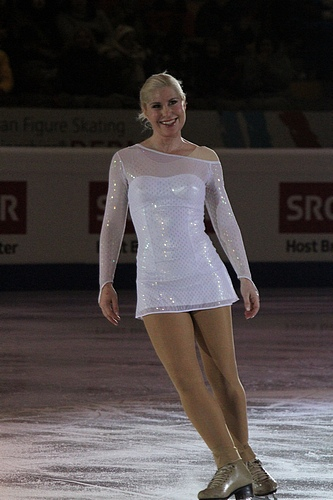
Denise Biellmann (* 1962)

- Biello, Mauro (* 1972), kanadisch-italienischer Fußballspieler und -trainer
- Bielmann, David (* 1984), Schweizer Schriftsteller
- Bielmeier, Anton (1901–1958), deutscher Politiker (BP), MdL Bayern
- Bielmeier, Bernd (* 1959), deutscher Fußballspieler
- Bielmeier, Franz (* 1960), deutscher Punk-Musiker
- Bielmeier, Karl (1915–1941), deutscher Fußballspieler
- Bielmeier, Roland (1943–2013), deutscher Sprachwissenschaftler, Orientalist und Hochschullehrer
- Bielmeier, Stefan (* 1966), deutscher Volkswirt, Chefvolkswirt der DZ Bank
- Bielmeier, Stefanie (* 1954), deutsche Schriftstellerin und Kunsthistorikerin
- Bielohlawek, Hermann (1861–1918), österreichischer Politiker, Landtagsabgeordneter
- Bielohlawek, Werner (1936–2004), deutscher Maler und Grafiker
- Bielowski, Theresa (* 1984), österreichische Politikerin (SPÖ), MdEP
- Bielsa, Marcelo (* 1955), argentinischer Fußballspieler und -trainer
- Bielschowsky, Albert (1847–1902), deutscher Literaturwissenschaftler, Goethe-Forscher
- Bielschowsky, Alfred (1871–1940), deutscher Schielforscher (Augenheilkunde)
- Bielschowsky, Max (1869–1940), deutscher Neuropathologe
- Bielska, Iwona (* 1952), polnische SchauspielerinIwona Bielska (* 1952)
- Bielski, Jacek (* 1972), polnischer Boxer

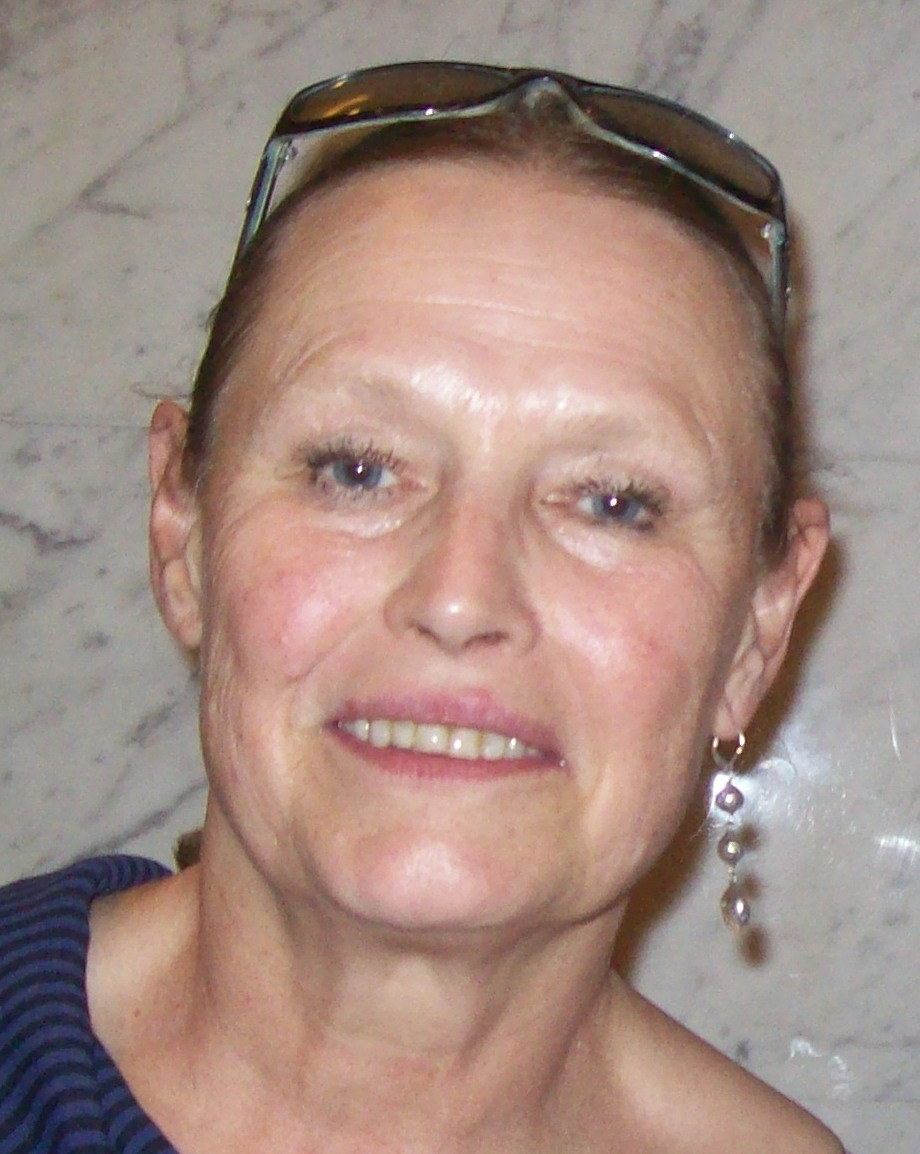
Iwona Bielska (* 1952)

- Bielski, Konrad (1902–1970), polnischer Schriftsteller, Dramatiker und Jurist
- Bielski, Marcin (1495–1575), polnischer Adliger, Soldat und Chronist
- Bielski, Tuvia (1906–1987), polnisch-jüdischer Widerstandskämpfer
- Bielskis, Andrius (* 1973), litauischer Philosoph und Universitätsprofessor
- Bielskis, Caroline (* 1960), US-amerikanische Schauspielerin
- Bielskus, Pijus (1880–1958), litauischer Priester, Philosoph, Professor und Kanzler
- Bielsky, Jordan, US-amerikanischer Schauspieler, Synchronsprecher und Filmschaffender
- Bielz, Julius (1884–1958), siebenbürgischer Jurist, Kunsthistoriker und Volkskundler

### Biem
- Biem, Marcin († 1540), polnischer Theologe, Astronom und Astrologe
- Biema, Carry van (1881–1942), deutsche Malerin, Schriftstellerin und Kunstlehrerin
- Biema, Margarete van (1888–1953), deutsche Musikerin und Gesangslehrerin
- Biemann, Christoph (* 1952), deutscher Autor, Regisseur und FernsehmoderatorChristoph Biemann (* 1952)

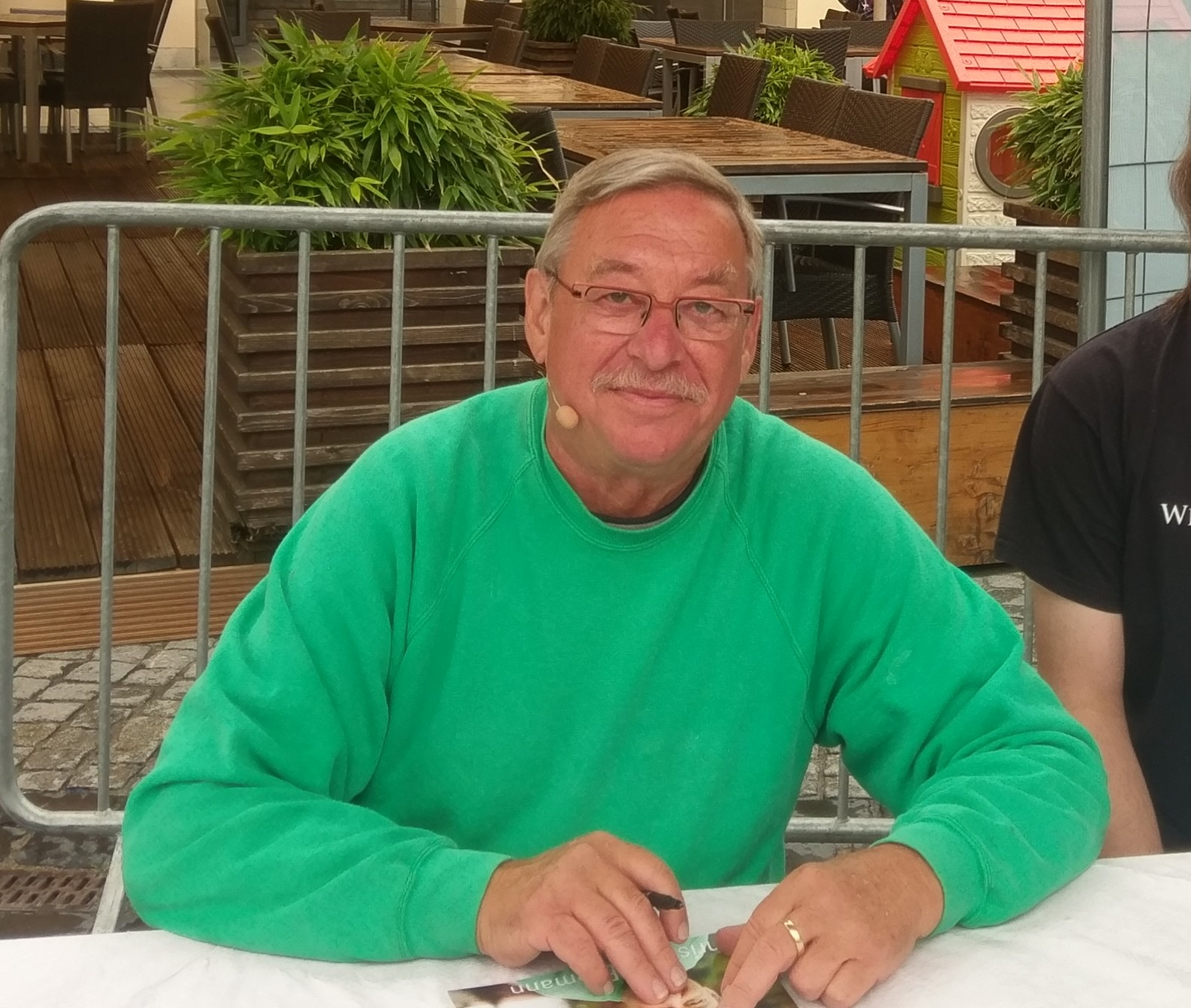
Christoph Biemann (* 1952)

- Biemann, Klaus (1926–2016), österreichisch-US-amerikanischer Chemiker
- Biemann, Ursula (* 1955), Schweizer Videokünstlerin, Kuratorin und Autorin
- Biemans, Adriaan (* 1939), niederländischer Radrennfahrer
- Biemans, Bart (* 1988), belgischer Fußballspieler
- Biemba, Shadreck (1965–2010), sambischer Fußballtorhüter und -trainer
- Biemel, Walter (1918–2015), deutscher Philosoph
- Biemer, Alexander, deutscher Basketballtrainer
- Biemer, Annette (* 1966), deutsche (Krimi-)Autorin und Übersetzerin
- Biemer, Edgar (* 1940), deutscher Facharzt für Plastische und Ästhetische Chirurgie
- Biemer, Günter (1929–2019), deutscher römisch-katholischer Theologe, Religionspädagoge und Hochschullehrer
- Biemer, Klaus-Rüdiger (* 1941), deutscher Basketballfunktionär
- Biemer, Susanne (* 1978), deutsche Basketballspielerin
- Biemiller, Andrew (1906–1982), US-amerikanischer Politiker

### Bien
- Bien, Edmund (1927–2007), deutscher Fußballschiedsrichter
- Bien, Florian (* 1974), deutscher Jurist und Hochschullehrer
- Bien, Gertrud (1881–1940), österreichische Kinderärztin und Primarärztin der Wiener Kinderübernahmestelle
- Bien, Günther (* 1907), deutscher Fußballspieler
- Bien, Günther (1936–2023), deutscher Philosoph
- Bien, Hans (1591–1632), Zeichner und Steinmetz der Stadt Nürnberg
- Bien, Horst (1920–1993), deutscher Literaturwissenschaftler, Übersetzer und Hochschullehrer
- Bien, Julius (1826–1909), deutsch-amerikanischer Lithograf
- Bien, Ka'alieena (* 2004), Sprinterin von den Marshallinseln
- Bien, Laurence, deutscher Journalist und ehemaliger Schauspieler
- Bien, Merga († 1603), deutsche Frau, als Hexe hingerichtetMerga Bien († 1603)

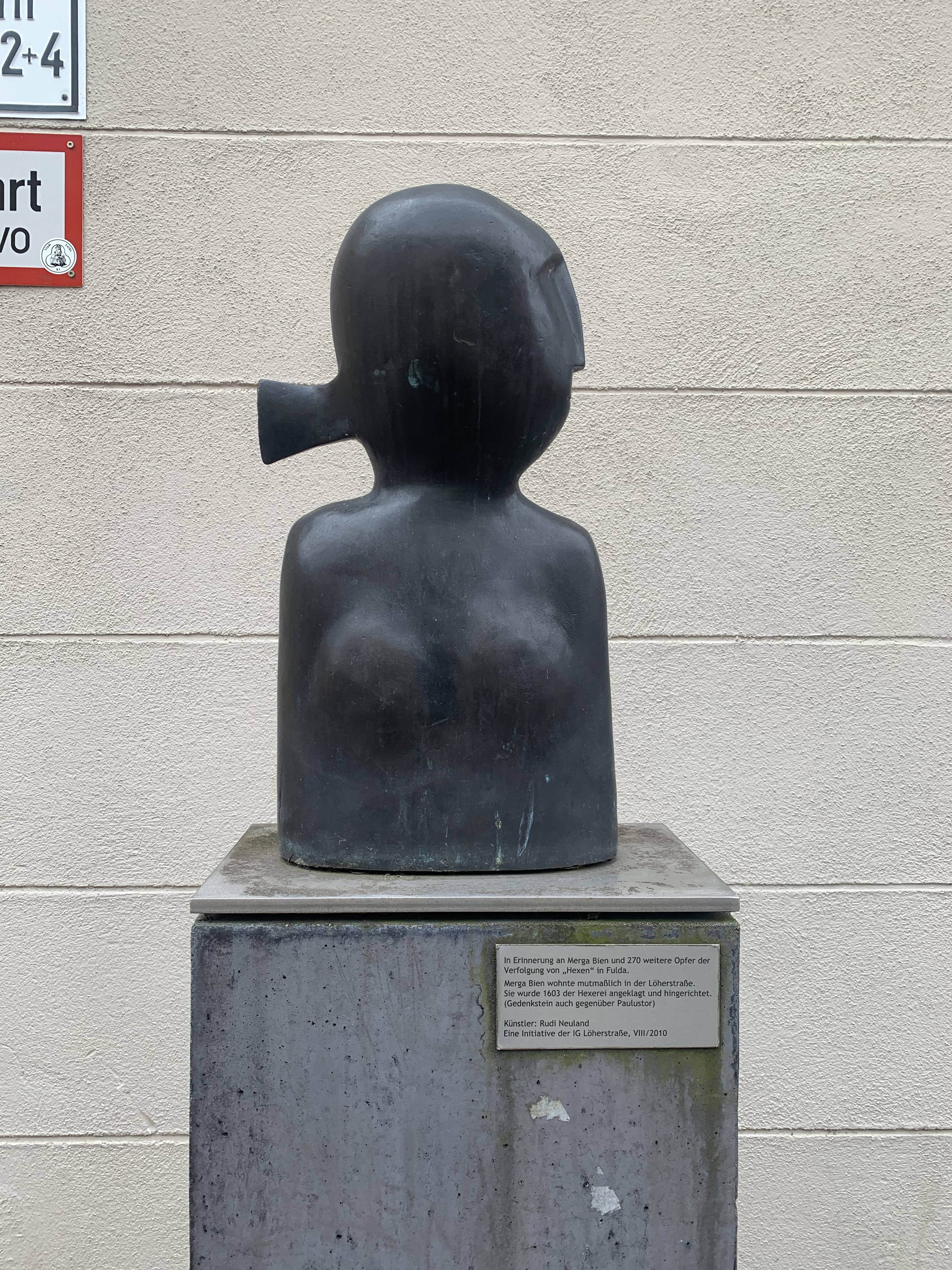
Merga Bien († 1603)

- Bien, Peter (* 1930), US-amerikanischer Anglist und Neogräzist
- Bien, Peter (* 1951), deutscher Fußballspieler
- Bien, Wilfried (* 1974), französischer Fußballschiedsrichter
- Bien-Aimé, Gabriel († 2010), haitianischer Politiker und Finanzmanager
- Bien-Aime, Sonia (* 1971), Sportfunktionärin der Turks- und Caicosinseln
- Bienaimé, Émile (1802–1869), französischer Komponist
- Bienaimé, Luigi (1795–1878), italienischer Bildhauer
- Bienaymé, Irénée-Jules (1796–1878), französischer Wahrscheinlichkeitstheoretiker und Statistiker
- Bienaymé, Pierre-François (1737–1806), französischer Bischof und Naturforscher
- Bieńczyk, Marek (* 1956), polnischer Literaturhistoriker, Prosaschriftsteller, Essayist und Übersetzer
- Biendel, Silke (* 1969), deutsche Politikerin (SPD), MdL
- Biendl, Erich (1930–2019), deutscher Turntrainer
- Biene, Claudia (* 1973), deutsche Leichtathletik-Behindertensportlerin
- Bieneck, Benjamin (* 1983), deutscher Journalist und Fernsehmoderator
- Bieneck, Constanze (* 1996), deutsche Volleyball- und Beachvolleyballspielerin
- Bieneck, Hellmuth (1887–1972), deutscher General der Flieger im Zweiten Weltkrieg
- Bieneck, Victoria (* 1991), deutsche Beachvolleyballspielerin
- Bieneck-Roos, Elisabeth (1925–2017), deutsche Malerin
- Bienefeld, Heinz (1926–1995), deutscher Architekt
- Bienefeld, Nikolaus (* 1958), deutscher Architekt, Hochschullehrer, Künstler und Möbeldesigner
- Bienek, Horst (1930–1990), deutscher SchriftstellerHorst Bienek (1930–1990)

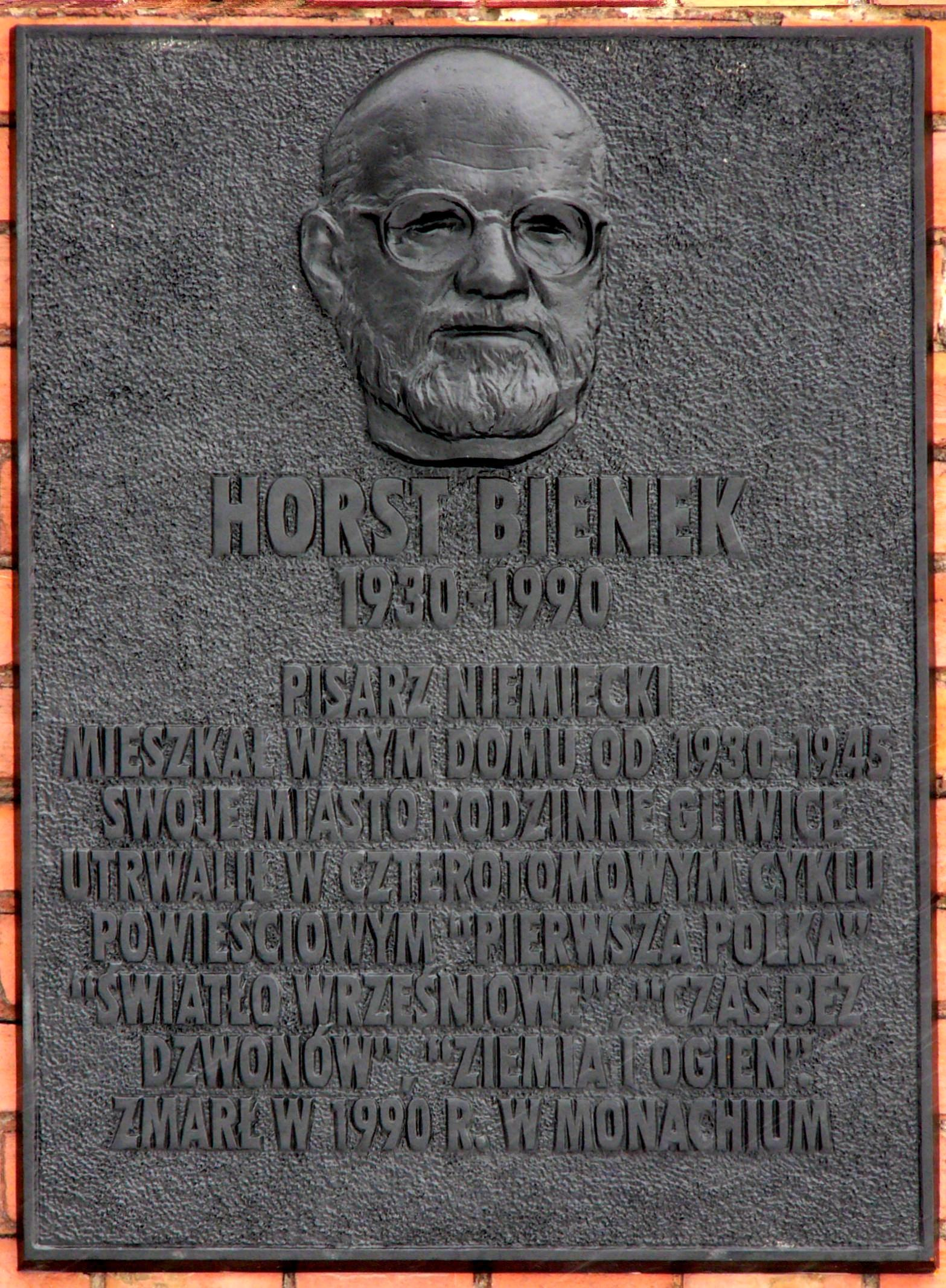
Horst Bienek (1930–1990)

- Bienek, Sandra (* 1979), Schweizer Politikerin (GLP)
- Bienemann von Bienenstamm, Herbord Karl Friedrich (1778–1840), deutsch-baltischer Landwirt, Publizist und Geograph
- Bienemann, Friedrich Gustav (1838–1903), deutschbaltischer Historiker und Publizist
- Bienemann, Friedrich Gustav (1860–1915), deutschbaltischer Historiker
- Bienemann, Kaspar (1540–1591), deutscher Theologe und Dichter
- Bienen, Hildegard (1925–1990), deutsche bildende Künstlerin
- Bienenberg, Karl Joseph Biener von (1731–1798), Historiker, Prähistoriker und Kreishauptmann von Königgrätz
- Bienenfeld, Elsa (1877–1942), österreichische Musikhistorikerin und Musikkritikerin
- Bienenfeld, Franz Rudolf (1886–1961), österreichischer, später in das Vereinigte Königreich emigrierter Rechtsanwalt, Aktivist für jüdische Interessen und Menschenrechte sowie Vertreter einer psychoanalytischen Rechtstheorie
- Bienenfeld, Hedy (1906–1976), österreichische Schwimmerin
- Bienengräber, Alexander (1911–1991), deutscher Pathologe
- Bienengräber, Thomas (* 1967), deutscher Wirtschaftspädagoge und Hochschullehrer
- Bienengräber, Volker (1942–2013), deutscher Mediziner und Hochschullehrer
- Bienenstamm, Paul von (1843–1911), deutsch-baltischer Finanzbeamter in russischen Diensten
- Bienenstein, Karl (1869–1927), österreichischer Lehrer und Schriftsteller
- Bienenstock, Arthur (* 1935), US-amerikanischer Physiker und ehemaliger Präsident der American Physical Society
- Biener, Christian Gottlob (1748–1828), deutscher Jurist
- Biener, Clemens (1887–1965), österreichischer Literaturhistoriker und Mittelschullehrer
- Biener, Dagmar (* 1946), deutsche Schauspielerin
- Biener, Franz (1866–1940), deutscher Politiker (DNVP, WP), MdR
- Biener, Friedrich August (1787–1861), deutscher Rechtswissenschaftler und Hochschullehrer
- Biener, Gustav (1926–2003), deutscher Kirchenmusiker und Komponist
- Biener, Hansjörg (* 1961), deutscher evangelischer Theologe und Medienjournalist
- Biener, Lothar (1935–2017), deutscher Politiker (SPD), MdL
- Biener, Wilhelm († 1651), deutsch-österreichischer Jurist und Tiroler Kanzler
- Biener, Zvi, Wissenschaftsphilosoph und -historiker
- Bienert, Andreas (* 1957), deutscher Kunsthistoriker
- Bienert, Bernd R. (* 1962), österreichischer Balletttänzer, Choreograf, Ballettdirektor, Regisseur und Bühnenbildner
- Bienert, Christian (1947–2020), deutscher Hörfunkmoderator
- Bienert, Friedrich (1891–1969), deutscher Großindustrieller
- Bienert, Gerd (1939–2022), österreichischer Jazzgitarrist
- Bienert, Gerhard (1898–1986), deutscher Schauspieler
- Bienert, Gerhard (1913–1982), deutscher Bauingenieur und Hochschullehrer
- Bienert, Gottlieb Traugott (1813–1894), deutscher Müller, Bäcker und GroßindustriellerGottlieb Traugott Bienert (1813–1894)

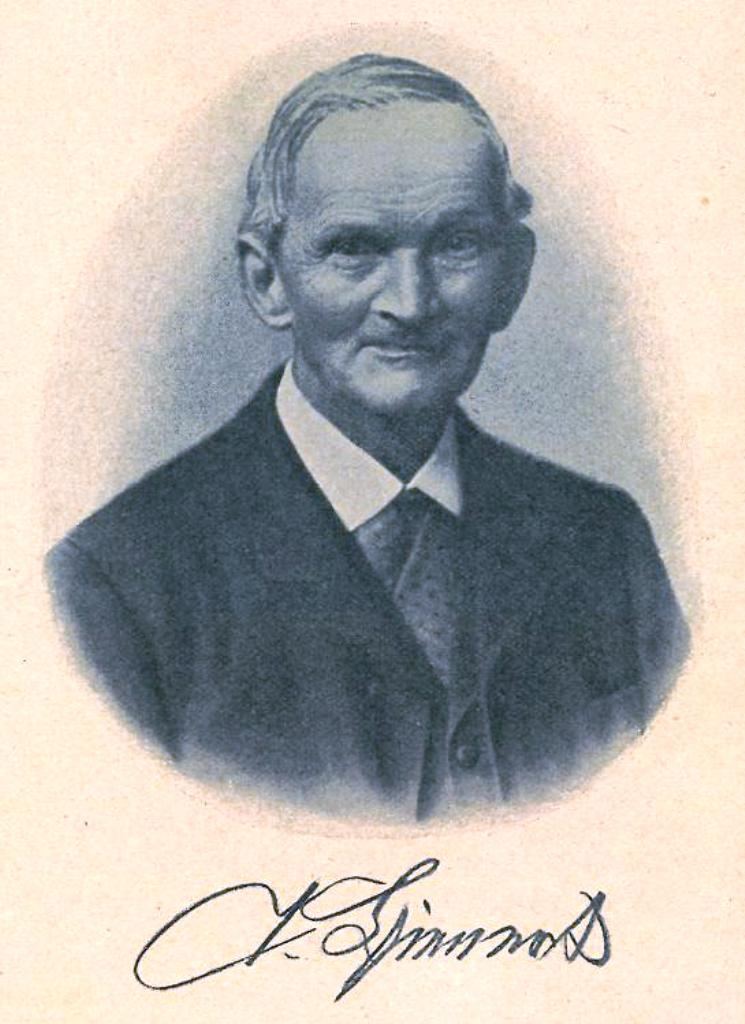
Gottlieb Traugott Bienert (1813–1894)

- Bienert, Ida (1870–1965), deutsche Kunstsammlerin und Mäzenin
- Bienert, Katja (* 1966), deutsche Schauspielerin
- Bienert, Michael (* 1964), deutscher Publizist und Literaturwissenschaftler
- Bienert, Michael C. (* 1978), deutscher Historiker
- Bienert, Olaf (1911–1967), deutscher Komponist
- Bienert, Richard (1881–1949), tschechoslowakischer Politiker
- Bienert, Richard (* 1900), deutscher Kommunalpolitiker (NSDAP)
- Bienert, Sven (* 1973), deutscher Wirtschaftswissenschaftler
- Bienert, Theodor (1876–1963), böhmischer Glasveredler
- Bienert, Theophil (1833–1873), deutsch-russischer Botaniker
- Bienert, Walther (1909–1994), deutscher evangelischer Theologe
- Bienert, Wolfgang A. (1939–2021), deutscher Theologe und Professor für Kirchengeschichte an der Philipps-Universität Marburg
- Bienerth-Schmerling, Richard von (1863–1918), österreichischer Beamter, Politiker und Ministerpräsident
- Bienfait, Claus (* 1951), deutscher Journalist
- Bienia, Rafael (* 1981), deutscher Wissenschaftsforscher und Autor
- Bienias, Andrea (* 1959), deutsche Leichtathletin
- Bieniasz, Józef (1892–1961), polnischer Journalist und Schriftsteller
- Bieniek, Christian (1956–2005), deutscher Schriftsteller
- Bieniek, Jan (* 1947), polnischer Skispringer
- Bieniek, Janusz (* 1955), polnischer Radrennfahrer
- Bieniek, Maciej (1927–2006), polnischer Bauingenieur
- Bieniek, Mateusz (* 1994), polnischer Volleyballspieler
- Bieniuk, Jarosław (* 1979), polnischer Fußballspieler
- Bienko, Paul (1845–1909), deutscher Verwaltungsjurist; Landrat und Polizeipräsident in Preußen
- Bieńkowska, Danuta (1920–1992), polnische Schriftstellerin und Übersetzerin
- Bieńkowska, Elżbieta (* 1964), polnische Politikerin und EU-Kommissarin
- Bieńkowska, Ewa (* 1943), polnische Essayistin, Literaturhistorikerin, Prosaschriftstellerin und Übersetzerin
- Bieńkowska, Monika (* 1978), polnische Badmintonspielerin
- Bieńkowski, Dawid (* 1963), polnischer Prosaschriftsteller
- Bienkowski, Piotr, britischer Archäologe
- Bieńkowski, Piotr (1865–1925), polnischer Klassischer Archäologe
- Bieńkowski, Zbigniew (1913–1994), polnischer Literaturkritiker, Essayist und Übersetzer
- Bienkowski-Andersson, Hedwig (1904–1984), deutsche Essayistin und Schriftstellerin
- Biennais, Martin-Guillaume (1764–1843), französischer Kunsttischler sowie Gold- und Silberschmied
- Biennès, Máximo André (1921–2007), französischer Geistlicher, römisch-katholischer Bischof von São Luíz de Cáceres, Brasilien
- Biensfeldt, Paul (1869–1933), deutscher Film- und Theaterschauspieler
- Bienst, Lothar (* 1956), deutscher Politiker (CDU), MdL
- Bienstein, Christel (* 1951), deutsche Pflegewissenschaftlerin
- Bienstock, Freddy (1928–2009), US-amerikanischer Musikproduzent
- Bienstock, Naya (* 2001), israelische SchauspielerinNaya Bienstock (* 2001)

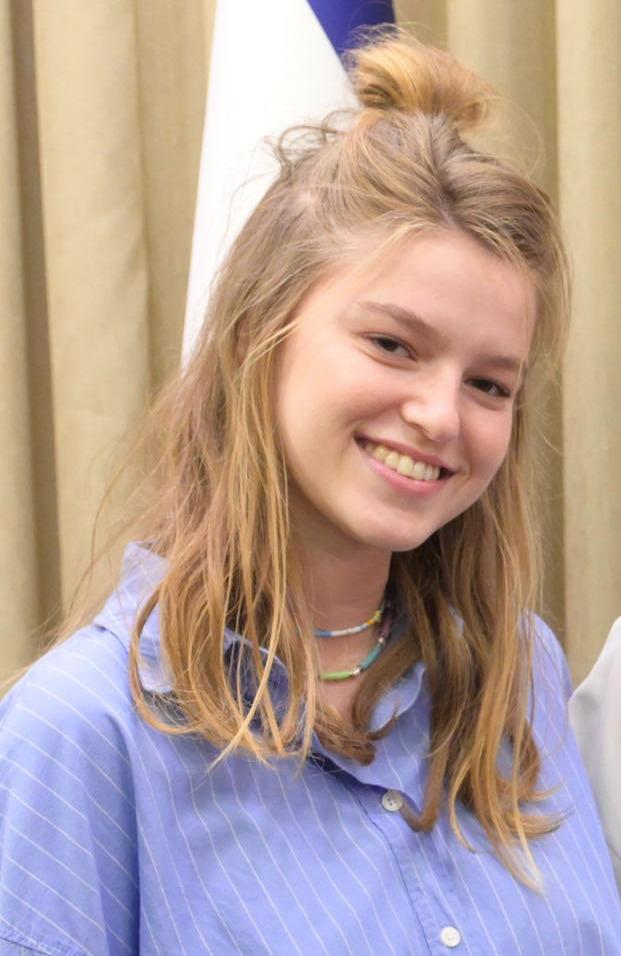
Naya Bienstock (* 2001)

- Bientz, Erich (1874–1950), deutscher Architekt und kommunaler Baubeamter
- Bientzle, Wolfgang (* 1966), deutscher Rhönradturner
- Bienvenu, Henri (* 1988), kamerunischer Fußballspieler
- Bienvenu-Martin, Jean-Baptiste (1847–1943), französischer Jurist und Politiker in der Dritten Republik
- Bienvenüe, Fulgence (1852–1936), französischer Ingenieur; „Vater“ der Métro Paris
- Bienvenue, Jacques (* 1938), kanadischer Autorennfahrer
- Bienwald, Susanne, deutsche Schriftstellerin, Lektorin und Literaturwissenschaftler
- Bienwald, Werner (1936–2021), deutscher Richter, Hochschullehrer und Fachbuchautor
- Bienz, Alena (* 2003), Schweizer Fussballspielerin
- Bienz, Eduard (1844–1892), Schweizer Turner
- Bienzeisler, Karl Paul (1893–1958), deutscher Landrat
- Bienzle, Ulrich (1939–2008), deutscher Tropenmediziner und Direktor des Berliner Tropeninstituts
- Bienzobas, Paco (1909–1981), spanischer Fußballspieler

### Bier
- Bier Zandén, Alice (* 1995), dänisch-schwedische Schauspielerin
- Bier, Amaury (* 1930), brasilianischer Diplomat
- Bier, Angelika (* 1952), deutsche Medizinerin
- Bier, August (1861–1949), deutscher Chirurg und Hochschullehrer; Sanitätsoffizier und ForstmannAugust Bier (1861–1949)

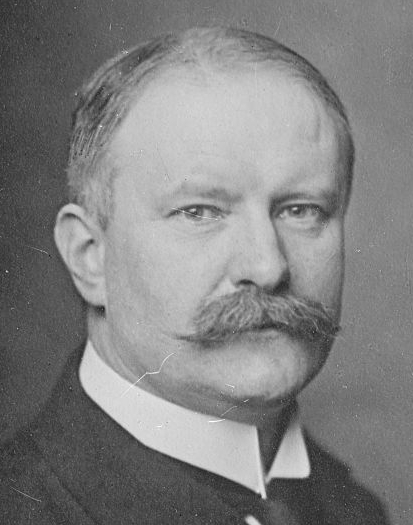
August Bier (1861–1949)

- Bier, Bartholomäus, deutscher Kommunalpolitiker
- Bier, Christian (* 1968), österreichischer Fußballspieler
- Bier, Elisabeth (1888–1957), deutsche Widerstandskämpferin, Mitglied der KPD und der Roten Hilfe
- Bier, Ernst (* 1951), deutscher Jazz-Schlagzeuger
- Bier, Georg (* 1959), deutscher römisch-katholischer Theologe und Kirchenrechtler
- Bier, Gerda (* 1943), deutsche Bildhauerin und Objektkünstlerin
- Bier, Henning (1957–2018), deutscher Mediziner und Hochschullehrer für Hals-Nasen-Ohren-Heilkunde
- Bier, Hermann (1882–1946), deutscher Historiker und Staatsarchivar
- Bier, Hermann Jakob (1885–1943), deutscher Jurist und stellvertretender Regierungspräsident von Köln
- Bier, Jürgen (1943–2007), deutscher Kieferchirurg und Hochschullehrer
- Bier, Justus (1899–1990), deutsch-amerikanischer Kunsthistoriker
- Bier, Karlheinz (1925–1969), deutscher Entomologe und Zoologe
- Bier, Kay (* 1995), Schweizer Unihockeyspieler
- Bier, Rolf (* 1960), deutscher Bildender Künstler
- Bier, Susanne (* 1960), dänische RegisseurinSusanne Bier (* 1960)

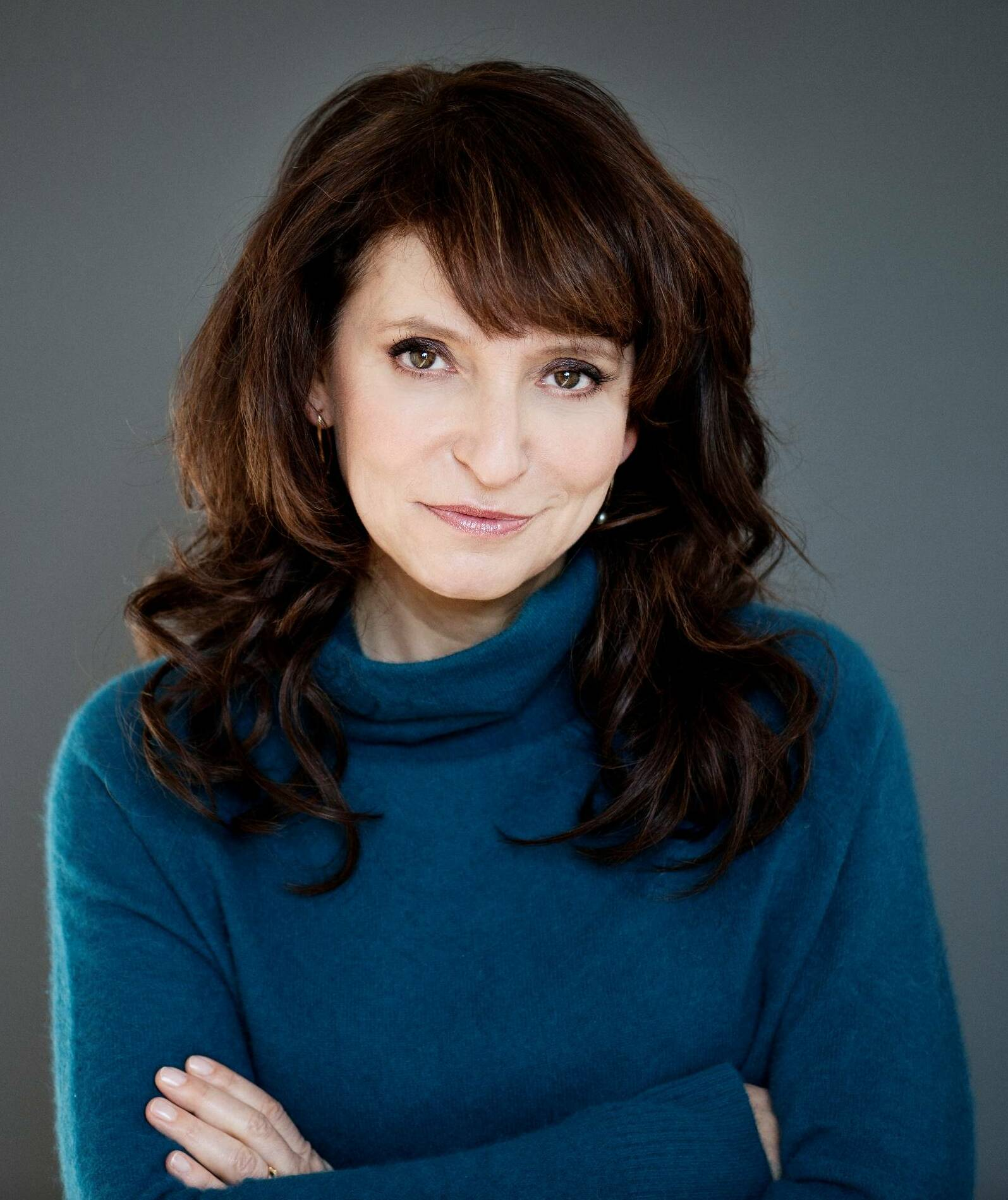
Susanne Bier (* 1960)

- Bier, Woldemar (1840–1906), deutscher Turnlehrer und -funktionär
- Bier, Wolfgang (1943–1998), deutscher Bildhauer, Maler, Graphiker und Keramiker
- Bier, Wolfgang (* 1955), deutscher Richter

#### Biera
- Bierau, Else (1877–1966), deutsche Politikerin (DVP), MdL Volksstaat Hessen

#### Bierb
- Bierbach, Elvira, deutsche Heilpraktikerin und Autorin
- Bierbach, Johannes (1888–1972), deutscher Verwaltungsjurist und Landrat
- Bierbach, Martin (1926–1984), deutscher Diplomat, Botschafter der DDR
- Bierbaß, Dirk (* 1966), deutscher Autor und Lyriker
- Bierbauer-Hartinger, Brigitte (* 1961), österreichische Politikerin (SPÖ), Mitglied des Bundesrates
- Bierbaum, Axel (* 1953), deutscher Trainer
- Bierbaum, Bernd (* 1943), deutscher evangelischer Geistlicher und Medienfunktionär
- Bierbaum, Bernhard (1730–1798), deutscher Abt
- Bierbaum, Georg (1889–1953), deutscher Prähistoriker
- Bierbaum, Gerhard (* 1932), deutscher Fußballspieler
- Bierbaum, Hans-Heinz (1908–1970), deutscher Admiralarzt der Bundesmarine
- Bierbaum, Heinz (* 1946), deutscher Politiker (Die Linke), MdL und emeritierter Hochschullehrer
- Bierbaum, Irenäus (1843–1907), deutscher Franziskaner
- Bierbaum, Julius Georg (1761–1844), deutscher Kaufmann und Abgeordneter
- Bierbaum, Matthias (1916–1995), österreichischer Politiker (ÖVP), Landtagsabgeordneter
- Bierbaum, Max (1883–1975), deutscher römisch-katholischer Theologe
- Bierbaum, Moritz (* 1992), deutscher Musicaldarsteller, Sänger und Gastronom
- Bierbaum, Otto Julius (1865–1910), deutscher SchriftstellerOtto Julius Bierbaum (1865–1910)

Otto Julius Bierbaum (1865–1910)

- Bierbaum, Rosina M. (* 1952), US-amerikanische Ökologin und Umweltpolitikerin
- Bierbaum, Werner (* 1928), deutscher Oberst des Ministeriums für Staatssicherheit (MfS) der DDR
- Bierbaumer, Florian (* 1998), österreichischer American-Football-Spieler
- Bierbaumer, Käthe (* 1884), Wegbereiterin des Nationalsozialismus in Deutschland
- Bierbichler, Annamirl (1946–2005), deutsche Schauspielerin
- Bierbichler, Josef (* 1948), deutscher Schauspieler und SchriftstellerJosef Bierbichler (* 1948)

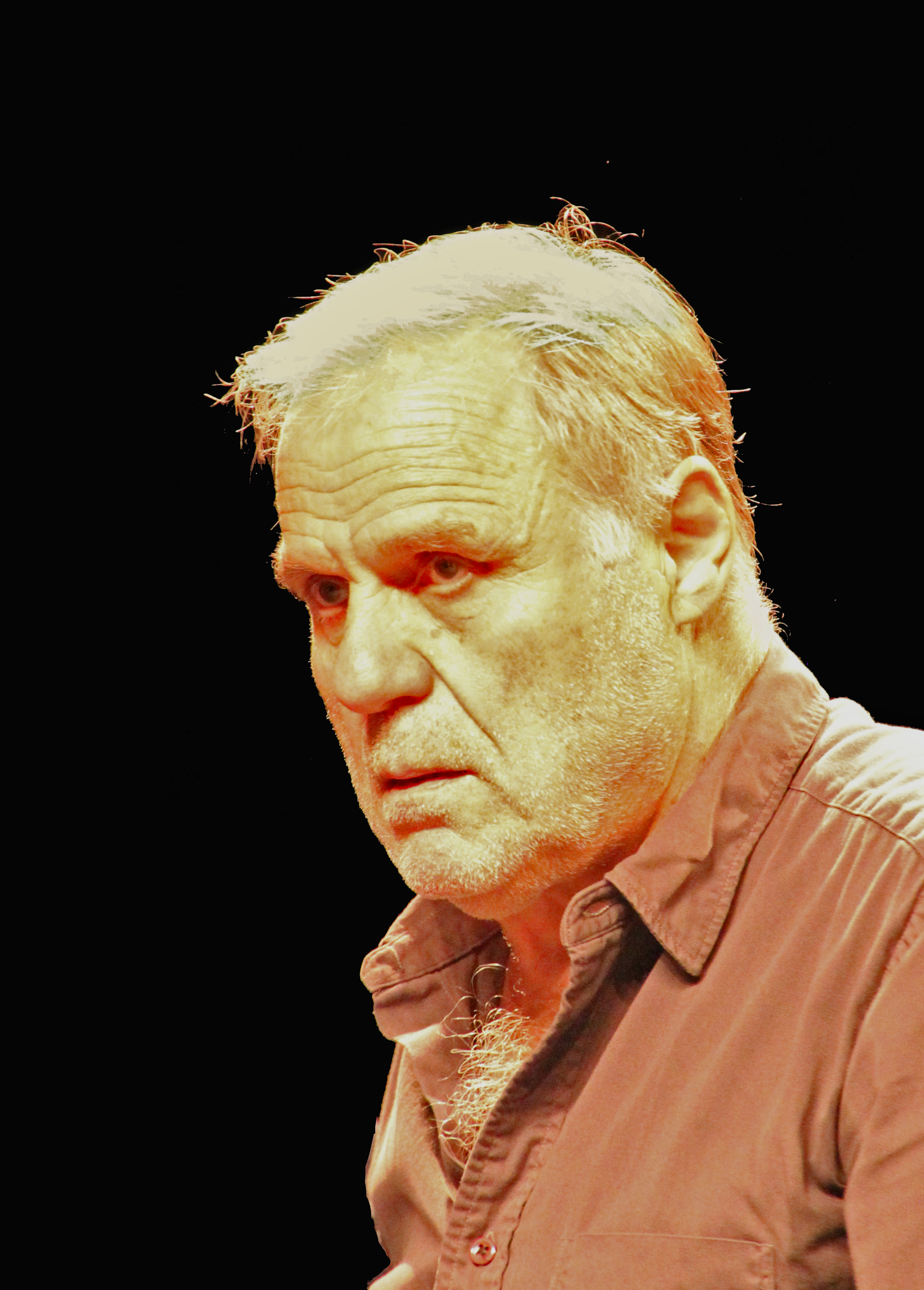
Josef Bierbichler (* 1948)

- Bierbrauer, Adolf (1915–2012), deutscher Künstler und Arzt
- Bierbrauer, Carl Wilhelm (1881–1962), deutscher Bildhauer und Fachschullehrer
- Bierbrauer, Günter (* 1941), deutscher Sozialpsychologe
- Bierbrauer, Heinrich (1818–1899), nassauischer Politiker
- Bierbrauer, Jakob (1673–1749), deutscher Geistlicher und Bergrat
- Bierbrauer, Katharina, deutsche Kunsthistorikerin
- Bierbrauer, Rudolf (1884–1937), deutscher Ingenieur und Mitglied des Provinziallandtages der Provinz Hessen-Nassau
- Bierbrauer, Volker (* 1940), deutscher Prähistoriker und Mittelalterarchäologe

#### Bierc
- Bierce, Ambrose (1842–1914), US-amerikanischer Schriftsteller und Journalist

#### Bierd
- Bierdel, Elias (* 1960), deutscher Leiter einer Nothilfeorganisation
- Bierdiajew, Walerian (1885–1956), polnischer Komponist, Dirigent und Musikpädagoge
- Bierdümpfel, Johann (1564–1620), deutscher Mediziner, Hofmedicus in Coburg

#### Biere
- Biere, Armin (* 1967), deutscher Informatiker, Leiter des Instituts für Rechnerarchitektur an der Albert-Ludwigs-Universität Freiburg
- Biere, Bernd Ulrich (* 1947), deutscher Sprachwissenschaftler und Hochschullehrer
- Biere, Julien (* 1949), deutscher Medienproduzent, Autor und Communication Consultant
- Bierei, Ernst (* 1882), deutscher Agrarwissenschaftler
- Bieren, Ludwig von (1604–1672), deutscher Dom- und Erbherr
- Bierens de Haan, David (1822–1895), niederländischer Mathematiker und Wissenschaftshistoriker
- Bierens de Haan, Johan (1883–1958), niederländischer Biologe und Ethologe
- Bierer, Ernst Wilhelm (1796–1876), Stadtschultheiß von Tübingen (1823–1857)
- Bierer, Joshua (1901–1984), österreichisch-britischer Psychiater
- Bierer, Ruben (1835–1931), österreichischer Chirurg und Zionist
- Bieresborn, Dirk (* 1965), deutscher Jurist und Richter am Bundessozialgericht
- Biereth, Mika (* 2003), dänischer FußballspielerMika Biereth (* 2003)

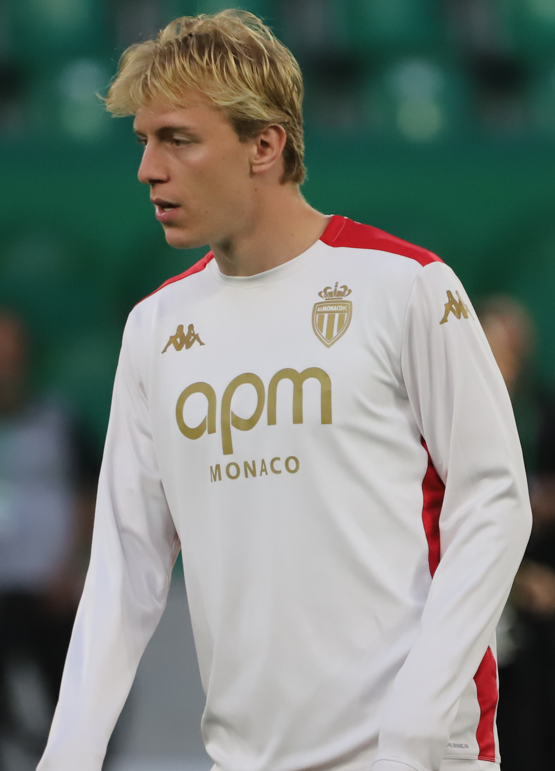
Mika Biereth (* 2003)

- Bierett, Doris (* 1950), deutsche Musicalsängerin, Kabarettistin und Schauspielerin
- Bierey, Gottlob Benedict (1772–1840), deutscher Opernkomponist, Kapellmeister und Theaterpächter
- Bierey, Rudolf (1866–1946), sächsischer Oberst und Freikorpsführer
- Biereye, Johannes (1860–1949), deutscher Gymnasiallehrer
- Bierezin, Jacek (1947–1993), polnischer Poet und Oppositioneller

#### Bierf
- Bierfelder, Wilhelm (1926–2017), deutscher Wirtschaftswissenschaftler
- Bierfreund, Jürgen (* 1949), deutscher Schauspieler und Hörspielsprecher
- Bierfreund, Magnus (* 2004), deutscher Handballspieler
- Bierfreund, Sigmund († 1702), Nürnberger Gold- und Silberschmied

#### Bierg
- Biergans, Franz Theodor (1768–1842), deutscher Chorherr, Jakobiner, Schriftsteller und Notar
- Bierganz, Manfred (1942–2000), deutscher Gymnasiallehrer, Kommunalpolitiker und Historiker
- Bierganz, Maria (1927–2013), deutsche BDM-Scharführerin, die 1944/45 als Symbol der gefürchteten fanatischen Hitlerjugend galt

#### Bierh
- Bierhals, Max (* 1987), deutscher Comedy-Autor und Creative Director
- Bierhaus, Fritz (1879–1965), deutscher Jurist und Bergbau-Manager
- Bierhoff, Eduard (1900–1981), deutscher Verwaltungsjurist
- Bierhoff, Hans-Werner (* 1948), deutscher Psychologe
- Bierhoff, Michael (* 1958), deutscher Diplomat
- Bierhoff, Nicole (* 1965), deutsche Fernsehmoderatorin
- Bierhoff, Oliver (* 1968), deutscher Fußballspieler und SportfunktionärOliver Bierhoff (* 1968)

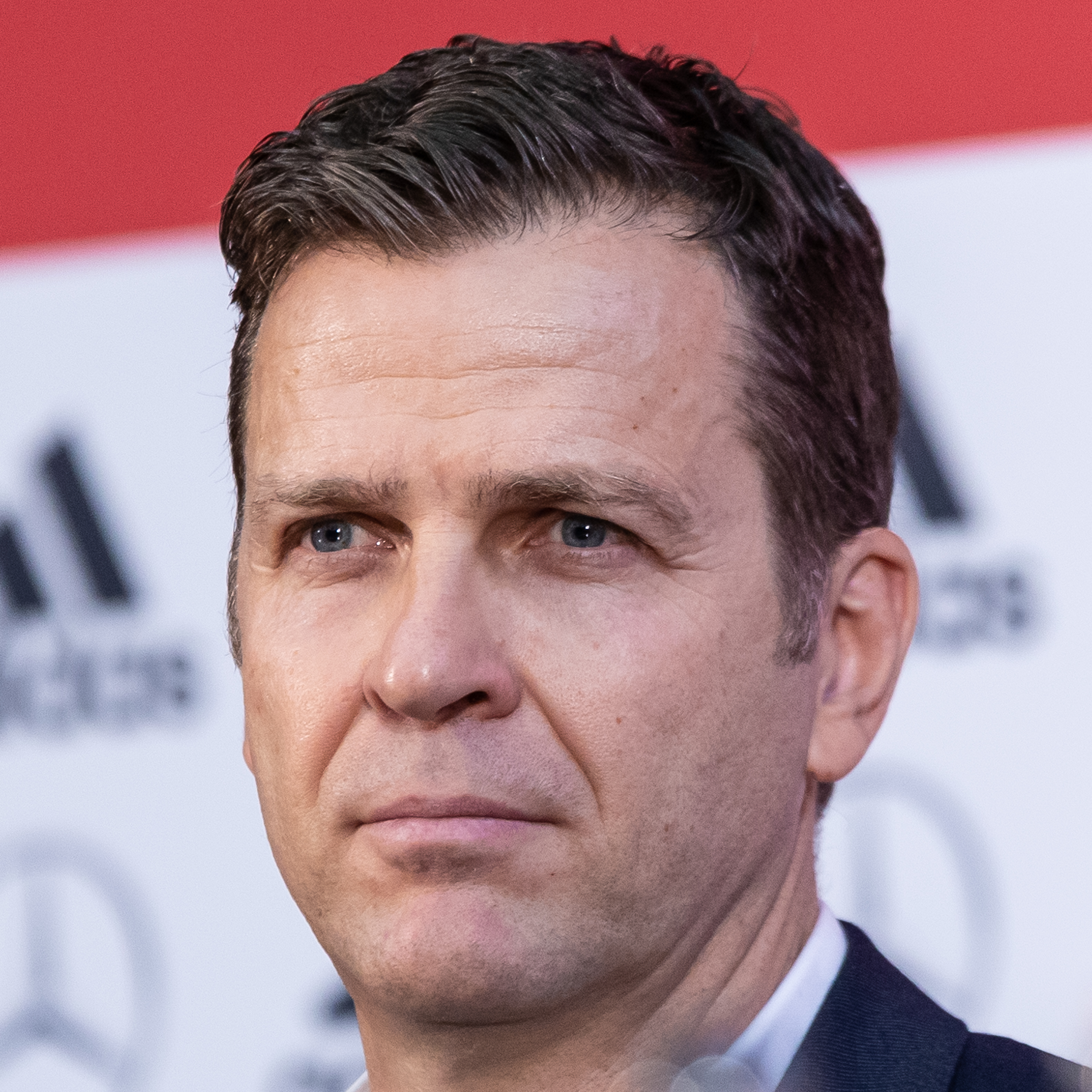
Oliver Bierhoff (* 1968)

- Bierhoff, Rolf (* 1938), deutscher Fußballtorhüter und Manager in der Energiewirtschaft
- Bierhorst, John (* 1936), US-amerikanischer Schriftsteller, Übersetzer und Ethnologe
- Bierhorst, Rüdiger (* 1963), deutscher Liedermacher

#### Bieri
- Bieri, Alain (* 1979), Schweizer Fussball-Schiedsrichter
- Bieri, Anna (* 1985), Schweizer Politikerin (Die Mitte) und Mathematiklehrerin
- Bieri, Carl (1894–1962), Schweizer Maler und Grafiker
- Bieri, Christoph (* 1985), Schweizer Schwinger
- Bieri, Ernst (1920–2003), Schweizer Politiker, Bankier und Publizist
- Bieri, Hans (* 1932), Schweizer Radrennfahrer
- Bieri, Jasmin (* 1986), Schweizer Volleyballspielerin
- Bieri, Joel (* 1989), Schweizer Nordischer Kombinierer
- Bieri, Martin (* 1977), Schweizer Schriftsteller, Dramaturg und Journalist
- Bieri, Peter (1944–2023), Schweizer Schriftsteller und Philosoph
- Bieri, Peter (* 1952), Schweizer Politiker (CVP)
- Bieri, Ramon (1929–2001), US-amerikanischer Schauspieler
- Bieri, Robert (* 1945), Schweizer Mathematiker und Hochschullehrer
- Bieri, Rudolf (1920–2013), Schweizer Jurist und Bundesbeamter
- Bieri, Rudolf (1952–2010), Schweizer Politiker und Landwirt
- Bieri, Rudolf H. (1923–2012), Meeresforscher
- Bieri, Vreni (* 1955), Schweizer Sängerin
- Bierich, Kai (* 1957), deutscher Architekt
- Bierich, Marcus (1926–2000), deutscher Industriemanager, Vorstandsvorsitzender der Robert Bosch GmbHMarcus Bierich (1926–2000)

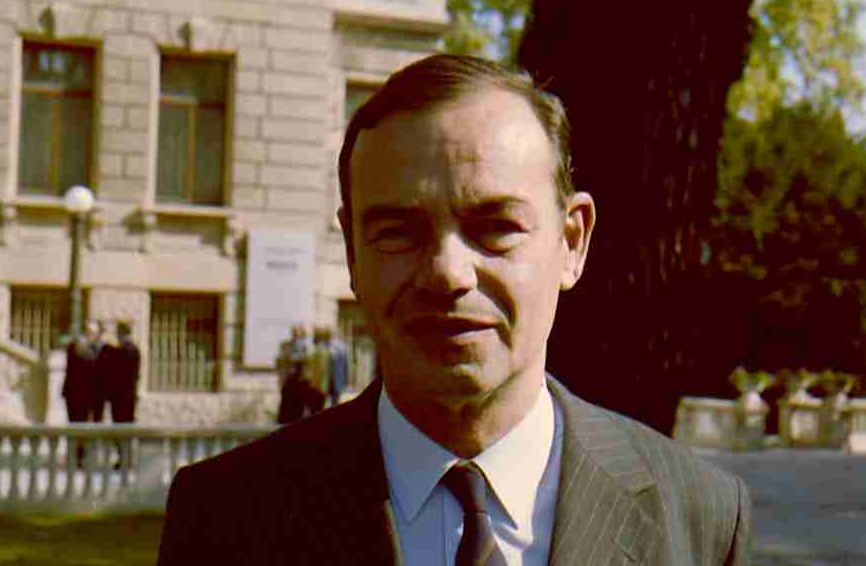
Marcus Bierich (1926–2000)

- Bierich, Nora (* 1958), deutsche literarische Übersetzerin aus dem Japanischen
- Bierich, Robert (1876–1957), deutscher Zellphysiologe
- Biering, Antonie (1920–1986), dänische Schauspielerin
- Biering, Walter (1898–1964), deutscher SED-Funktionär, MdV
- Bieringer, Adolf (1928–1988), deutscher Jurist und Politiker (CDU), MdB, Oberbürgermeister von Bruchsal
- Bieringer, Andreas (* 1982), österreichischer römisch-katholischer Theologe und Hochschullehrer
- Bieringer, Jutta (* 1971), deutsche Politikerin (SPD)
- Bieringer, Ludwig (1892–1975), deutscher Generalmajor im Zweiten Weltkrieg
- Bieringer, Ludwig (* 1943), österreichischer Politiker (ÖVP), Landtagsabgeordneter, Mitglied des Bundesrates
- Bierings, Guus (* 1956), niederländischer Radrennfahrer
- Bieritz, Karl-Heinrich (1936–2011), deutscher evangelisch-lutherischer Theologe

#### Bierk
- Bierkamp, Walther (1901–1945), deutscher Jurist und SS- und Polizeifunktionär
- Bierkapitän (* 1982), deutscher Schlagersänger
- Bierkens, Theo (* 1955), niederländischer Kameramann
- Bierko, Craig (* 1964), US-amerikanischer SchauspielerCraig Bierko (* 1964)

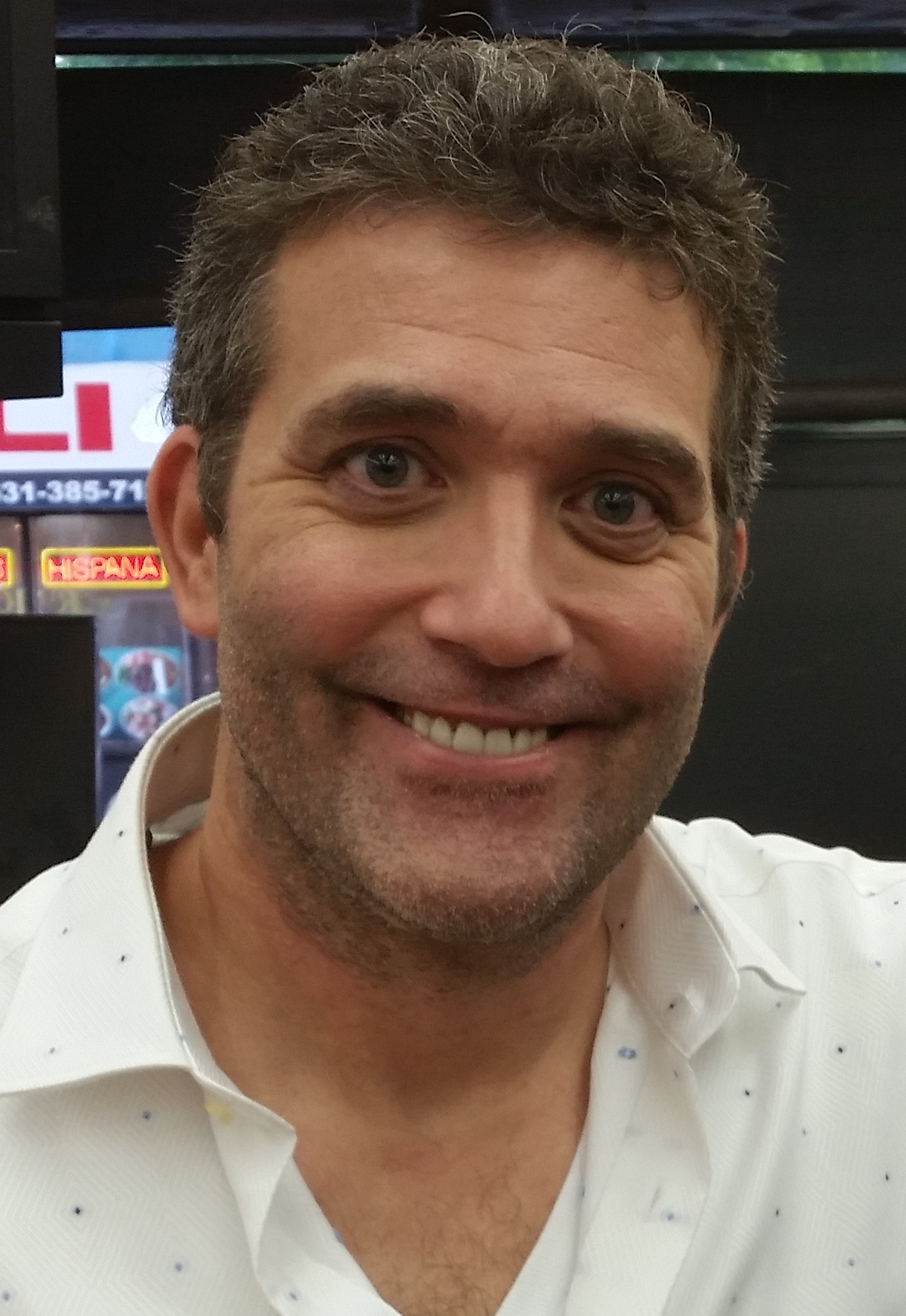
Craig Bierko (* 1964)

#### Bierl
- Bierl, Alois (* 1943), deutscher Ruderer
- Bierl, Anton (* 1960), deutsch-schweizerischer Klassischer Philologe
- Bierl, Peter (* 1963), deutscher Journalist und Autor
- Bierła, Roman (* 1957), polnischer Ringer
- Bierlein, Alfred (1961–2014), deutscher Vielseitigkeitsreiter
- Bierlein, Brigitte (1949–2024), österreichische Juristin, Präsidentin des Verfassungsgerichtshofs und BundeskanzlerinBrigitte Bierlein (1949–2024)

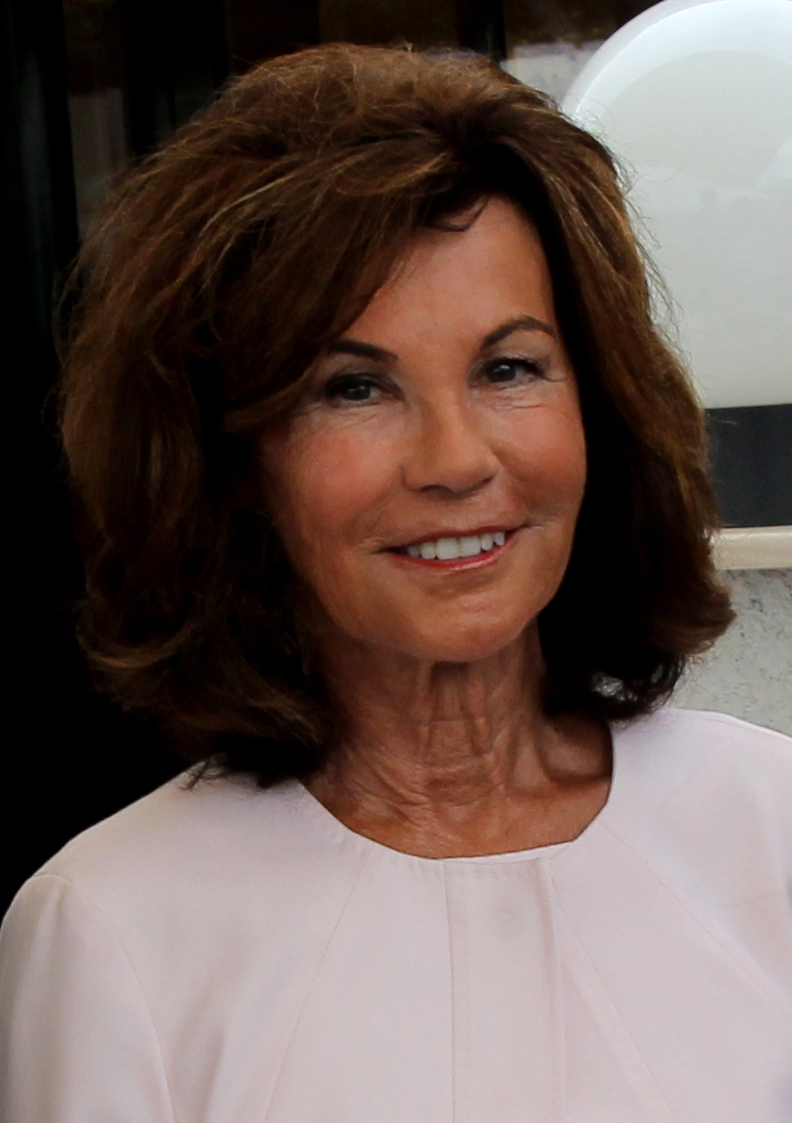
Brigitte Bierlein (1949–2024)

- Bierlein, Dietrich (1928–2015), deutscher Mathematiker
- Bierlein, Ernst (1880–1969), deutscher Landrat
- Bierlein, Karl Heinz (* 1951), deutscher evangelisch-lutherischer Pfarrer
- Bierlich, Stine (1967–2007), dänische Schauspielerin
- Bierling, August (1859–1937), sächsischer Generalleutnant
- Bierling, Billi (* 1967), deutsch-schweizerische Bergsteigerin und Journalistin
- Bierling, Caspar Theophil (1640–1693), deutscher Mediziner, Arzt in Magdeburg
- Bierling, Christian Albert, deutscher Glockengießer
- Bierling, Christoph (1891–1974), deutscher Bankier und Offizier
- Bierling, Edmund (1929–2007), bayerischer Volksschauspieler
- Bierling, Ernst Rudolf (1841–1919), deutscher Rechtswissenschaftler und Politiker
- Bierling, Friedrich Wilhelm (1676–1728), deutscher evangelischer Theologe und kritischer Historiker
- Bierling, Hans-Dirk (* 1944), deutscher Politiker (CDU), MdV, MdB
- Bierling, Heinrich (1930–1967), deutscher Skirennläufer
- Bierling, Kathrin (* 1979), deutsche Journalistin, Bloggerin und Podcasterin
- Bierling, Konrad Friedrich Ernst (1709–1755), deutscher lutherischer Theologe
- Bierling, Stephan (* 1962), deutscher Politikwissenschaftler
- Bierling, Thomas (* 1968), deutscher Musiker und Komponist

#### Bierm
- Biermaier, Adrianna (1945–2023), österreichische Basketballspielerin
- Biermaier, Erich (* 1945), österreichischer Basketballspieler und -trainer
- Bierman, Benjamin (* 1954), US-amerikanischer Komponist, Musikpädagoge, Bandleader und Jazztrompeter
- Bierman, Erika (* 2001), US-amerikanische Schauspielerin
- Bierman, John (1929–2006), britischer Journalist, Autor und Historiker
- Biermann von Ehrenschild, Conrad (1629–1698), deutsch-dänischer Geheimrat, Träger des Dannebrogordens und Landrat der Herrschaft Pinneberg
- Biermann von Ehrenschild, Martin Conrad (1662–1715), dänischer Etats-, Justiz‐ Staats- und Landrat der Herrschaft Pinneberg
- Biermann, Aenne (1898–1933), deutsche FotografinAenne Biermann (1898–1933)

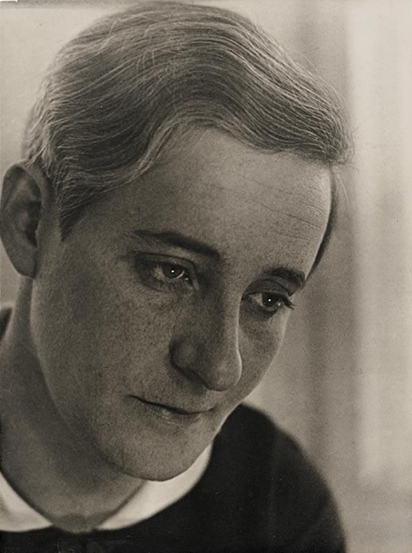
Aenne Biermann (1898–1933)

- Biermann, Albert (1903–1994), deutscher Kommunalpolitiker
- Biermann, Alphons (1906–1977), deutscher Bildhauer
- Biermann, Andreas (* 1967), deutscher Fußballspieler
- Biermann, Andreas (1980–2014), deutscher FußballspielerAndreas Biermann (1980–2014)

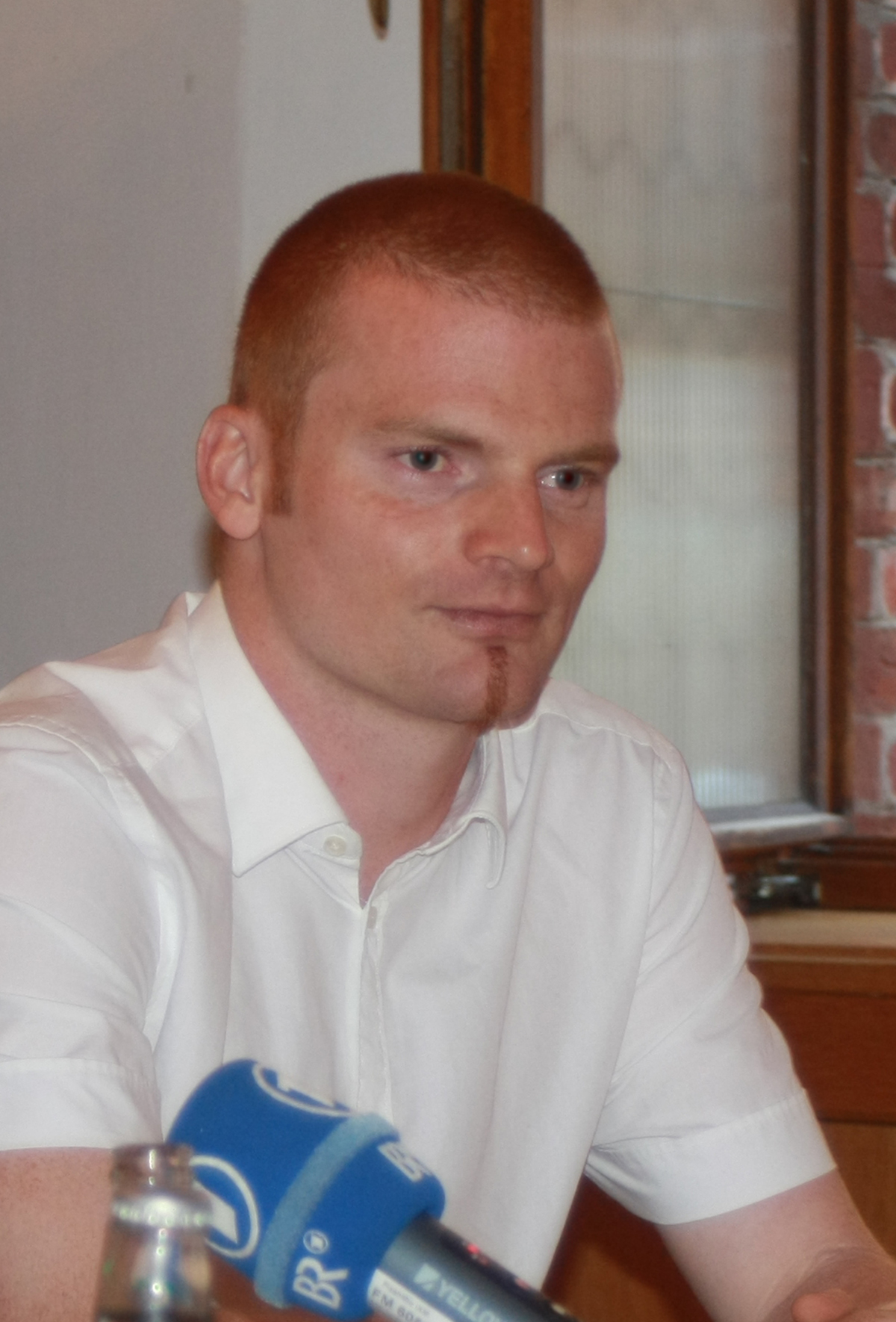
Andreas Biermann (1980–2014)

- Biermann, Berthold (1903–1953), deutscher Journalist, Literaturkritiker und Staatsbeamter
- Biermann, Brigitte (* 1969), deutsche Geschäftsführerin und Hochschullehrerin
- Biermann, Christa (1937–2022), deutsche Juristin, Richterin und Gerichtspräsidentin
- Biermann, Christoph (* 1960), deutscher Sportjournalist und Buchautor
- Biermann, Dagobert (1904–1943), deutscher Kommunist und Widerstandskämpfer
- Biermann, Eduard (1878–1937), deutscher Nationalökonom und lehrte an den Universitäten Leipzig, Greifswald und Frankfurt am Main
- Biermann, Felix (* 1969), deutscher Mittelalterarchäologe
- Biermann, Fred (1884–1968), US-amerikanischer Politiker
- Biermann, Friedrich (1837–1904), deutscher Unternehmer, Zigarrenfabrikant in Bremen
- Biermann, Friedrich Karl (1872–1923), deutscher Unternehmer, MdBB und Senator
- Biermann, Georg (1880–1949), deutscher Kunsthistoriker und Verleger
- Biermann, Gerd (1914–2006), deutscher Kinderarzt und Psychotherapeut
- Biermann, Gottlieb (1824–1908), deutscher Porträt-, Genre- und Historienmaler
- Biermann, Gottlieb (1828–1901), österreichischer Lehrer und Historiker
- Biermann, Günter (1931–1997), deutscher Politiker (SPD), MdB
- Biermann, Hans (* 1954), deutscher Augenarzt und Verleger
- Biermann, Hans Gerhard (1933–2023), deutscher Bildhauer
- Biermann, Harald (* 1966), deutscher Historiker und Autor
- Biermann, Heinrich (1938–2003), deutscher Architekt und Politiker (CDU), MdL
- Biermann, Hugo (1916–2012), südafrikanischer Marineoffizier
- Biermann, Ingo J. (* 1978), deutscher Filmemacher
- Biermann, Johannes, Bürgermeister von Kassel
- Biermann, Johannes (1863–1915), deutscher Zivilrechtler
- Biermann, Kai (* 1972), deutscher Journalist und AutorKai Biermann (* 1972)

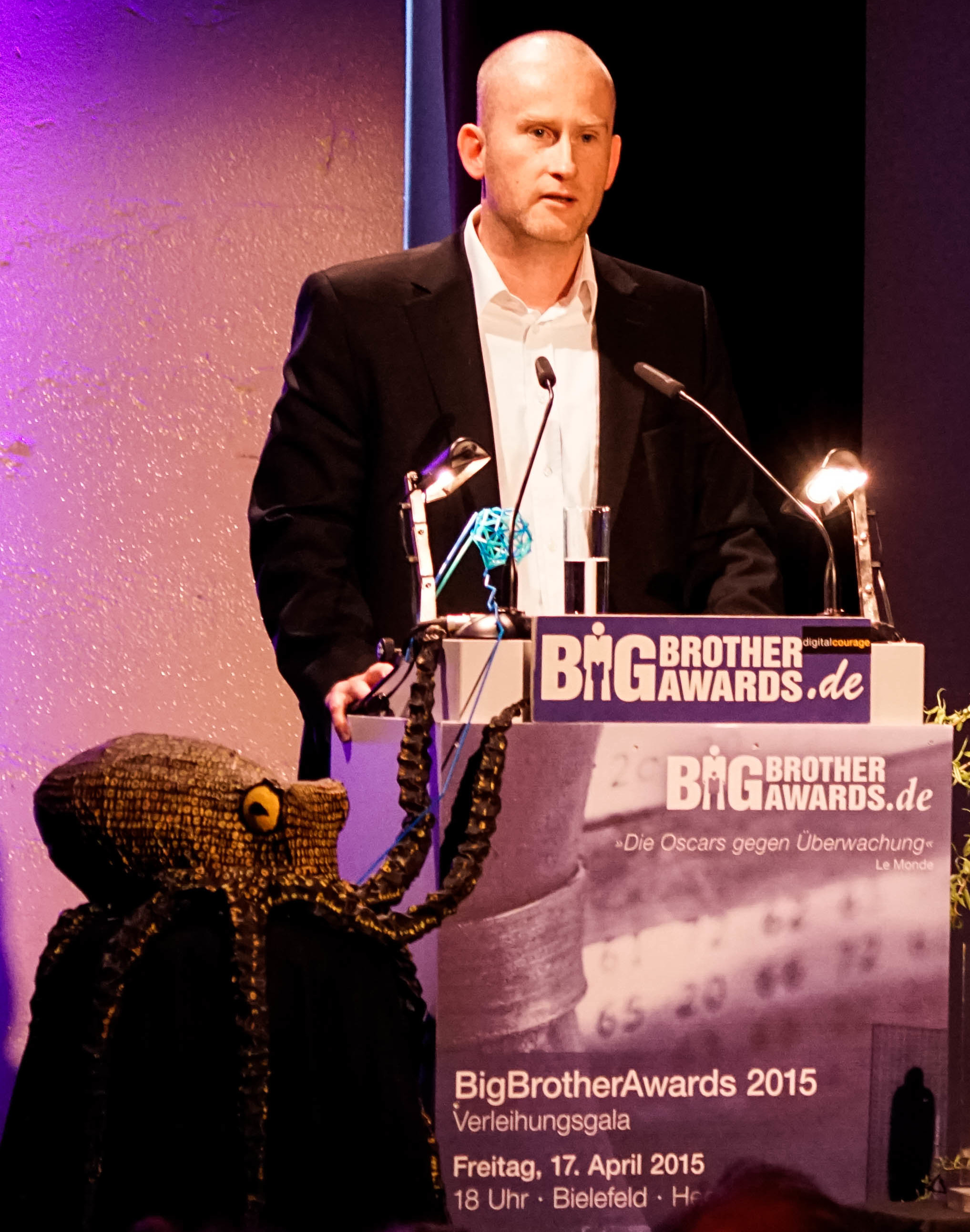
Kai Biermann (* 1972)

- Biermann, Karl Eduard (1803–1892), deutscher Maler
- Biermann, Kirsti (* 1950), norwegische Eisschnellläuferin
- Biermann, Kroy (* 1985), US-amerikanischer American-Football-Spieler
- Biermann, Kurt-Reinhard (1919–2002), deutscher Mathematikhistoriker
- Biermann, Leopold (1875–1922), deutscher Kunstmaler und Mäzen
- Biermann, Ludwig (1907–1986), deutscher Physiker
- Biermann, Manfred (1935–2022), deutscher Betriebswirt und Politiker (CDU)
- Biermann, Martin († 1595), deutscher Mediziner
- Biermann, Martin (* 1943), deutscher Bürgermeister
- Biermann, Max (1856–1929), deutscher Diplomat und Kolonialbeamter
- Biermann, Pieke (* 1950), deutsche Krimischriftstellerin und LiteraturübersetzerinPieke Biermann (* 1950)

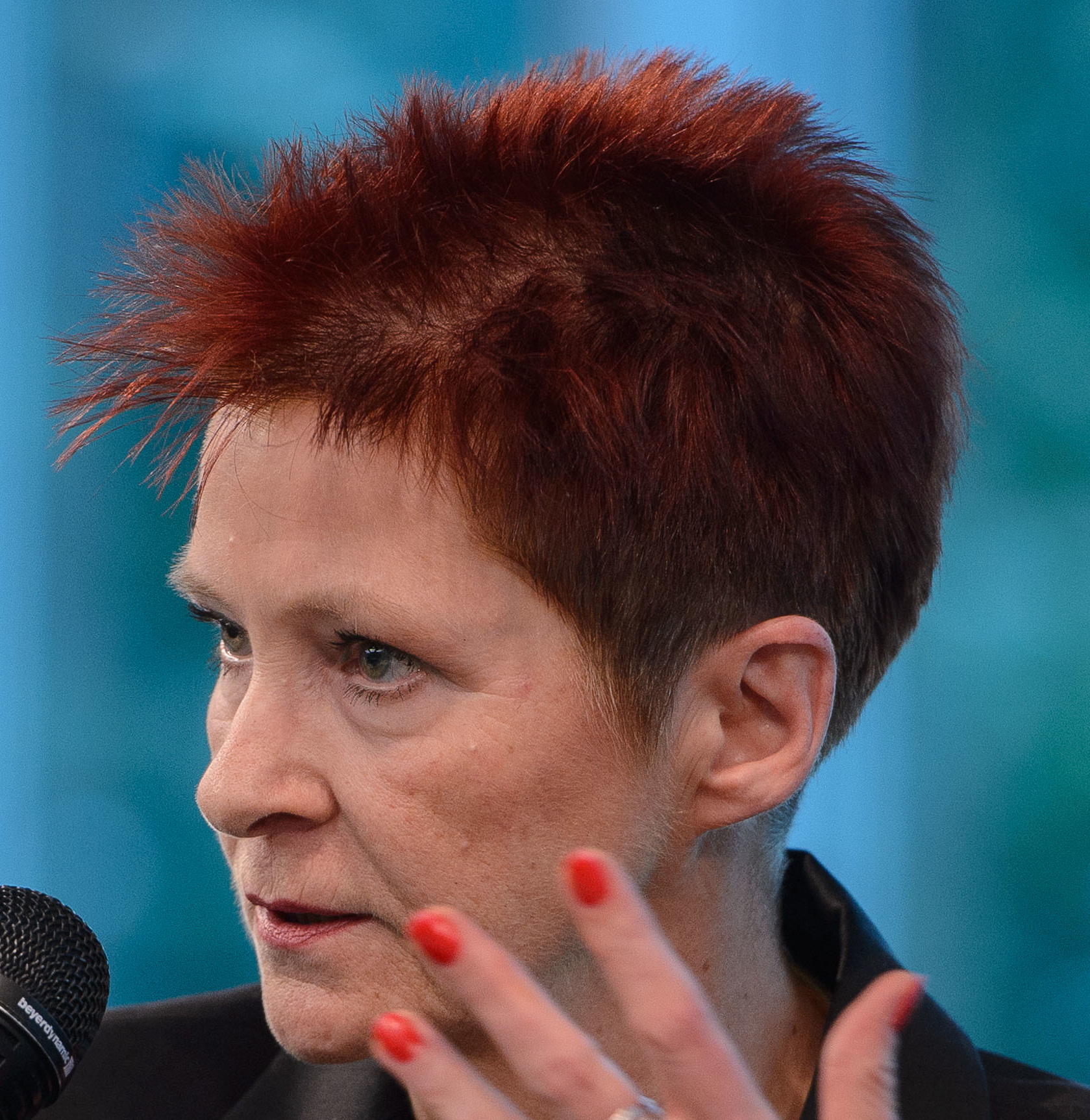
Pieke Biermann (* 1950)

- Biermann, Rafael (* 1964), deutscher Politikwissenschaftler
- Biermann, Reinhard (* 1950), deutscher Fußballtorhüter
- Biermann, Rémon (* 1935), deutscher Jazz- und Unterhaltungsmusiker (Trompete, Komposition)
- Biermann, Rudolf (1934–2018), deutscher Erziehungswissenschaftler
- Biermann, Rudolf (1942–2023), deutscher Politiker (CDU)
- Biermann, Silke (* 1978), deutsche Physikerin
- Biermann, Werner (1900–1986), deutscher Schiffbauingenieur und Hochschullehrer
- Biermann, Werner (1945–2016), deutscher Journalist, Dokumentarfilmer, Film- und Buchautor
- Biermann, Wilfried (* 1936), deutscher Fußballspieler
- Biermann, Winni (* 1967), deutscher Sänger
- Biermann, Wolf (* 1936), deutscher Liedermacher und LyrikerWolf Biermann (* 1936)

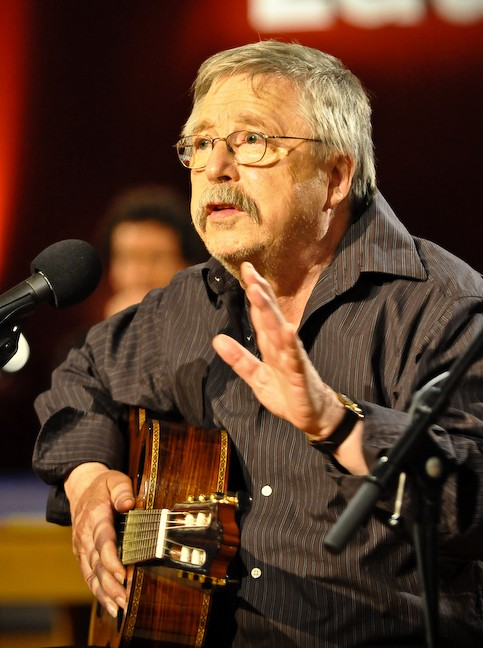
Wolf Biermann (* 1936)

- Biermann, Wolfgang (1927–2001), deutscher SED-Funktionär und Generaldirektor des VEB Carl Zeiss Jena
- Biermann-Ratjen, Hanna Elisabeth (1918–1994), deutsche Textildesignerin
- Biermann-Ratjen, Hans-Harder (1901–1969), deutscher Politiker (FDP), MdHB
- Biermans, Jenthe (* 1995), belgischer Radrennfahrer
- Biermans, Johannes (1871–1941), niederländischer römisch-katholischer Ordensgeistlicher und Generalsuperior
- Biermeier, Christoph (* 1963), deutscher Theaterregisseur und Intendant
- Biermeier, Werner (* 1961), Schweizer Schauspieler
- Biermer, Anton (1827–1892), deutscher Internist und Hochschullehrer
- Biermer, Magnus (1861–1913), deutscher Jurist und Nationalökonom sowie Mitglied des Provinzialtages Hessen
- Biermer, Otto (1858–1901), deutscher Porträt- und Genremaler
- Biermost, Johann († 1512), deutscher Jurist, Rektor und Offizial

#### Biern
- Biernacki, Marek (* 1959), polnischer Politiker, Mitglied des Sejm
- Biernaski, Ladislau (1937–2012), brasilianischer Ordensgeistlicher und römisch-katholischer Bischof
- Biernaski, Rafael (* 1955), brasilianischer Geistlicher und römisch-katholischer Bischof von Blumenau
- Biernat z Lublina, polnischsprachiger Schriftsteller
- Biernat, Andrzej (* 1960), polnischer Politiker
- Biernat, Hubert (1907–1967), deutscher Politiker (SPD), MdL, Landesminister
- Biernat, Jarosław (1960–2019), polnischer Fußballspieler
- Biernat, Mateusz (* 1992), polnischer Volleyballspieler
- Biernat, Otwin (* 1981), österreichischer Regisseur, Schauspieler und Filmemacher
- Biernat, Ute (* 1960), deutsche Fernsehproduzentin
- Biernath, Christine (* 1961), deutsche Jugendbuchautorin
- Biernath, Horst (1905–1978), deutscher Autor von Romanen
- Biernath, Irmgard (1905–1998), deutsche Bildhauerin und Kunstpädagogin
- Biernatzki, Hermann (1818–1895), deutscher Jurist, Kommunalpolitiker, Hofbesitzer und Landeskundler
- Biernatzki, Johann Christoph (1795–1840), deutscher Schriftsteller
- Biernatzki, Johannes (1849–1935), deutscher evangelisch-lutherischer Geistlicher und Kunsthistoriker
- Biernatzki, Karl (1815–1899), deutscher Stifter und Schriftsteller
- Biernatzki, Reinhart (1884–1948), deutscher Pädagoge
- Biernatzki, Stanislaw (1830–1916), deutscher Kaufmann und Unternehmer
- Biernatzki, Wilhelm (1855–1940), deutscher Landwirt, Journalist und Verbandsfunktionär
- Bierner, Stephan (1867–1951), deutscher Politiker und Bürgermeister von Freising

#### Biero
- Bierofka, Daniel (* 1979), deutscher Fußballspieler
- Bierofka, Wilhelm (* 1953), deutscher Fußballspieler und -trainer
- Bieroth, Jakob Wilhelm (1902–1992), deutscher Politiker (Zentrum, CDU), MdL

#### Biers
- Biers, Howard (1904–1967), US-amerikanischer Metallurg
- Biersack, Andy (* 1990), US-amerikanischer Sänger und BandgründerAndy Biersack (* 1990)

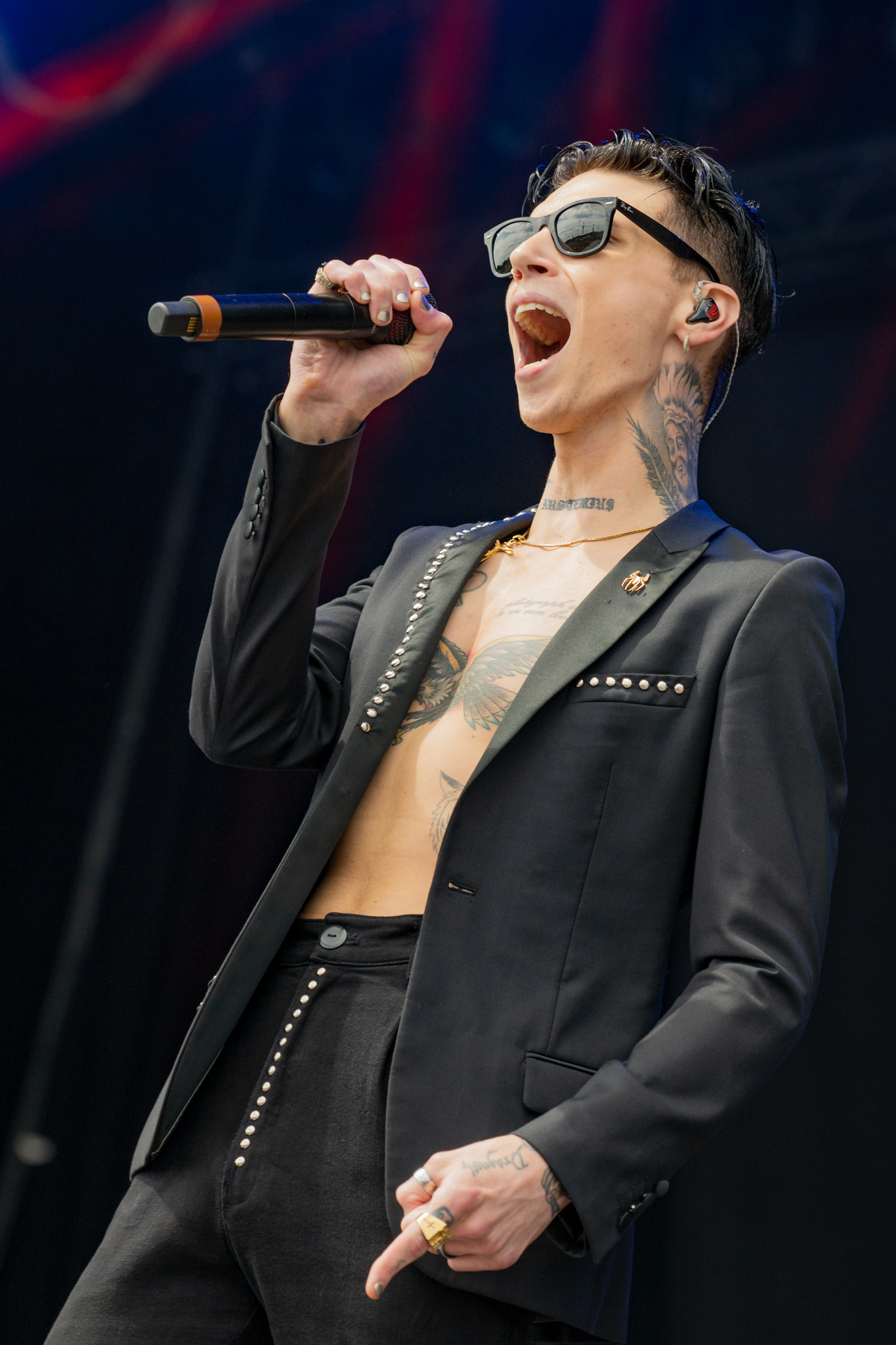
Andy Biersack (* 1990)

- Biersack, Anton (1907–1982), deutscher Komponist
- Biersack, Anton (1927–2007), deutscher Eishockeyspieler
- Biersack, Tobias (* 1990), deutscher Eishockeyspieler
- Bierschel, Karl (1932–2019), deutscher Eishockeyspieler
- Bierschenck, Burkhard (* 1950), deutscher Verleger, Journalist, Autor und Künstler
- Bierschenk, Andy (* 1961), deutscher Kameramann
- Bierschenk, Daniel Theodor (1838–1906), Abgeordneter des Provinziallandtages Hessen-Nassau
- Bierschenk, Friedrich (1907–1974), deutscher Politiker (SPD), MdA
- Bierschenk, Hans (1923–1988), deutscher Offizier (NVA), Direktor des Deutschen Armeemuseum
- Bierschenk, Oliver (* 1975), deutscher Theaterregisseur
- Bierschenk, Theodor (1908–1996), deutscher Lehrer und Vertriebenenfunktionär
- Bierschenk, Thomas (* 1951), deutscher Ethnologe und Soziologe
- Bierschenk, Tom (* 2002), deutscher Fußballspieler
- Bierschock, Andreas, deutscher Moderator
- Bierski, Gudrun (1925–2006), deutsche Künstlerin der Art Brut
- Bierstadt, Albert (1830–1902), US-amerikanischer Maler
- Bierstedt, Detlef (* 1952), deutscher Schauspieler und SynchronsprecherDetlef Bierstedt (* 1952)

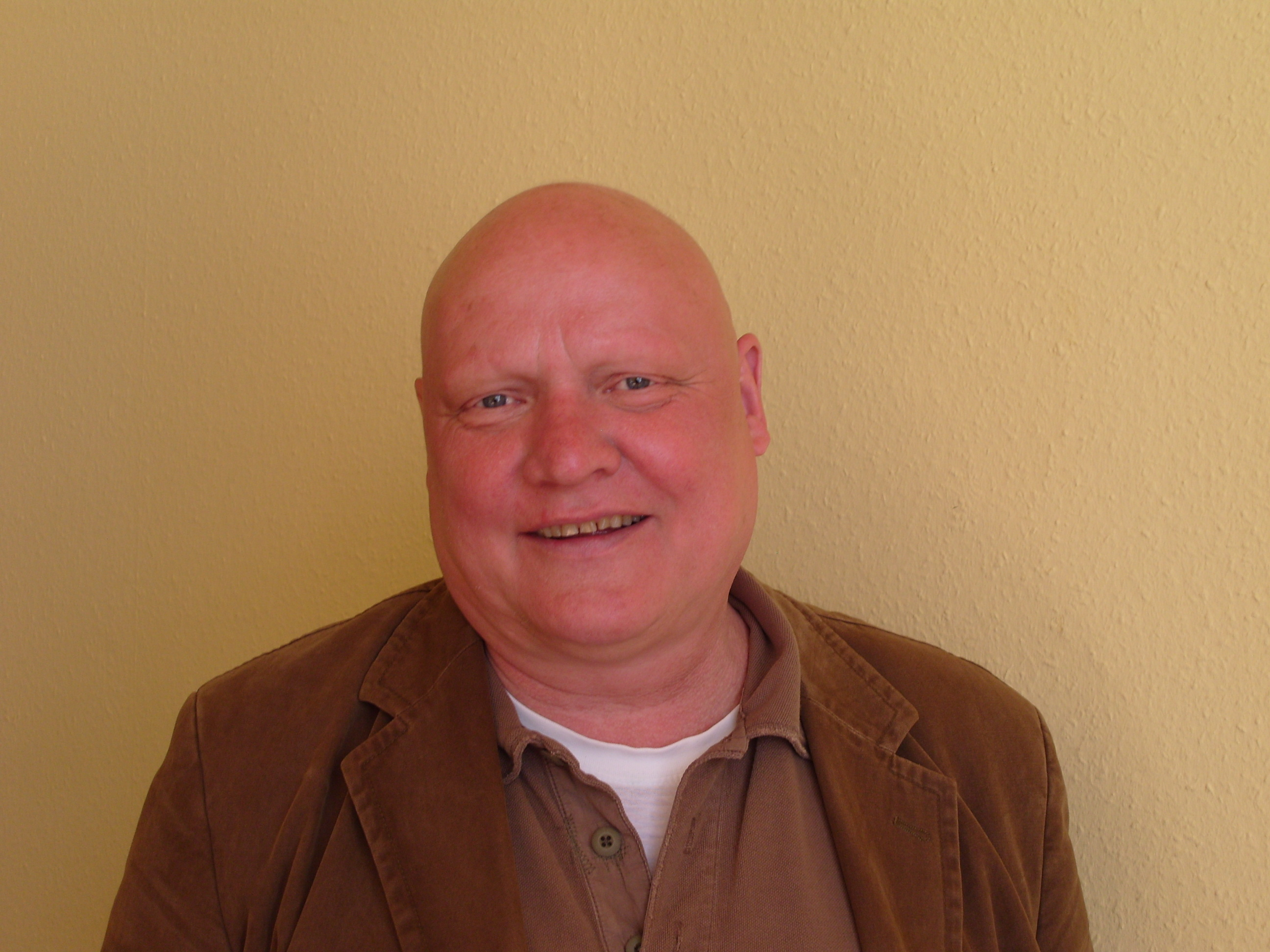
Detlef Bierstedt (* 1952)

- Bierstedt, Gottfried (1853–1924), deutscher Jurist und Oberkirchenratspräsident in Schwerin
- Bierstedt, Ina (* 1965), deutsche Malerin und Kuratorin
- Bierstedt, Klaus (1945–2009), deutscher Mathematiker
- Bierstedt, Marie (* 1974), deutsche Schauspielerin und Synchronsprecherin
- Bierstedt, Wolfgang (* 1952), deutscher Politiker (PDS) und MdB
- Bierstone, Edward (* 1946), kanadischer Mathematiker

#### Biert
- Biert, Cla (1920–1981), Schweizer Schriftsteller
- Biertimpel, Lena-Marie (* 1991), deutsche Schriftstellerin

#### Bieru
- Bierut, Bolesław (1892–1956), polnischer kommunistischer Politiker und später Staatspräsident der Volksrepublik PolenBolesław Bierut (1892–1956)

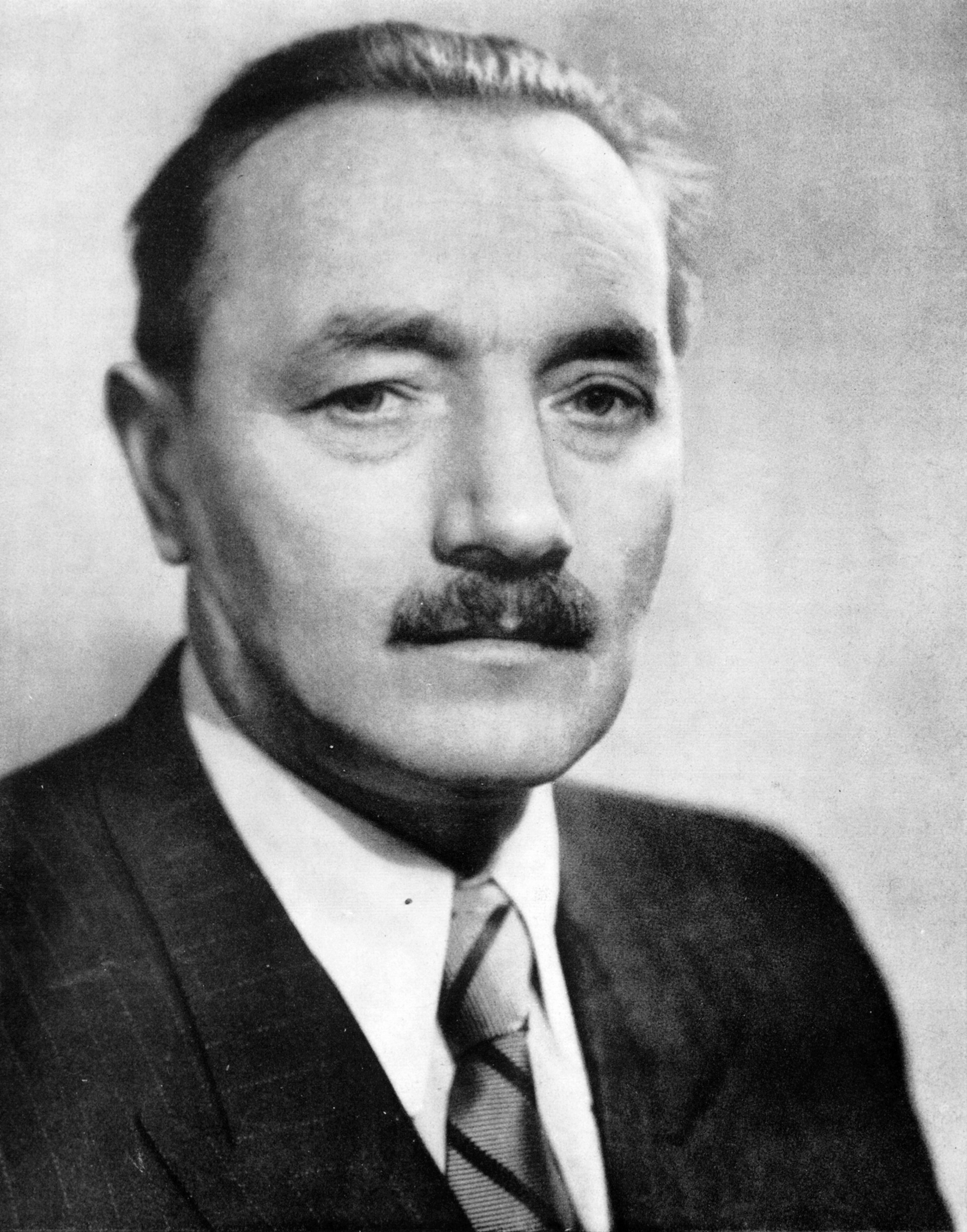
Bolesław Bierut (1892–1956)

#### Bierw
- Bierwirth, Andreas (* 1971), deutscher Manager und Vorsitzender der Geschäftsführung von T-Mobile Austria
- Bierwirth, Carl-Ernst (1884–1944), deutscher Ministerialrat
- Bierwirth, Hans-Günther (1922–1998), deutscher Architekt und Baubeamter des Landes Nordrhein-Westfalen
- Bierwirth, Heinrich Conrad (1853–1940), deutscher Germanist
- Bierwirth, Karl (1907–1955), deutscher Gewichtheber
- Bierwirth, Petra (* 1960), deutsche Politikerin (SPD), MdL, MdB
- Bierwirth, Rudolph (1899–1993), australischer Generalleutnant
- Bierwisch, Manfred (1930–2024), deutscher Linguist

#### Biery
- Biery, James Soloman (1839–1904), US-amerikanischer Politiker
- Biery, Marilyn Perkins (* 1959), US-amerikanische Kirchenmusikerin und Komponistin

### Bies
- Bies, Luitwin (1930–2009), deutscher Historiker und Politiker (DKP)
- Bies, Rauno (* 1961), finnischer Sportschütze
- Bies, Werner (* 1952), deutscher Anglist, Literaturwissenschaftler und Bibliothekar
- Biesalski, Ernst (1881–1963), deutscher Chemiker und Hochschullehrer
- Biesalski, Ernst (1907–1964), deutscher Agrarwissenschaftler mit dem Spezialgebiet der Landarbeitslehre
- Biesalski, Hans Konrad (* 1949), deutscher Mediziner
- Biesalski, Konrad (1868–1930), deutscher OrthopädeKonrad Biesalski (1868–1930)

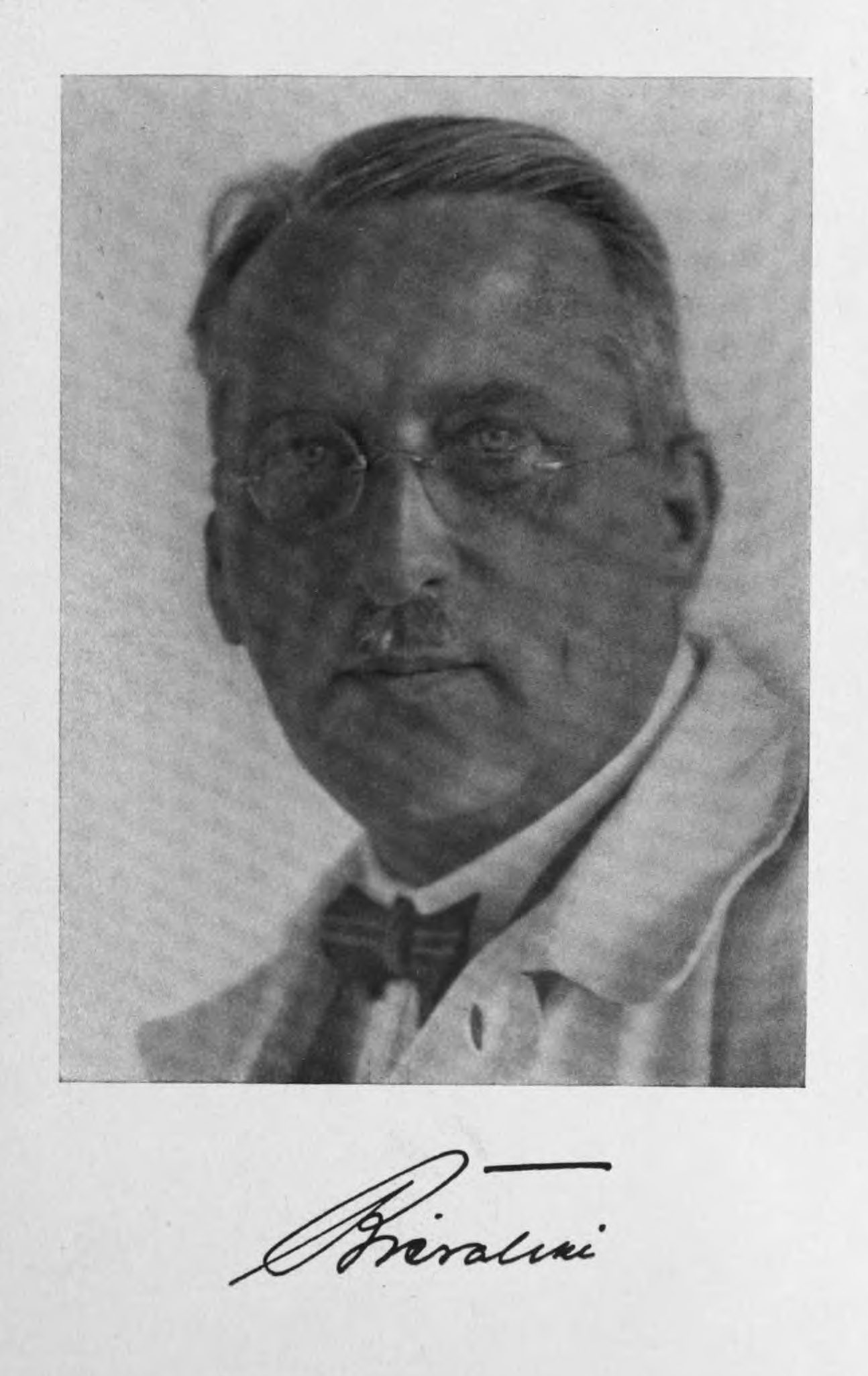
Konrad Biesalski (1868–1930)

- Biesalski, Kurt (1935–2022), deutscher Film- und Buchautor
- Biesamrit, Nattanan (* 2000), thailändischer Fußballspieler
- Biesantz, Albert (1848–1898), deutscher Bäcker und Politiker, MdR
- Biesantz, Albert (1873–1940), deutscher Theaterschauspieler
- Biesantz, Hagen (1924–1996), deutscher Klassischer Archäologe und Anthroposoph
- Biesbroeck, Jules Evarist van (1848–1920), belgischer Maler
- Biesbroeck, Jules Pierre van (1873–1965), belgischer Maler
- Biesbrouck, Elke (* 1986), belgische Badmintonspielerin
- Biesbrouck, Louis (1921–2005), niederländischer Fußballspieler
- Biese, Alfred (1856–1930), deutscher Literaturhistoriker
- Biese, Franz (1803–1895), deutscher klassischer Philologe, Oberlehrer am Pädagogium in Putbus
- Biese, Gerth (1901–1980), deutscher Maler der klassischen Moderne und Kunsterzieher
- Biese, Helmi (1867–1933), finnische Landschaftsmalerin
- Biese, Karl (1863–1926), deutscher Landschaftsmaler, Zeichner und Lithograf
- Biese, Rolf (1918–2000), finnischer Tischtennisspieler und -funktionär
- Biese, Walter (1895–1960), deutscher Paläontologe, Höhlenforscher und Geologe
- Biese, Wilhelm (1822–1902), deutscher Klavierbauer und Fabrikant international exportierter Pianinos
- Biesecker, Adelheid (* 1942), deutsche Wirtschaftswissenschaftlerin
- Biesel, Martin (* 1962), deutscher Politiker (FDP) und Staatssekretär
- Biesemann, Paul (1896–1943), deutsch-niederländischer Landschafts-, Marine-, Stillleben- und Porträtmaler sowie Radierer
- Biesemans, Els (* 1978), belgische Organistin und PianistinEls Biesemans (* 1978)

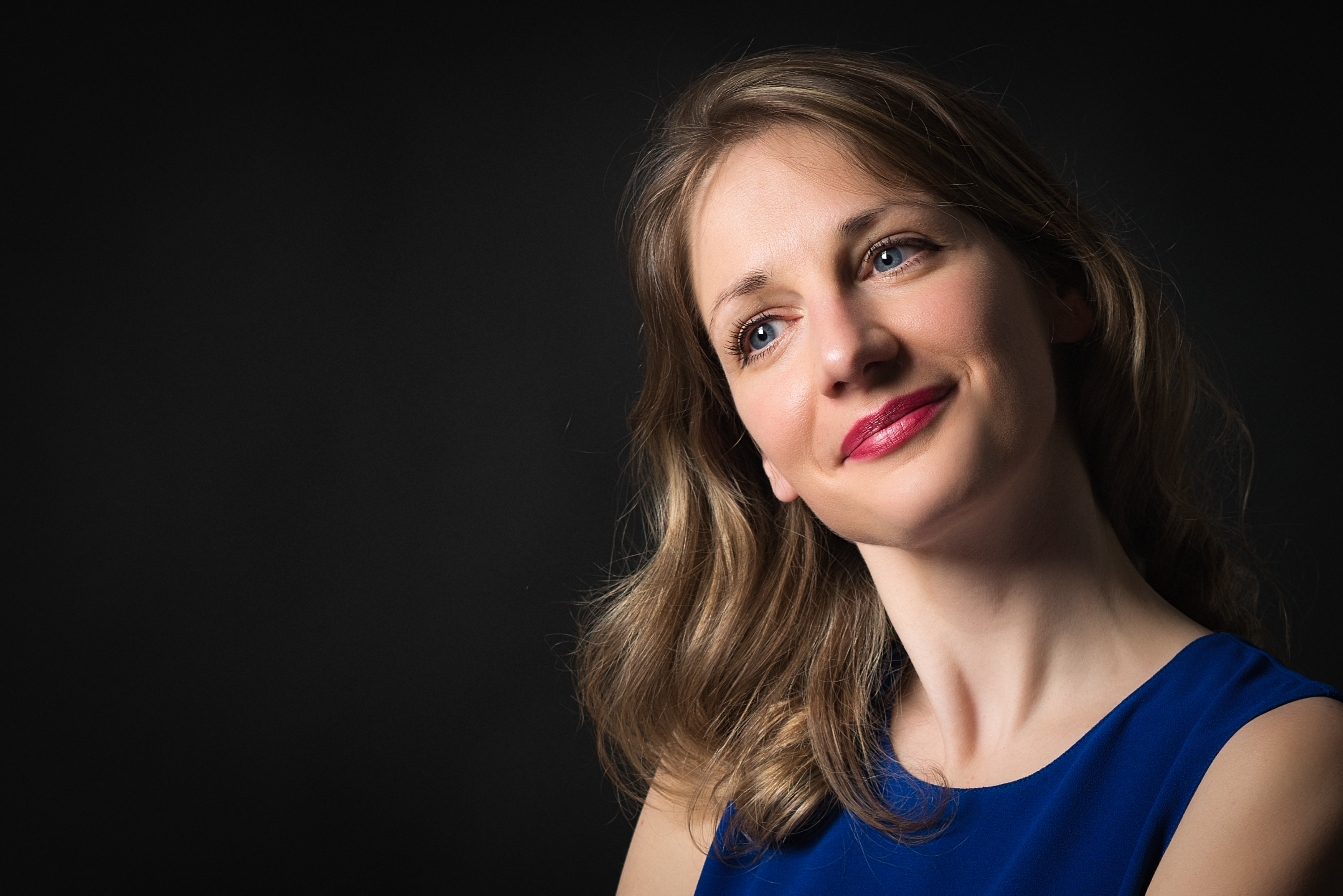
Els Biesemans (* 1978)

- Biesemeier, Gustav (1887–1955), deutscher Politiker (DDP)
- Biesemeyer, Thomas (* 1989), US-amerikanischer Skirennläufer
- Biesen, Arnoud van der (1899–1968), niederländischer Segler
- Biesen, Joost van den (1913–2001), niederländischer Ordensgeistlicher, katholischer Bischof
- Biesenbach, Gustav (1862–1934), deutscher Politiker (Zentrum), MdR und Bürgermeister
- Biesenbach, Gustav der Ältere (1832–1893), deutscher Rechtsanwalt und Parlamentarier
- Biesenbach, Heinrich (1863–1926), deutscher Jurist und Schriftsteller
- Biesenbach, Kira (* 1992), deutsche Leichtathletin
- Biesenbach, Klaus (* 1966), deutscher Kurator und MuseumsdirektorKlaus Biesenbach (* 1966)

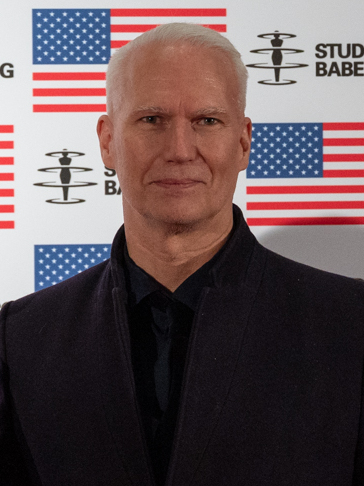
Klaus Biesenbach (* 1966)

- Biesenbach, Peter (* 1948), deutscher Jurist und Politiker (CDU)
- Biesenbender, Volker (* 1950), deutscher Geiger und Bratscher
- Biesendorfer, Elke (* 2002), deutsche Filmschauspielerin
- Biesenkamp, Goar (* 1957), deutscher Musikproduzent, Musiker und Komponist
- Biesenkamp, Peter (1946–2019), deutscher Fußballspieler
- Biesenroth, Heinrich Ehrenfried von († 1714), kursächsischer Landkammerrat, Amtshauptmann und Rittergutsbesitzer
- Biesenthal, Joachim (1800–1886), preussischer Missionar
- Biesenthal, Laryssa (* 1971), kanadische Ruderin
- Bieser, Natalie (* 1948), US-amerikanische Malerin und Objektkünstlerin
- Bieser, Wilhelm (1885–1934), deutscher Kommunist
- Bieshaar, Arie (1899–1965), niederländischer Fußballspieler
- Biesheuvel, Barend (1920–2001), niederländischer Politiker (ARP), Ministerpräsident, MdEP
- Biesiada, Marek (* 1964), polnischer Astronom und Arzt
- Biesiadecki, Maciej (1864–1935), polnischer Politiker; Generalkommissar in der Freien Stadt Danzig (1920–1921)
- Biesiekirski, Piotr (* 2001), polnischer Motorradrennfahrer
- Biesing, Winfried (1919–2001), deutscher Richter und Heimatforscher
- Biesinger, Albert (* 1948), deutscher Theologe und Professor für Religionspädagogik in Tübingen
- Biesinger, David (* 1974), deutscher Journalist
- Biesinger, Otto, deutscher Fußballspieler
- Biesinger, Rainer (* 1966), deutscher Autor und Vortragsredner
- Biesinger, Ulrich (1933–2011), deutscher Fußballspieler
- Bieske, Hellmuth (1894–1972), deutscher Industrieller
- Biesler, Dieter (* 1945), deutscher Koch
- Biesmans, Julie (* 1994), belgische Fußballspielerin
- Biesok, Carsten (* 1968), deutscher Jurist und Politiker (FDP), MdL
- Biesold, Dietmar (1925–1991), deutscher Neurochemiker
- Biess, Frank (* 1966), deutscher Historiker
- Bießle, Harduin (1902–1985), deutscher Ordensgeistlicher und der erste Abt der Abtei Königsmünster in Meschede
- Bießmann, Jessica (* 1981), deutsche Politikerin (AfD), MdA
- Bießmann, Paul (* 1988), deutscher Pianist und Medienkünstler
- Biestek, Felix (1912–1994), US-amerikanischer Hochschullehrer und Jesuitenpater
- Biesten, Ernst (1884–1953), deutscher Jurist
- Biester, Anton (1837–1917), deutsch-amerikanischer Porträtmaler und Landschaftsmaler der Klever und Düsseldorfer Schule
- Biester, August (1854–1926), deutscher Lehrer und Schriftsteller
- Biester, Edward G. (* 1931), US-amerikanischer Politiker
- Biester, Johann Erich (1749–1816), deutscher Popularphilosoph
- Biester, Karl (1878–1949), deutscher Landwirt und Politiker (DHP, NLP), MdL
- Biester, Louis (1882–1965), deutscher Politiker (SPD), MdR
- Biester, Uwe (* 1948), deutscher Politiker (CDU), MdL
- Biesterfeld, Horst (1906–1969), deutscher Flottillenadmiral der Bundesmarine
- Biesterfeld, Wolfgang (1940–2025), deutscher Literaturwissenschaftler
- Biesterfeldt, Hans Hinrich (* 1943), deutscher Arabist
- Biestmann, Friedhelm (* 1949), deutscher Politiker (CDU), MdL
- Biesty, Stephen (1961–2024), britischer Illustrator, Künstler und Autor
- Bieșu, Maria (1935–2012), moldauische Sopranistin und Opernsängerin
- Bieszczad, Seweryn (1852–1923), polnischer Landschafts- und Genremaler

### Biet
- Bietags, Edvīns (1908–1983), lettischer Ringer
- Bietak, Manfred (* 1940), österreichischer Ägyptologe
- Bietenhader, Ueli (* 1937), Schweizer Komponist und Erzähler
- Bietenhard, Hans (1916–2008), Schweizer reformierter Pfarrer, Neutestamentler und Bibelübersetzer
- Bietenhard, Ruth (1920–2015), Schweizer Journalistin, Autorin, Lehrerin und Übersetzerin
- Bieter, David H. (* 1959), US-amerikanischer Politiker
- Biethahn, Jörg (1942–2013), deutscher Wirtschaftsinformatiker
- Biethan, Claus (1933–1996), deutscher Leichtathlet
- Biethan, Corinna (* 1983), deutsche Kunstradfahrerin
- Bietila, Walter (1916–1996), amerikanischer Skispringer
- Bietmann, Rolf (* 1954), deutscher Politiker (CDU), MdB
- Biett, Laurent-Théodore (1781–1840), schweizerisch-französischer Mediziner
- Biette, Jean-Claude (1942–2003), französischer Filmkritiker und Filmregisseur
- Bietti Sestieri, Anna Maria (1942–2023), italienische Prähistorikerin
- Bietz, Hartmut (1942–2020), deutscher Komponist
- Bietzke, Kurt (1894–1943), deutscher Widerstandskämpfer gegen den Nationalsozialismus

### Biev
- Biever, Nicolas (1894–1965), luxemburgischer Politiker, Mitglied der Chambre
- Bievez, Léon-Désiré-Paulin-François-Joseph (1889–1951), Generalleutnant der belgischen Streitkräfte
- Bièvre, Georges de (1747–1789), französischer Schriftsteller

### Biew
- Biewald, Dieter (1932–2023), deutscher Politiker (CDU), MdA
- Biewald, Hartmut (* 1943), deutscher Schriftsteller
- Biewald, Roland (* 1955), deutscher Religionspädagoge
- Biewen, Martin, deutscher Hochschullehrer
- Biewend, Edith (1923–2005), deutsche Schriftstellerin
- Biewend, Robert (1844–1913), deutscher Eisenhüttenmann und Hochschullehrer
- Biewer, Carolin (* 1975), deutsche Sprachwissenschaftlerin
- Biewer, Gerd (1926–1981), deutscher Schauspieler und Synchronsprecher
- Biewer, Gottfried (* 1955), deutscher Bildungswissenschaftler und Hochschullehrer
- Biewer, Ludwig (* 1949), deutscher Archivar und Historiker, ehemaliger Leiter des Politischen Archivs des deutschen Auswärtigen Amts
- Biewer, Maxi (* 1964), deutsche Fernsehmoderatorin und SchauspielerinMaxi Biewer (* 1964)

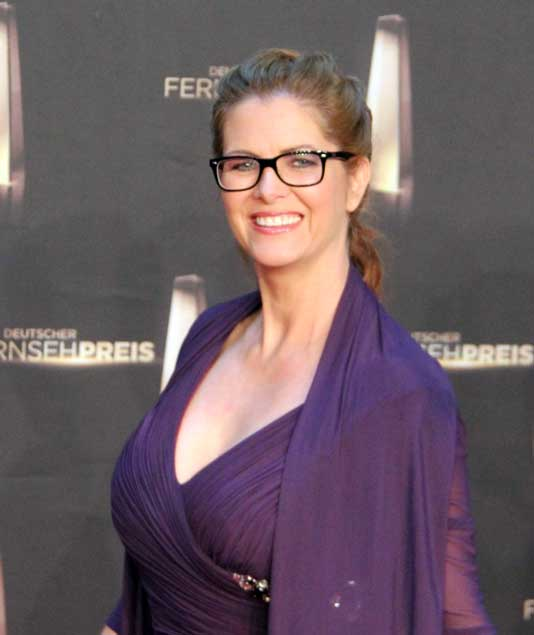
Maxi Biewer (* 1964)

- Biewer, Nikolaus (1922–1980), deutscher Fußballspieler
- Biewer, Reiner, Abt der Reichsabtei St. Maximin

### Biez
- Biez, Oudard du († 1553), französischer Adliger, Marschall von Frankreich
- Biezais, Haralds (1909–1995), lettischer Religionshistoriker
- Bieżan, Andrzej (1945–1983), polnischer Komponist und Pianist
- Biezen, Koen van der (* 1985), niederländischer Fußballspieler
- Biezen, Peter van (* 1983), niederländischer Eishockeyspieler
- Biezeno, Cornelis B. (1888–1975), niederländischer Ingenieurwissenschaftler für Mechanik